# 조선 누층군

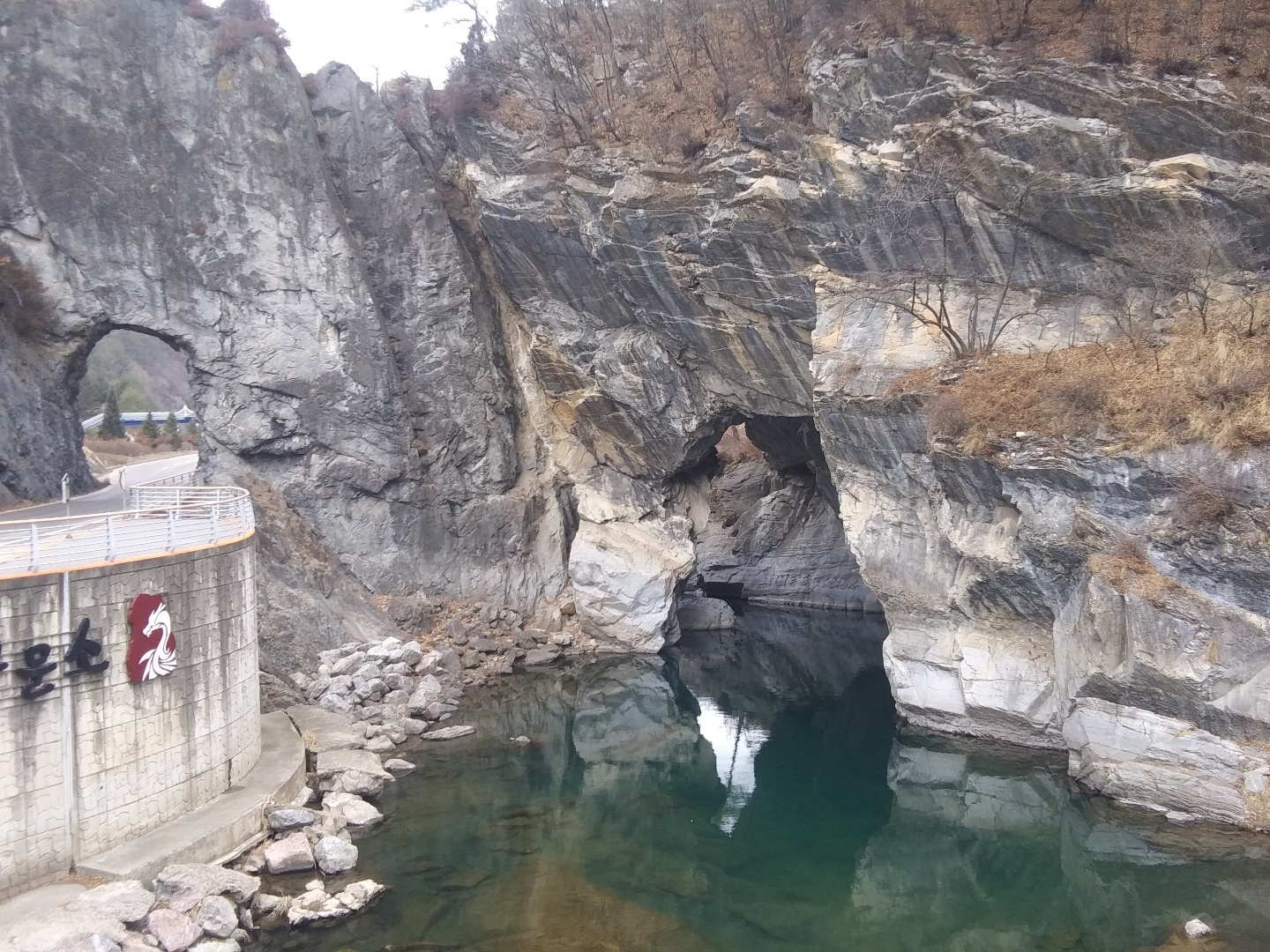
조선 누층군이 발달하는 구문소―사진에 보이는 회색 지층은 조선 누층군 막골층이며, 가운데 동굴은 낙동강 상류인 황지천이 암석층을 뜷고 형성된 것이다.

조선 누층군(朝鮮 累層群, Joseon supergroup) 또는 조선계 지층(朝鮮系 地層)은 고생대 초기 캄브리아기에서 오르도비스기 중기까지 한반도 내의 평남 분지와 옥천 습곡대의 태백산분지에 퇴적된 해성층(海成層)으로, 주로 석회암과 셰일, 사암 등으로 구성된다. 조선 누층군은 한반도에서 캄브리아기~오르도비스기에 퇴적된 지층을 통칭하는 것으로 본 문서에서는 대한민국에 분포하는 조선 누층군에 대해서만 서술한다.
조선 누층군에서는 다수의 삼엽충, 필석류, 두족류, 완족류, 코노돈트 등의 화석이 산출된다. 조선 누층군에는 석회암이 다수 포함되어 있어 강원특별자치도 남부와 충청북도 동부인 삼척시, 영월군, 단양군, 문경시 지역에 삼척 대이리 동굴지대, 평창 백룡동굴이나 단양 고수동굴과 같은 대규모의 카르스트 지형을 형성하고 있다.
조선 누층군에는 지하자원 또한 풍부하게 매장되어 있다. 단양군 지역에서는 현재까지도 조선 누층군의 석회석 자원을 채굴하고 있다. 조선 누층군이 발달하는 태백산분지 지역은 대한민국의 주요 스카른 광상들이 밀집된 지역으로 조선 누층군 내에 아연, 납, 텅스텐, 철, 구리, 몰리브데넘, 금, 은 등의 금속광상이 존재한다. 가장 대표적인 상동광산은 조선 누층군 내에 발달하는 텅스텐을 채굴하는 광산이다. 면산층에서는 대랑의 타이타늄 자원이 발견되었다.

## 개요

### 태백산 분지
태백산 분지(Taebaeksan Basin, 太白山 盆地)는 한반도 중동부 대한민국 강원특별자치도 남부와 충청북도 동부 일대에 위치하는 고생대의 퇴적 분지이며, 북동쪽으로 부채꼴 모양으로 넓어지는 형태를 가지고 있다. 태백산 분지는 고생대 초에 곤드와나 대륙의 일부로 적도 인근에 위치하였으며 캄브리아기 동안 북중국 강괴의 남쪽에 위치하여 비교적 수심이 얕은 내륙해를 사이에 두고 오스트레일리아 대륙과 마주보고 있었던 것으로 해석되었다. 따라서 태백산 분지에서도 캄브리아기 동안에 해수면이 상승함에 따라 해침이 있었던 것으로 알려져 왔다.
태백산 분지의 퇴적암에는 중원생대와 신원생대의 연령을 가지는 쇄설성 저어콘들이 발견되었다. 맥캔지 외(2011)는 세송층 쇄설성 저어콘에는 고원생대(18~20억년 전)와 신시생대 (25~28억년 전) 연령피크와 더불어 약 중원생대(1.6-1.7 Ga)의 저어콘들이 포함되어 있다고 보고하였으며, 세송층의 저어콘이 중원생대와 신원생대의 연령이 흔히 나타나는 인도 북부에서 유래했을 가능성을 주장하였으며, 캄브리아기 동안 북중국 강괴와 인도 북부 사이가 지리적으로 가까웠다고 설명하였다. 반면 김명준(2021)은 태백산 분지의 캄브리아기 퇴적암이 제천시 지역에 분포하는 옥천 누층군 서창리층에서의 지리적인 거리가 가까울수록 쇄설성 저어콘 연령 분포가 서창리층과 더 유사하다고 보고하여, 태백산 분지의 일부 퇴적암에서 발견되는 중원생대 저어콘 연령은 먼 대륙지역이 아닌 한반도 내에서 유래했을 수도 있으며 옥천 누층군 등 옥천 변성대의 암석이 태백산 분지 퇴적암의 근원으로 어느 정도의 역할을 하였음을 주장하였다.

### 구성
태백산분지에 분포하는 대한민국의 조선 누층군은 오늘날 지역적 분포에 따라 태백층군, 영월층군, 평창층군, 용탄층군, 문경층군으로 구분된다.
- 태백층군은 강원특별자치도 태백시와 삼척시, 영월군 남동부와 정선군, 충청북도 단양군 일대에 넓게 분포한다. 태백층군은 캄브리아기에서 오르도비스기에 퇴적된 장산층, 면산층, 묘봉층, 대기층, 세송층, 화절층, 동점층, 두무골층, 막골층, 직운산층, 두위봉층으로 구성되어 있다. 일부 지역에서 대기층과 세송층을 합쳐서 풍촌 석회암층이라고 불리기도 하며, 태백층군 내에서 캄브리아기와 오르도비스기의 경계는 화절층과 동점층의 사이에 존재하는 것으로 알려져 있다. 태백층군의 전체 두께는 약 1~1.4 km이다.[1][8]
- 영월층군은 하부로부터 삼방산층, 마차리층, 와곡층, 문곡층, 영흥층으로 구성된다. 영월군에 분포하는 영월층군은 영월인편상구조대에 의해 분포가 규제된다.[8]
- 용탄층군은 정선군 지역에 분포하며 일반적으로 하부로부터 정선 규암층, 정선 석회암층, 행매층, 회동리층으로 구분되나 행매층은 그 존재에 대해 논란이 있다.[8]
- 평창층군은 평창군 지역에 분포하며 정선 석회암층과 입탄리층으로 구분되나[8] 입탄리층이 정선 석회암층과 같은 지층이기 때문에 입탄리층에 의해 구분되어 왔던 평창층군이 용탄층군과 같은 지층군이라는 주장도 있다.[9]
- 문경층군은 문경시에 분포하는 조선 누층군이다. 대체로 구랑리층과 상부 석회암층으로 구분되지만 가장 층서적 논란이 심한 전기 고생대 지층이다.[8]

| 지질 시대                           | 태백층군   | 태백층군 | 영월층군 | 용탄층군                      | 평창층군                | 문경층군 | 북한 평안도            |
| 지질 시대                           | 구분       | 지층명   | 영월층군 | 용탄층군                      | 평창층군                | 문경층군 | 북한 평안도            |
| ----------------------------------- | ---------- | -------- | -------- | ----------------------------- | ----------------------- | -------- | ---------------------- |
| 고생대 오르도비스기 443.8–485.4 Mya | 상동아층군 | 두위봉층 | 영흥층   | 회동리층 행매층 정선 석회암층 | 정선 석회암층 입탄리층? | 탄산염암 | 상서리통 만달통 신곡통 |
| 고생대 오르도비스기 443.8–485.4 Mya | 상동아층군 | 직운산층 | 영흥층   | 회동리층 행매층 정선 석회암층 | 정선 석회암층 입탄리층? | 탄산염암 | 상서리통 만달통 신곡통 |
| 고생대 오르도비스기 443.8–485.4 Mya | 상동아층군 | 막골층   | 영흥층   | 회동리층 행매층 정선 석회암층 | 정선 석회암층 입탄리층? | 탄산염암 | 상서리통 만달통 신곡통 |
| 고생대 오르도비스기 443.8–485.4 Mya | 상동아층군 | 두무골층 | 문곡층   | -                             |                         | 탄산염암 | 상서리통 만달통 신곡통 |
| 고생대 오르도비스기 443.8–485.4 Mya | 상동아층군 | 동점층   | 문곡층   | -                             |                         | 탄산염암 | 상서리통 만달통 신곡통 |
| 고생대 캄브리아기 485.4–541.0 Mya   | 직동아층군 | 화절층   | 와곡층   | -                             | 화절층                  | 탄산염암 | 고풍통                 |
| 고생대 캄브리아기 485.4–541.0 Mya   | 직동아층군 | 세송층   | 마차리층 | -                             | 화절층                  | 탄산염암 | 고풍통                 |
| 고생대 캄브리아기 485.4–541.0 Mya   | 직동아층군 | 대기층   | 마차리층 | -                             | 대기층                  | 탄산염암 | 무진통                 |
| 고생대 캄브리아기 485.4–541.0 Mya   | 직동아층군 | 묘봉층   | 삼방산층 | -                             | 묘봉층                  | 탄산염암 | 흑교통                 |
| 고생대 캄브리아기 485.4–541.0 Mya   | 직동아층군 | 장산층   |          | 정선 규암층                   | 장산층                  | 구랑리층 | 중화통                 |

## 연구사
한반도의 고생대 퇴적층은 1884년 독일인 지질학자 고트체(Gottsche)에 의해 낭림 육괴 북서부 혜산-이원 지역에 소규모로 분포하고 있음이 최초로 알려졌으며, 두 개의 단위층인 하부의 캄브리아계와 상부의 석탄계로 구분되었다. 이후 일본인 지질학자 이노우에(Inoue, 1907)는 평안남도와 황해도 및 강원도 일대의 평남 분지와 태백산 분지에 넓게 분포하는 규암, 셰일, 석회암으로 이루어진 퇴적층을 산출 화석을 기준으로 고생대층으로 해석하였으며 하부의 규암, 셰일, 석회암이 교호하는 퇴적층을 최초로 조선 누층군'으로, 그 직상부의 유공충 화석을 포함하는 석회암층을 방추충석회암이라고 명명하였으며, 두 단위층을 고트체의 캄브리아계와 석탄계에 각기 대비하고 두 단위층 사이를 부정합으로 해석하였다. 이노우에(Inoue, 1907)의 조선층은 이후 조선계(朝鮮系)로 개칭되었으며, 하부의 규암과 셰일로 이루어진 양덕통(양덕층군)과 상부의 주로 석회암으로 이루어진 대석회암통(대석회암층군)으로 구분되었다. 그러나 이 조선계에 선캄브리아 최후기의 퇴적암류가 포함된 것을 확인한 나카무라(Nakamura, 1926)는 선캄브리아기 최후기의 퇴적층을 상원계로 명명하고 이를 조선계로부터 분리하였다. 이후 40여 년 동안 조선계라는 명칭은 한반도 하부 고생대층을 대표하는 지층명으로 사용되었다. 1940년 요시무라(Yosimura)는 영월군 지역에 대한 최초의 지질학적 연구를 수행하고 이 지역의 조선 누층군을 하부로부터 삼방산층, 마차리층, 와곡층, 문곡층, 영흥층으로 구분했다.
1960년대부터 조선계 대신에 조선 누층군이라는 명칭이, 평남 분지와 낭림 육괴에서는 1980년대부터 조선계 대신에 황주계라는 지층명이 사용되고 있다. 태백산분지 조선 누층군의 연구는 1926년 이후 일본인 지질학자 고바야시(Kobayashi)에 의하여 체계적으로 수행되었다. 고바야시(1958, 1966)는 화석을 연구하여 소위 조선 누층군을 장산 규암층, 묘봉층, 대기 석회암층, 세송 슬레이트층, 화절층, 두무골 셰일층, 막골 석회암층, 직운산 셰일층, 두위봉 석회암층의 9개 지층과 23개 생층서 단위로 구분하고 이를 북중국 강괴 및 북미, 유럽 지역과 대비하였다. 1930년대에서 1960년대 사이에 발표된 태백산 분지의 조선 누층군에 대한 층서 및 고생물학적 연구 결과들은 조선 누층군의 지질 계통 확립에 기초가 되었다. 특히, 고바야시 외(Kobayashi, 1942)는 조선 누층군의 암상이 지역에 따라 차이가 있음을 인지하고, 조선 누층군을 두위봉형, 영월형, 정선형, 평창형, 문경형으로 세분하였다.
제1차 경제개발 5개년 계획 당시 국내에 매장된 석탄과 석회암 자원을 파악하기 위해 1962년 편성된 태백산지구지하자원조사단(Geological Investigation Corps of Taebaeksan Region, GICTR)은 강원특별자치도 강릉시, 명주군, 삼척군, 평창군, 정선군, 영월군, 충청북도 단양군에 이르는 넓은 지역에서 지질조사를 수행하고 조선 누층군과 평안 누층군의 층서와 지질 구조, 암석과 자원에 대한 자세한 조사와 연구를 수행하였다. 조사단은 삼척, 영월, 태백, 단양 지역의 조선 누층군에 대한 지질 조사를 통해 직운산층과 두위봉층을 막동 석회암층에 통합하였으며, 세송층의 존재를 인정하지 않고 화절층으로 통합하였다. 또한 이 당시 삼방산층과 영흥층은 조선 누층군으로 인정되지 않았으나 이후의 연구를 통해 삼방산층과 영흥층은 조선 누층군의 범주 안에 포함되었다.
최덕근(1998, 2005)은 고바야시가 지역에 따라 두위봉형, 영월형, 정선형, 평창형, 문경형으로 구분한 조선 누층군의 층서 구분이 국제 층서 규약(ICS)에 맞지 않는다는 점을 지적하고, 두위봉형, 영월형, 정선형, 평창형, 문경형 조선 누층군을 각각 태백층군, 영월층군, 용탄층군, 평창층군, 문경층군으로 명명할 것을 제안하였다. 현재 학계에서는 대부분 최덕근의 구분을 따르고 있다.
조선 누층군에서는 133개 속(genera)에 속하는 삼엽충 279종이 보고되었으나, 삼엽충 화석군의 분류학적 개정으로 숫자가 줄어 현재는 243종으로 보고되었다. 조선 누층군 태백층군과 영월층군에서는 각각 118종과 110종이, 문경층군에서는 15종이 보고되었다.

## 태백층군

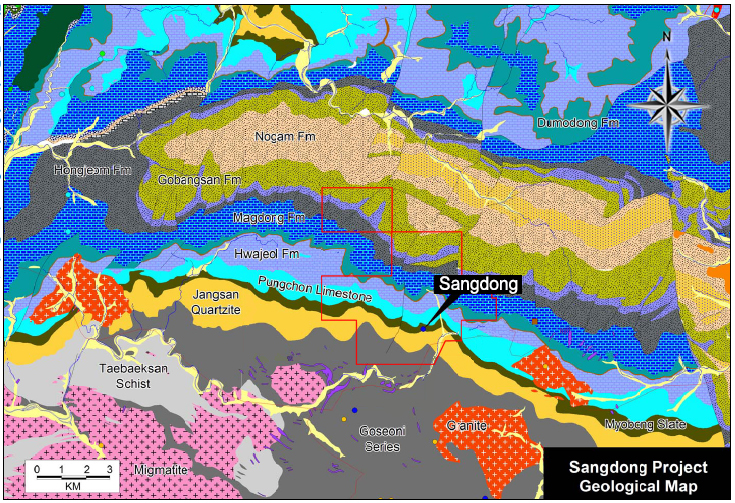
상동광산 일대에 발달하는 조선 누층군 태백층군과 평안 누층군

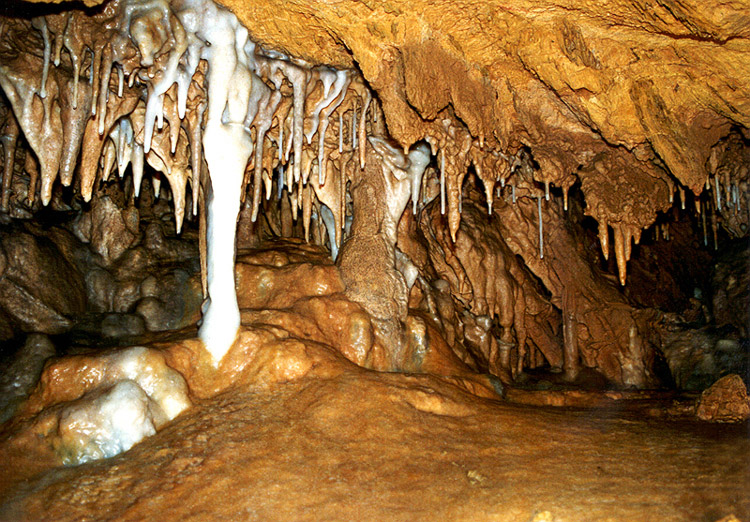
단양 천동동굴은 풍촌 석회암층 내에 발달한다.

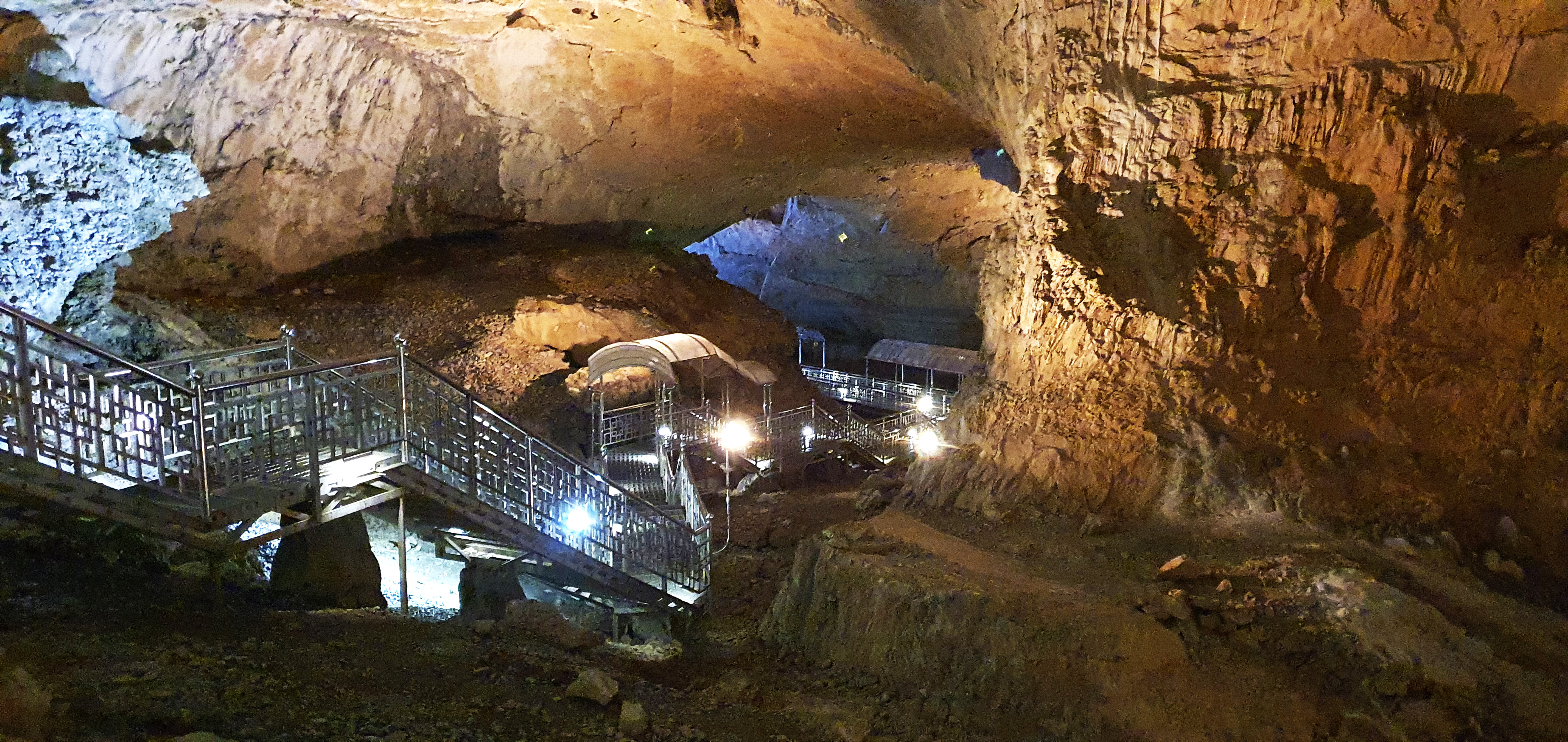
삼척 대이리 동굴지대 환선굴의 내부 모습

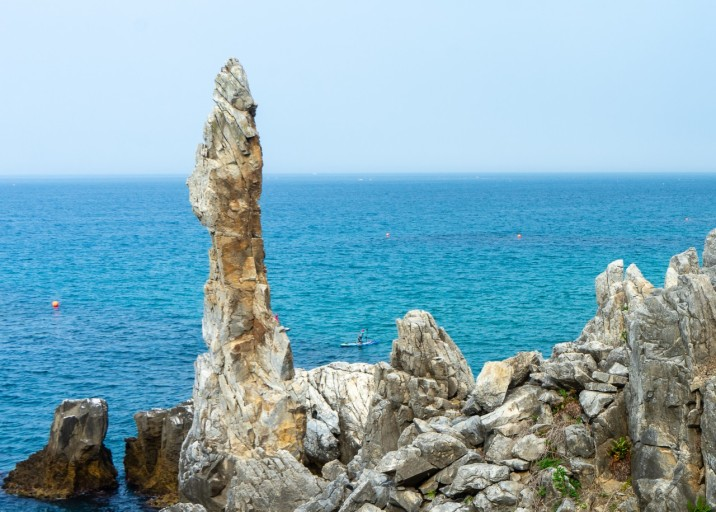
동해시의 추암촛대바위는 풍촌 석회암층에 해당하는 암석이다.

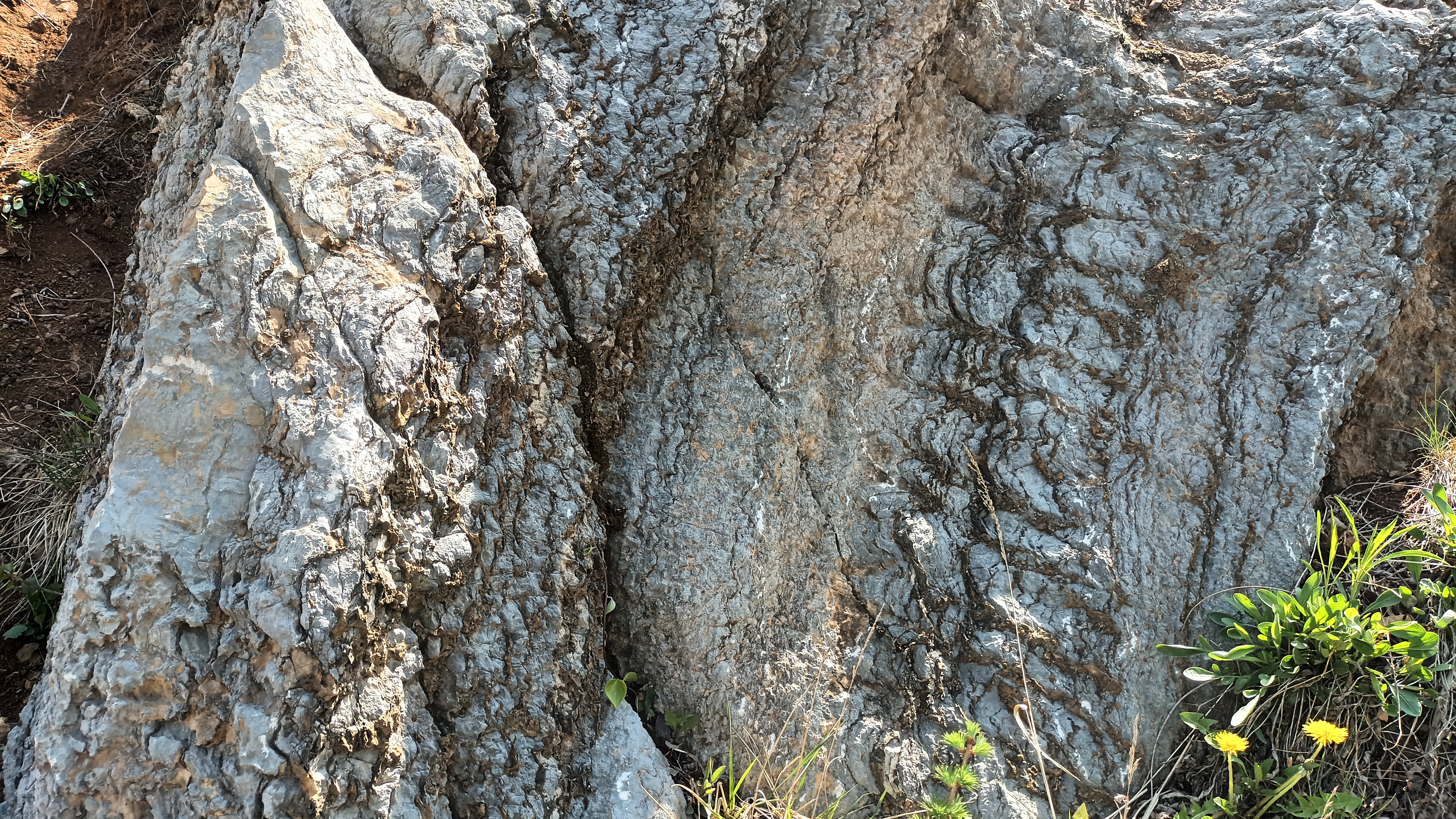
태백시 동점동 태백동점산업단지 내 풍촌 석회암층 (대기층)에 발달한 스트로마톨라이트의 모습이다.

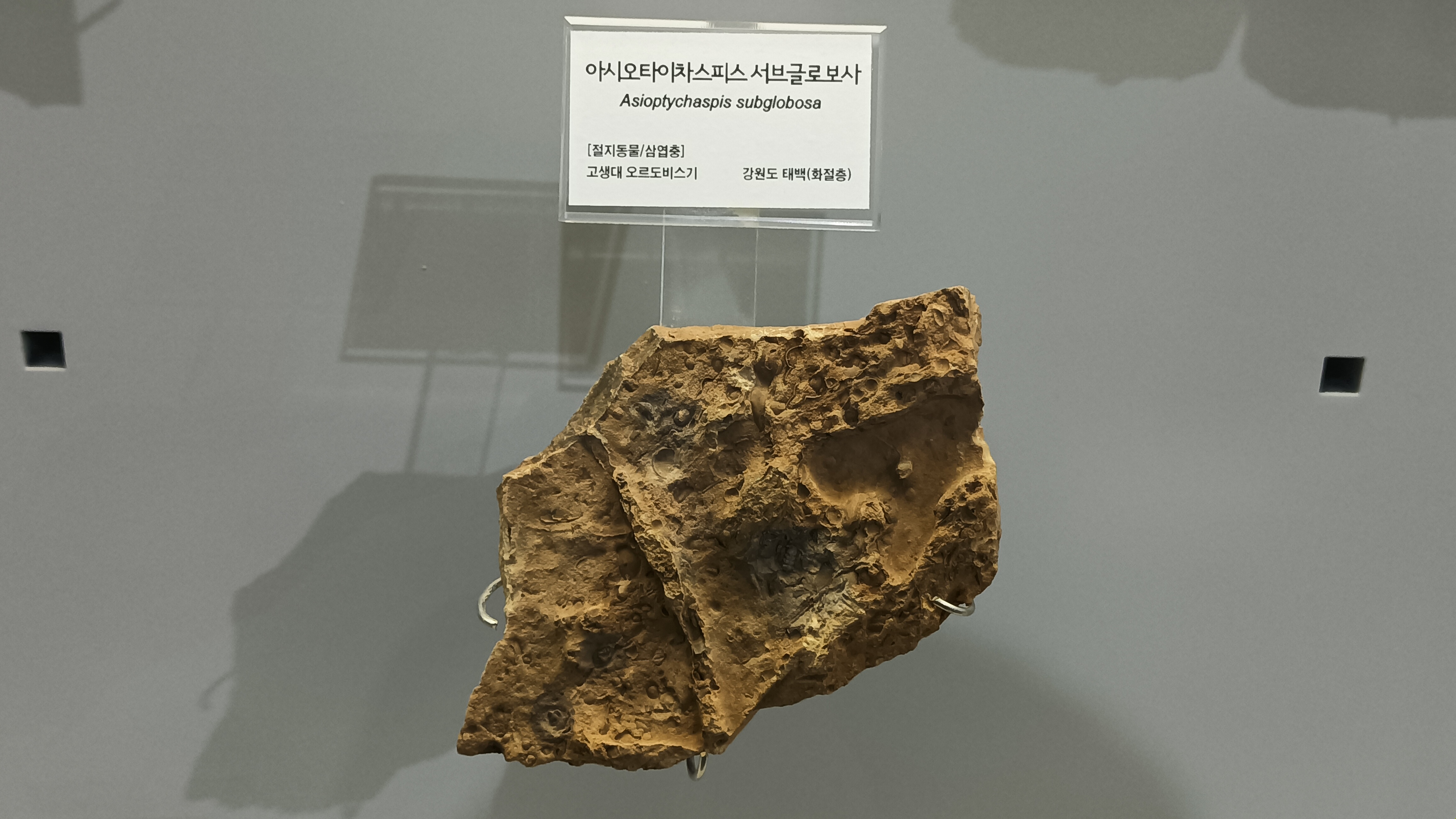
태백고생대자연사박물관에 전시된 조선 누층군 화절층의 삼엽충 화석 Asioptychaspis subglobosa의 모습이다. 이 화석은 화절층 최하부의 Asioptychaspis 생층서대에서 산출된다.

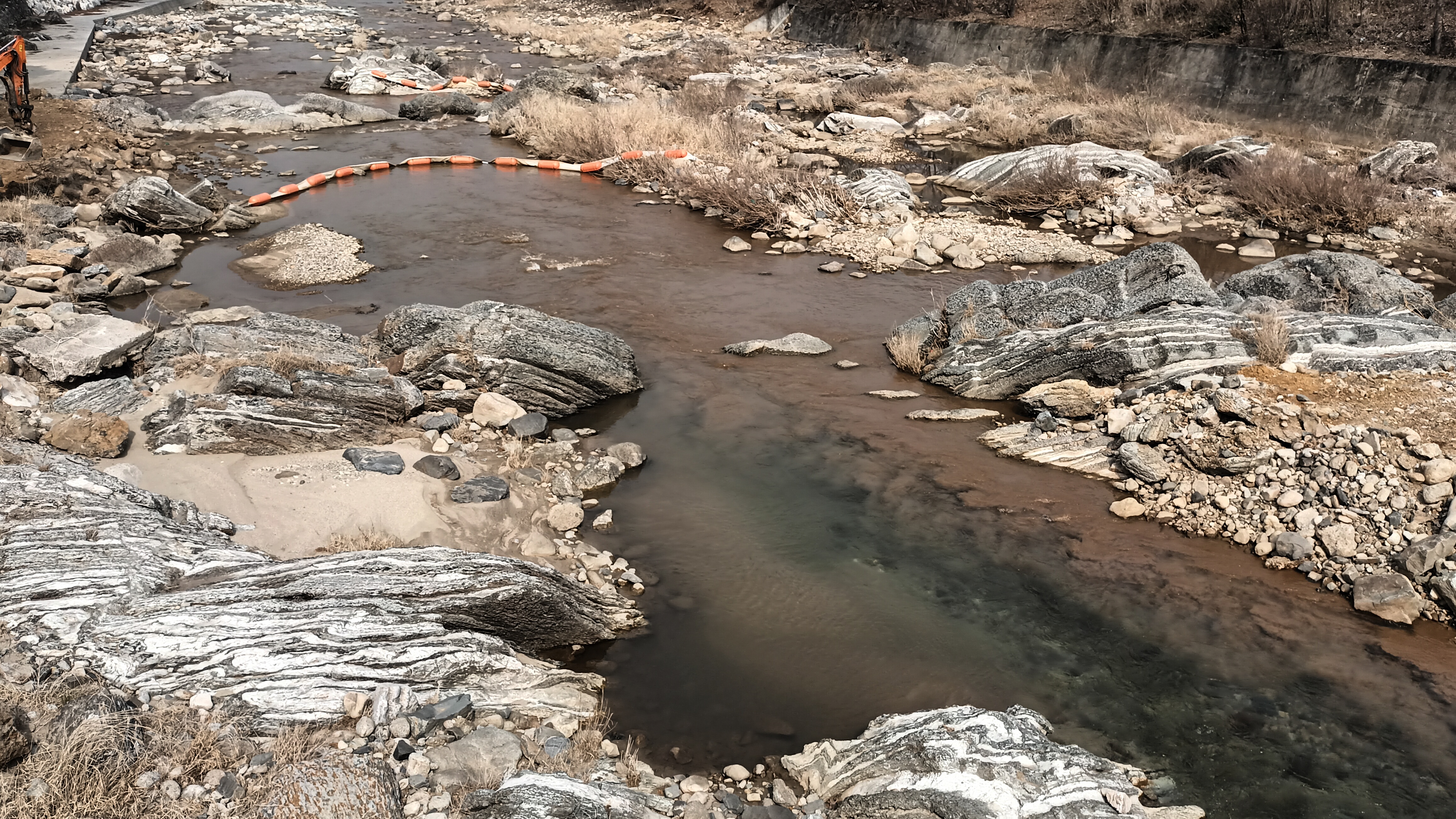
단양군 대강면 북상교 하상의 두무골층 노두

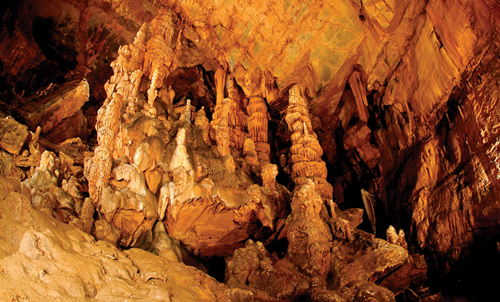
평창 백룡동굴은 막골층 내에 발달한다.

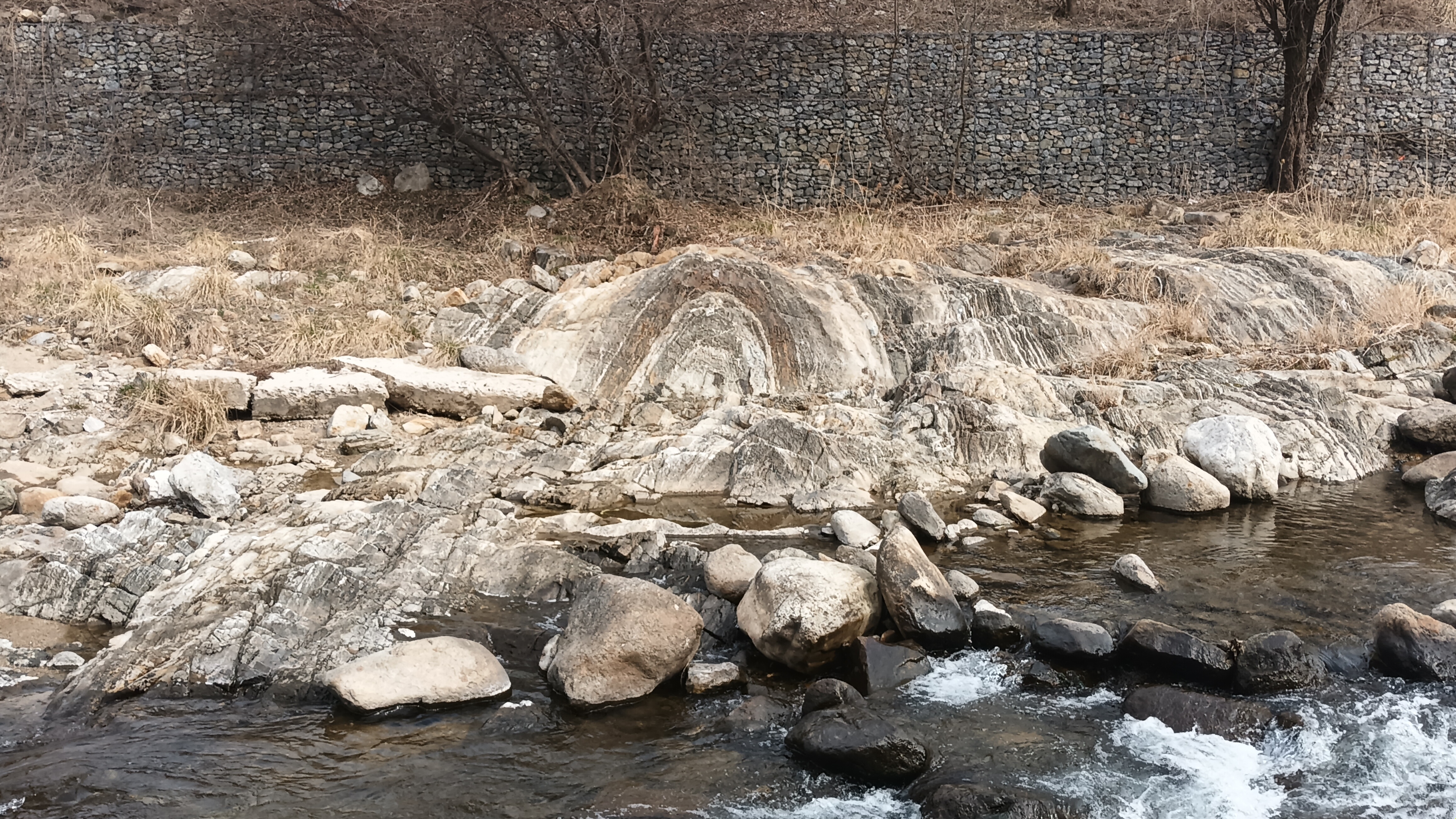
단양군 대강면 두음리 하상의 막골층 내 배사 습곡 구조

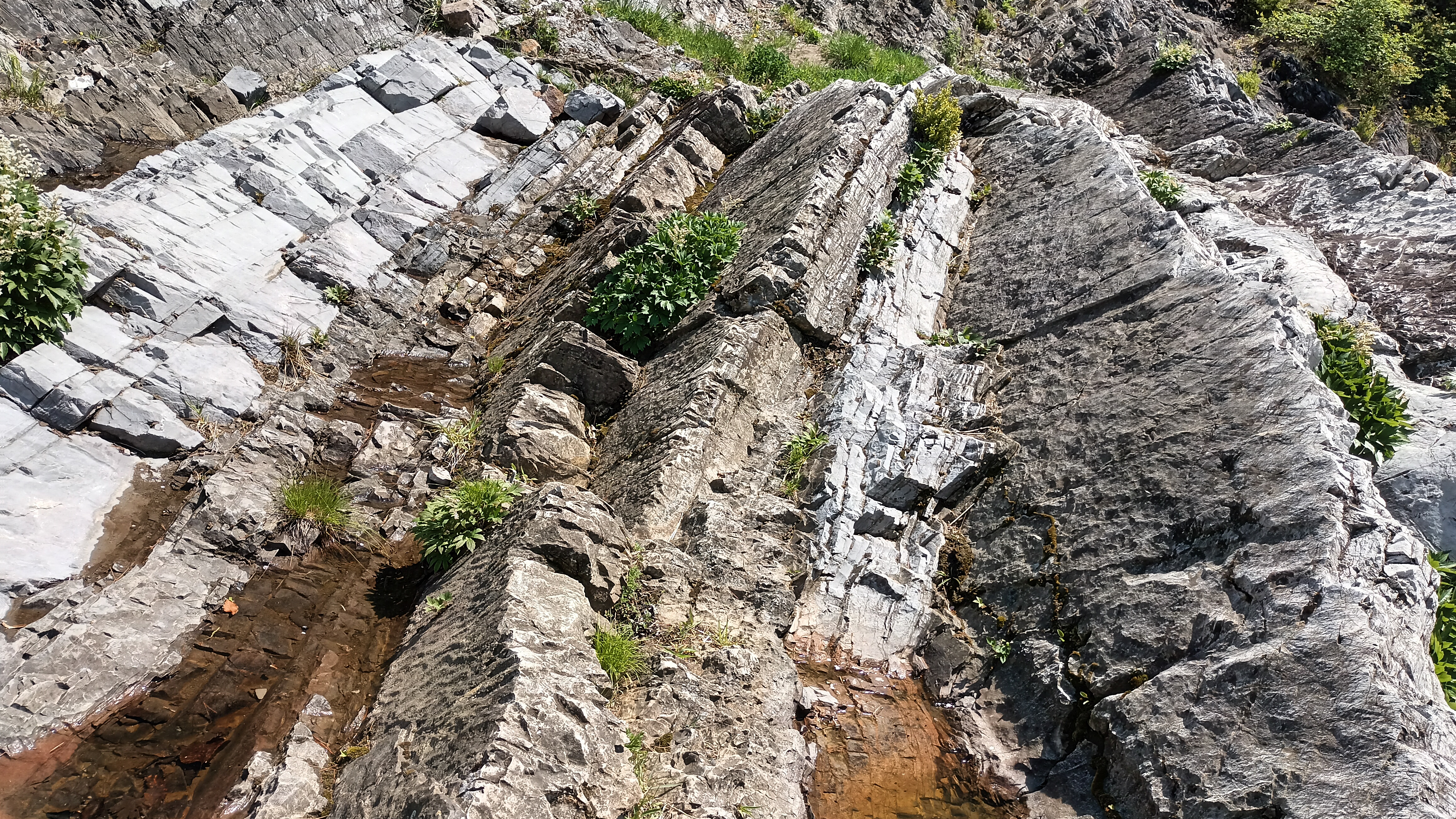
구문소 지역 막골층의 연흔과 건열 구조

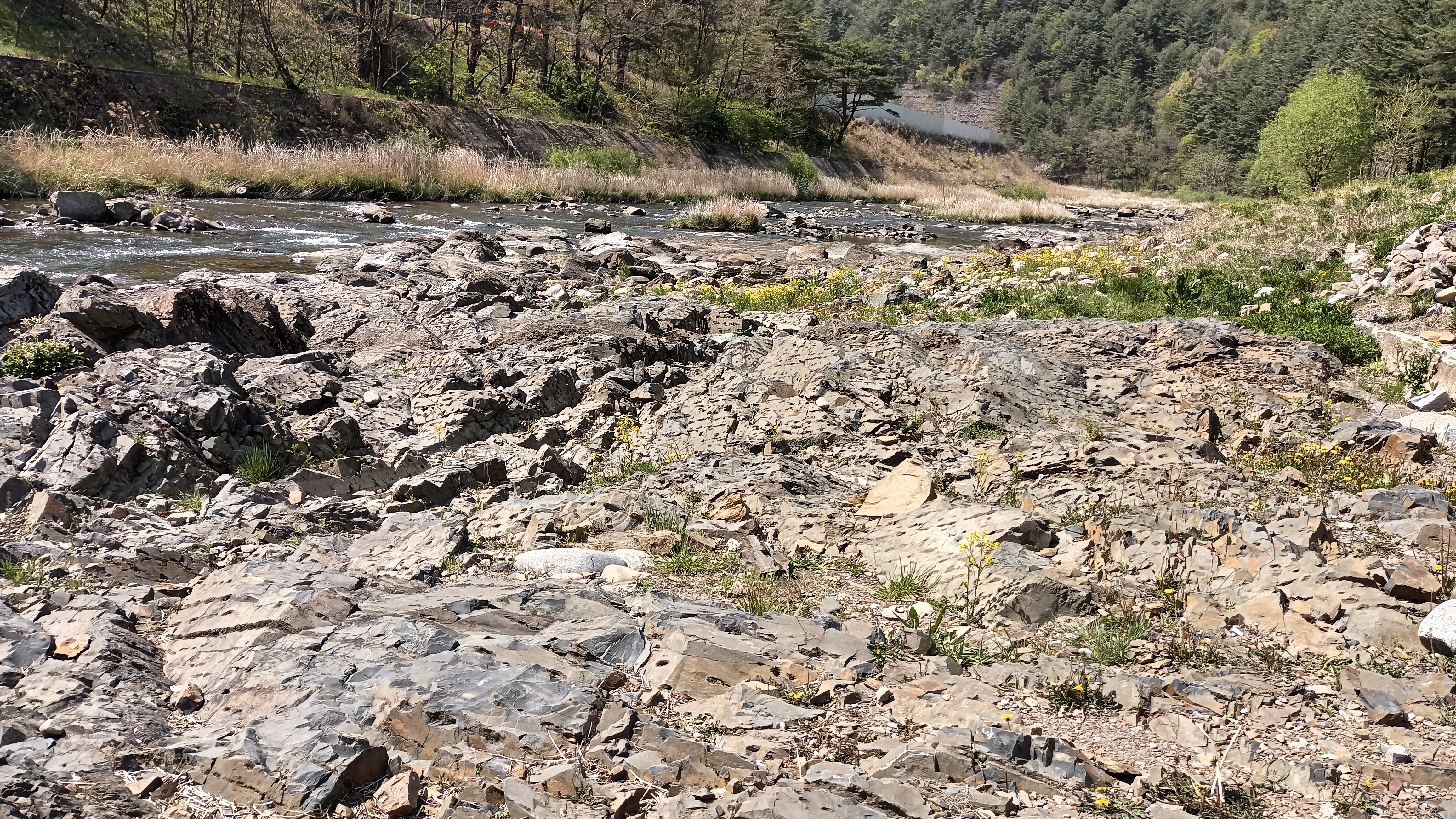
태백고생대자연사박물관 앞에 드러난 직운산층의 노두로 이곳에서는 다량의 삼엽충, 완족류 화석이 발견된다.

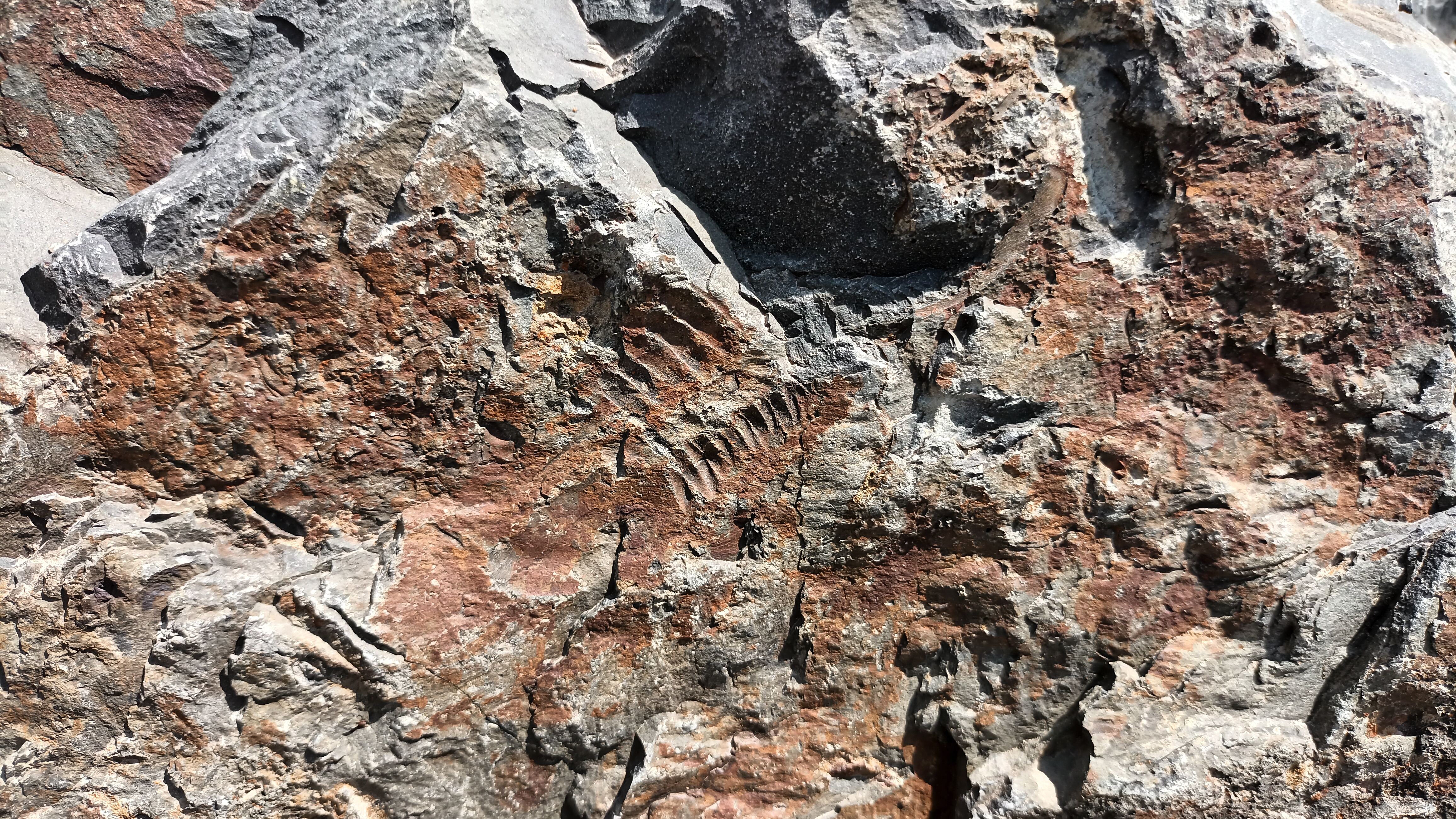
직운산층 노두의 실제 삼엽충 화석

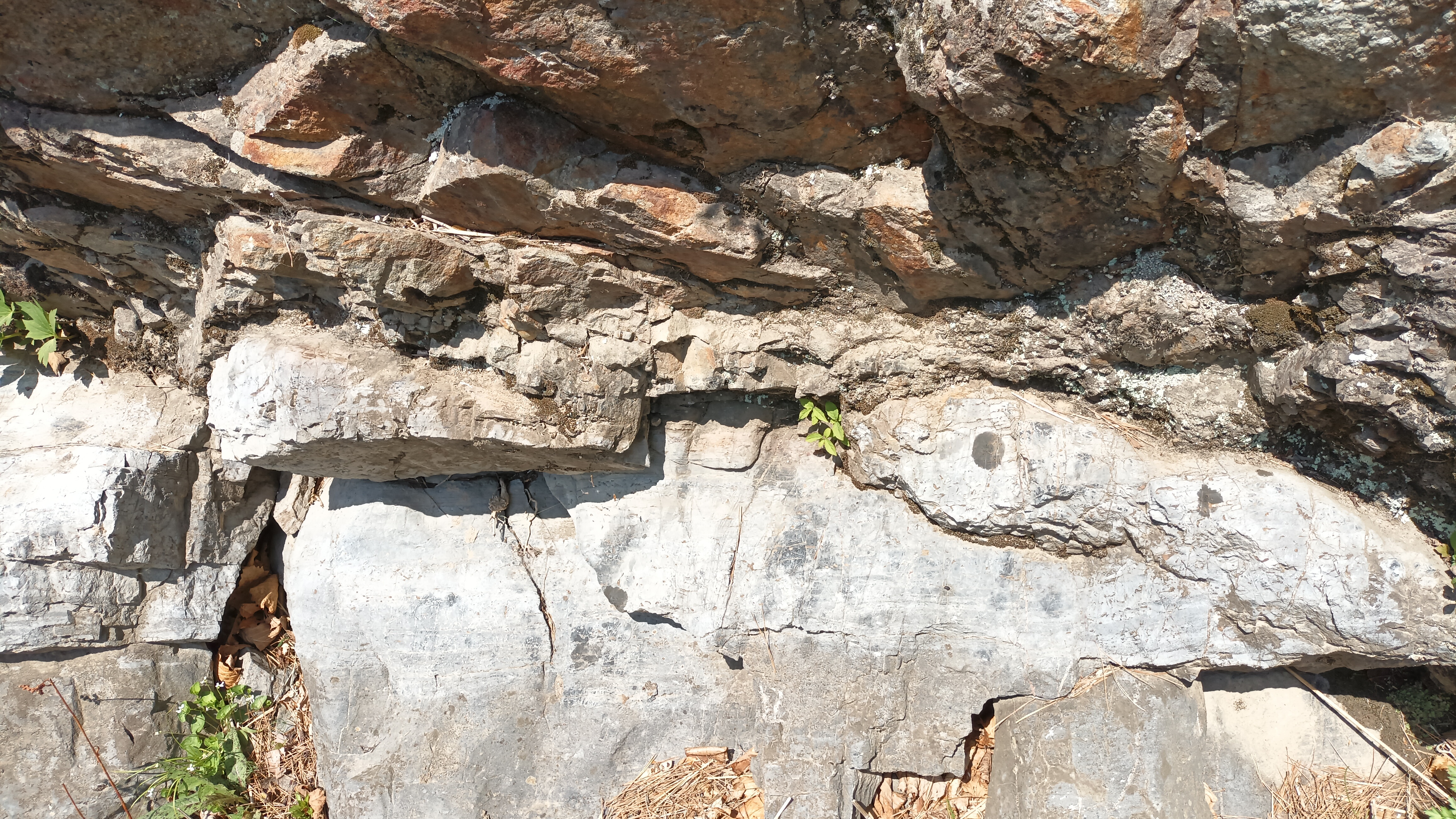
태백시 동점동 두위봉층과 평안 누층군 만항층과의 부정합 경계

조선 누층군 태백층군(Taebaek group, 太白層群), 과거의 두위봉형 조선 누층군(Duwibong-Type Joseon supergroup, 斗圍峯形 朝鮮 累層群)은 고생대 캄브리아기에서 중기 오르도비스기까지 퇴적되었으며 밑에서부터 장산층(장산 규암층), 묘봉층, 대기층(풍촌 석회암층), 세송층, 화절층, 동점층(동점 규암층), 두무골층(두무동층), 막골층(막동 석회암층), 직운산층, 두위봉층 11개 지층으로 구성된다. 태백층군 최하부 장산층의 경우 태백시 동점 단층 동편에서 암상이 상이한 지층이 존재하여 이를 면산층이라고 부르기도 한다. 캄브리아기와 오르도비스기의 경계는 화절층과 동점층 사이에 존재하는 것으로 알려졌다. 태백층군이 가장 잘 드러난 석개재 단면에서 태백층군의 두께는 1,100 m이다. 평안 누층군이 퇴적되기 전에 태백층군에서는 최소한 1 km의 침식이 발생한 것으로 보고되었다.
최덕근(1998)은 두위봉형 조선 누층군을 태백층군으로 개명하면서 동시에 태백층군을 직동아층군(Chiktong Subgroup)과 상동아층군(Sangdong Subgroup)으로 구분했는데, 최덕근의 분류에 따르면 직동아층군은 장산 규암층, 묘봉층, 대기층, 세송층, 화절층으로, 상동아층군은 동점층, 두무골층, 막골층, 직운산층, 두위봉층으로 구성된다. 태백층군은 전체적으로 태백산 분지의 동부, 각동 단층의 동쪽에 해당하는 태백시의 대부분 지역, 삼척시 서부, 정선군, 영월군, 단양군의 남동부 지역에 광범위하게 분포하고 평창군 일부 지역에 소규모 분포한다. 태백산지구지하자원조사단(GICTR, 1962)은 두위봉형 조선 누층군 중 세송층, 직운산층, 두위봉층의 존재를 인정하지 않고 막동 석회암층에 통합시켰으나 현재는 이들 지층도 독립된 층서 단위로 인정된다.
고바야시(1966)는 태백층군에서 180종의 삼엽충을 보고하였으나 지난 25년간의 분류학적 개정을 통해 삼엽충은 총 118종으로 그 수가 감소하였다. 고생물학적 연구로 태백층군 내에 아래와 같이 22개 삼엽충 생층서대가 설정되었으며 이러한 생층서 연구를 바탕으로 태백층군의 퇴적시기는 고생대 캄브리아기 제2세(Cambrian Series 2)에서 오르도비스기 달리위리안절(Darriwilian)에 이르는 것으로 설정되었다.
| 지질 시대 | 지질 시대                    | 지질 시대            | 지질 시대                | 태백층군                  | 태백층군           | 영월층군                          | 영월층군 |
| 기        | 기                           | 세                   | 절                       | 지층                      | 화석               | 지층                              | 생층서대 |
| --------- | ---------------------------- | -------------------- | ------------------------ | ------------------------- | ------------------ | --------------------------------- | --- |
|           | 오르도비스기 443.8–485.4 Mya | 후세 443.8–458.4 Mya | 히르나틴절 Hirnantian    | -                         | -                  | -                                 | - |
|           | 오르도비스기 443.8–485.4 Mya | 후세 443.8–458.4 Mya | 카틴절 Katian            | -                         | -                  | -                                 | - |
|           | 오르도비스기 443.8–485.4 Mya | 후세 443.8–458.4 Mya | 샌드절 Sandbian          | -                         | -                  | -                                 | - |
|           | 오르도비스기 443.8–485.4 Mya | 중세 458.4–470.0 Mya | 달리위리안절 Darriwilian | 두위봉층                  | -                  | 영흥층                            | - |
| 직운산층  | 오르도비스기 443.8–485.4 Mya | 중세 458.4–470.0 Mya | 달리위리안절 Darriwilian | Dolerobasilicus           |                    | 영흥층                            | - |
|           | 오르도비스기 443.8–485.4 Mya | 중세 458.4–470.0 Mya | 다핑절 Dapingian         | 막골층                    |                    | 영흥층                            | - |
|           | 오르도비스기 443.8–485.4 Mya | 전세 470.0-485.4 Mya | 플로절 Floian            | 막골층                    |                    | 영흥층                            | - |
|           | 오르도비스기 443.8–485.4 Mya | 전세 470.0-485.4 Mya | 플로절 Floian            | 두무골층                  | Kayseraspis        | 영흥층                            | Kayseraspis |
|           | 오르도비스기 443.8–485.4 Mya | 전세 470.0-485.4 Mya | 트레마독절 Tremadocian   | 두무골층                  | Protopiomerops     | 문곡층                            | Shumardia pellizzarii Kainella euryrachis Yosimuraspis vulgaris                                                                                              |
|           | 오르도비스기 443.8–485.4 Mya | 전세 470.0-485.4 Mya | 트레마독절 Tremadocian   | 두무골층                  | Asaphellus         | 문곡층                            | Shumardia pellizzarii Kainella euryrachis Yosimuraspis vulgaris                                                                                              |
|           | 오르도비스기 443.8–485.4 Mya | 전세 470.0-485.4 Mya | 트레마독절 Tremadocian   | 동점층                    | Richardsonella     | 문곡층                            | Shumardia pellizzarii Kainella euryrachis Yosimuraspis vulgaris                                                                                              |
|           | 캄브리아기 485.4–541.0 Mya   | 푸룽세 485.4–497 Mya | 제10절                   | 동점층                    | Richardsonella     | 와곡층                            | Fatocephalus hunjiangensis |
|           | 캄브리아기 485.4–541.0 Mya   | 푸룽세 485.4–497 Mya | 제10절                   | 동점층                    | Pseudokoldinioidia | 와곡층                            | Fatocephalus hunjiangensis |
|           | 캄브리아기 485.4–541.0 Mya   | 푸룽세 485.4–497 Mya | 제10절                   | 동점층                    | Eosaukia           | 와곡층                            | - |
|           | 캄브리아기 485.4–541.0 Mya   | 푸룽세 485.4–497 Mya | 제10절                   | 화절층                    | Eosaukia           | 와곡층                            | - |
|           | 캄브리아기 485.4–541.0 Mya   | 푸룽세 485.4–497 Mya | 제10절                   | Quadraticephalus          | 마차리층           |                                   | - |
|           | 캄브리아기 485.4–541.0 Mya   | 푸룽세 485.4–497 Mya | 장산절 Jiangshanian      | Asioptychaspis subglobosa | 마차리층           |                                   | - |
|           | 캄브리아기 485.4–541.0 Mya   | 푸룽세 485.4–497 Mya | 장산절 Jiangshanian      | 세송층                    | 마차리층           | Kaolishania                       | - |
|           | 캄브리아기 485.4–541.0 Mya   | 푸룽세 485.4–497 Mya | 장산절 Jiangshanian      | 세송층                    | 마차리층           | -                                 | Pseudoyuepingia asaphoides Agnostotes orientalis Eochuangia hana Eugonocare longifrons Hancrania brevilimbata Proceratopyge tenuis Glyptagnostus reticulatus |
|           | 캄브리아기 485.4–541.0 Mya   | 푸룽세 485.4–497 Mya | 파이비절 Paibian         | 세송층                    | 마차리층           | -                                 | Pseudoyuepingia asaphoides Agnostotes orientalis Eochuangia hana Eugonocare longifrons Hancrania brevilimbata Proceratopyge tenuis Glyptagnostus reticulatus |
|           | 캄브리아기 485.4–541.0 Mya   | 푸룽세 485.4–497 Mya | Chuangia                 | 세송층                    | 마차리층           |                                   | Pseudoyuepingia asaphoides Agnostotes orientalis Eochuangia hana Eugonocare longifrons Hancrania brevilimbata Proceratopyge tenuis Glyptagnostus reticulatus |
|           | 캄브리아기 485.4–541.0 Mya   | 푸룽세 485.4–497 Mya | Prochuangia mansuyi      | 세송층                    | 마차리층           |                                   | Pseudoyuepingia asaphoides Agnostotes orientalis Eochuangia hana Eugonocare longifrons Hancrania brevilimbata Proceratopyge tenuis Glyptagnostus reticulatus |
|           | 캄브리아기 485.4–541.0 Mya   | 푸룽세 485.4–497 Mya | Fenghuangella laevis     | 세송층                    | 마차리층           |                                   | Pseudoyuepingia asaphoides Agnostotes orientalis Eochuangia hana Eugonocare longifrons Hancrania brevilimbata Proceratopyge tenuis Glyptagnostus reticulatus |
|           | 캄브리아기 485.4–541.0 Mya   | 먀오링세 497-509 Mya | 구장절 Guzhangian        | 세송층                    | 마차리층           | Liostracina simesi                | Glyptagnostus stolidotus |
|           | 캄브리아기 485.4–541.0 Mya   | 먀오링세 497-509 Mya | 구장절 Guzhangian        | 세송층                    | 마차리층           | Neodrepanura                      | - |
|           | 캄브리아기 485.4–541.0 Mya   | 먀오링세 497-509 Mya | 구장절 Guzhangian        | 세송층                    | 마차리층           | Jiulongshania                     | - |
|           | 캄브리아기 485.4–541.0 Mya   | 먀오링세 497-509 Mya | 구장절 Guzhangian        | 대기층                    | 마차리층           |                                   | - |
|           | 캄브리아기 485.4–541.0 Mya   | 먀오링세 497-509 Mya | 구장절 Guzhangian        | -                         | 마차리층           |                                   | - |
|           | 캄브리아기 485.4–541.0 Mya   | 먀오링세 497-509 Mya | 드럼절 Drumian           | Amphoton                  | 마차리층           | Lejopyge armata                   | |
|           | 캄브리아기 485.4–541.0 Mya   | 먀오링세 497-509 Mya | 드럼절 Drumian           | Crepicephalina            | 마차리층           | Ptychangnostus atavus             | |
|           | 캄브리아기 485.4–541.0 Mya   | 먀오링세 497-509 Mya | 우류절 Wuliuan           | -                         | 마차리층           | Ptychangnostus sinicus Tonkinella | |
|           | 캄브리아기 485.4–541.0 Mya   | 먀오링세 497-509 Mya | 우류절 Wuliuan           | 묘봉층                    | 마차리층           | Ptychangnostus sinicus Tonkinella | Beiliella |
|           | 캄브리아기 485.4–541.0 Mya   | 먀오링세 497-509 Mya | 우류절 Wuliuan           | 묘봉층                    | Mapania (?)        | 삼방산층                          | Megagraulos semicircularis |
|           | 캄브리아기 485.4–541.0 Mya   | 먀오링세 497-509 Mya | 우류절 Wuliuan           | 묘봉층                    | Elrathia           | 삼방산층                          | Metagraulos sampoensis |
|           | 캄브리아기 485.4–541.0 Mya   | 제2세 509–521 Mya    | 제4절 제3절              | 묘봉층                    | Redilichia         | 삼방산층                          | - |
|           | 캄브리아기 485.4–541.0 Mya   | 제2세 509–521 Mya    | 제4절 제3절              | 장산층/면산층             |                    |                                   | |

### 장산 규암층
장산층(Jangsan Formation, 壯山層) 또는 장산 규암층(Cambrian Jangsan quartzite Formation, 壯山 硅巖層)은 조선 누층군 태백층군의 최하위 지층으로 주로 사암과 규암으로 구성된다. 장산층의 두께는 50~200 m로 주로 백운산 향사대의 남부에 잘 드러나 있다. 지층의 이름은 영월군 상동읍 내덕리에 위치한 장산(壯山, 1409 m)에서 유래되었다. 장산 규암층은 대부분 기반암인 선캄브리아기의 율리층군과 화강암질 편마암 위에 부정합으로 놓이나, 부분적으로는 단층으로 접하고 있다.
일반적으로 캄브리아기에 형성된 것으로 생각되는 본 층에서는 아직까지 화석이 발견되지 않았다. 장산층은 묘봉층의 화석군을 고려할 때 캄브리아기 제2세의 제3절과 제4절에 퇴적된 층으로 추정되나 장산 규암층이 선캄브리아기의 지층이라는 주장도 있어 현재 장산 규암층의 퇴적시기에 관해 논란이 있는 상태이다. 장산 규암층은 내해안(shoreface)과 내부 대륙붕에 이르는 얕은 바다에서 생성된 것으로 해석된다. 장산 규암층은 중국 산동성의 리구안층(Liguan Formation)에 대비된다.

### 면산층
면산층(Myeonsan formation, 綿山層)은 강원특별자치도 태백시 동점역 부근에 있는 동점 단층의 동쪽에 분포하는 지층으로, 태백시와 삼척시, 봉화군의 경계에 위치한 면산(1246.2 m)에서 그 이름이 유래되었다. 역암, 사암, 이암 등으로 구성되는 이 지층은 장산 규암층에 대비되는 것으로 보이며 조류가 우세한 조간대 환경에서 퇴적된 것으로 해석된다. 면산층에서는 Skolithos와 같은 흔적 화석이 발견되어 이 지층은 전기 캄브리아기에 해당한다. 면산층의 타이타늄 함량은 조선 누층군의 다른 지층들보다 높으며 다량의 타이타늄 광상이 존재하여 광산 개발 가능성이 있다.

### 묘봉층
묘봉층(CEm; Cambrian Myobong formation, 猫峯層)은 장산 규암층 상위의 지층이다. 지층의 이름은 봉화군 석포면 석포리에 소재한 묘봉(猫峯)에서 유래되었으며 백운산 향사대 북쪽 연변부와 같이 직하부의 장산 규암층이 없는 경우에는 선캄브리아기의 율리층군 또는 화강암을 묘봉층이 부정합으로 직접 덮는다. 묘봉층은 주로 암회색 셰일 또는 점판암으로 구성되며, 일부 구간에서 사암이 협재된다. 고바야시(Kobayashi, 1966)는 묘봉층에서 산출되는 삼엽충과 완족동물에 근거하여 하부로부터 Redlichia, Elrathia, Mapania, Bailiella 4개 생층서대를 설정하였다. Redlichia 생층서대는 태백층군의 가장 오래된 생층서대로 북중국 강괴와 오스트레일리아의 캄브리아기 제2세의 제4절(Stage 4)에, 그 상위의 생층서대들은 먀오링세의 우류절에 해당한다. 한갑수(1969)는 연화광산 지역의 묘봉층을 암상에 따라 M1, M2, M3 3개 지층으로 구분하였으나 정창희(1969)는 묘봉층을 하부의 M1층에 국한시키고 M2층과 M3층을 대기층 하부에 포함시켰다.

### 대기층 (풍촌 석회암층)
대기층(Daegi formation, 大基層) 또는 풍촌 석회암층(Pungchon limestone formation, 豊村 石灰巖層)은 묘봉층 위에 놓이며 석회암, 돌로마이트 등의 탄산염암으로 구성된 지층이다. 고바야시(1930)는 이 지층을 대기층으로 명명하였으나 태백산지구지하자원조사단(1962)은 이 지층이 정선군 화암면 호촌리에 위치한 풍촌 마을에 표식적으로 발달해 있다고 하여 이 지층을 풍촌 석회암층으로 명명하였다. 이 지층에는 삼척 대이리 동굴지대, 추암촛대바위, 삼척 초당굴과 같은 석회암 동굴과 카르스트 지형이 발달한다. 대기층의 삼엽충 화석은 캄브리아기 중기를 지시하며 삼엽충 화석에 근거하여 Crepicephalina, Amphoton, Jiulongshania 3개 생층서대가 설정되었다.

### 세송층
세송층(Sesong formation, 細松層)은 풍촌 석회암층 위에 정합적으로 놓인다. 고바야시(Kobayashi, 1935)는 영월군 산솔면 직동리 직동천을 따라 분포하는 암적색 내지 회색의 점판암 지층을 세송층(세송슬레이트층)으로 명명하였다. 세송층은 백운산 향사대의 남부에서는 잘 드러나 있지만 북부에서는 인지가 어렵다. 이러한 이유로 태백산지구지하자원조사단(1962)은 세송층을 독립된 지층으로 인정하지 않고 화절층의 최하부 층원(세송이회암층원)으로 취급하였다. 그러나 오늘날에는 독립된 지층으로 인정된다. 세송층은 주로 암회색 셰일로 구성된다. 삼엽충 화석에 의해 세송층은 하부로부터 Stephanocare, Neodrepanura, Prochuangia, Chuangia, Kaolishania 5개 생층서대로 구분된다.

### 화절층
화절층(CEw; Cambrian Hwajeol formation, 花折層)은 세송층 상위의 지층이다. 고바야시(Kobayashi, 1935)는 영월군 산솔면 직동리 화절치 부근에서 세송층 상위에 정합적으로 놓이는 약 180 m 두께의 석회암과 셰일의 호층대를 화절층이라고 명명하였다. 화절층에서 발견된 코노돈트 화석에 근거하여 화절층은 밑에서부터 Proconodontus, Eoconodontus notchpeakensis, Cambrooistodus minutus, Cordylodus proavus, Fryxellodontus inornatus-Monocostodus sevierensis-Semiacontiodus lavadamensis 5개의 코노돈트 생층서대가 설정되었으며 삼엽충 화석에 근거하여 밑에서부터 Asioptychaspis, Quadraticephalus 2개의 삼엽충 생층서대가 설정되었다.

### 원평층
원평층(Wonpyeong formation, 院平層)은 강릉시 석병산(1052.5 m) 동쪽과 자병산(776 m) 주변 지역에서 풍촌 석회암층 상위에 정합적으로 놓인 지층이다. 원평층은 어두운 색의 사질/석회질 점판암으로 구성되며 현저한 충식상(蟲蝕狀)을 나타내는 점이 특징적이다. 두께는 50~270 m이다. 박세화(2021)는 원평층을 기저, 하부, 중부, 상부 4개 층원으로 구분하였으며 원평층의 각 층원이 세송층, 화절층, 동점층, 두무골층과 대비된다고 보았다. 원평층은 타 지층에 비해 상대적으로 얕은 환경에서 퇴적되었다.

### 동점 규암층
동점층(Dongjeom Formation, 銅店層) 또는 동점 규암층은 화절층 위에 정합적으로 놓이며 풍화에 강한 규암으로 구성되어 절벽이나 능선의 돌출부를 이루는 것이 일반적이다. 백운산 향사대 남부에서 동점층은 잘 연장되지만, 북부에서는 지층이 얇아져 인지하기 어려운 곳도 있다. 동점층에서는 화석이 별로 산출되지 않지만, 고바야시(1960)가 예미 부근의 동점층에서 삼엽충 화석 Pseudokainella iwayai를 보고하였다. 이후 고바야시(1966)는 화절층 최상부의 Eoorthis 대와 동점층 하부 Pseudokainella가 나타나는 층준의 경계를 캄브리아기와 오르도비스기의 경계로 보았다. 동점층에서 산출된 Pseudokoldinioidia 화석은 캄브리아기 최상부 삼엽충 화석으로 기록되었다. 동점 규암층은 파도와 조류의 영향을 많이 받은 대륙붕 지역에서 퇴적된 것으로 해석된다.

### 천동리층
천동리층(Ordovician choendongri formation, 泉洞里層)은 단양 지질도폭(1967)에서만 설정된 지층으로 두위봉형 조선 누층군의 화절층과 동점 규암층이 천동리층으로 함께 묶인 것이다. 풍촌 석회암층 상위에 정합으로 놓이며 북동 주향에 북서쪽으로 경사한다. 단양읍 천동리에서 그 명칭이 유래되었으며 대체로 회색 석회암이 우세하고 이회암, 셰일 등이 석회암과 교호하고 사암이 협재된다. 지층의 두께는 200~250 m이다.

### 두무골층
두무골층(Dumugol formation, 斗務洞層) 또는 두무동층은 동점 규암층 위에 놓이며, 지층의 두께는 150~270 m로 알려져 있다. 두무골층은 석회암과 돌로마이트 그리고 이회암과 셰일 등이 교호되나 지역에 따라 구성 암석에 차이가 있다. 두무골층은 삼엽충 화석에 근거하여 하부로부터 Asaphellus, Protopliomerops, Kayseraspis 3개 생층서대로 구분된다.

### 막골층
막골층(Makgol Formation) 또는 막동 석회암층(Makdong Limestone formation, 莫洞 石灰巖層)은 두무골층 위에 놓이며 석회암, 돌로마이트, 생쇄설 및 어란상(魚卵狀) 입자암 등 다양한 탄산염암으로 구성되고 사암과 셰일이 협재된다. 지층의 두께는 250~400 m이며 기저층원, 하부층원, 중부층원, 상부층원으로 구분된다. 막골층 내의 석회암에는 생물교란 구조, 스트로마톨라이트, 건열, 증발잔류암 등 다양한 퇴적 구조들이 관찰된다. 막골층은 태백시 동점동의 구문소 주변에서 잘 관찰된다. 막골층에서는 오르도비스기를 지시하는 코노돈트 화석이 산출되며 코노돈트 화석에 의해 Aurilobodus leptosomatus, Triangulodus changshanensis-Aurilobodus leptosomatus 2개 코노돈트 생층서대가 설정되었다. 영월군-정선군 예미 지역의 막골층 중간에는 예미각력석회암(禮美角礫石灰巖)으로 명명된 각력석회암 지층이 존재한다. 이 지층은 태백산지구 지하자원 조사보고서(1962)에서 처음 보고되었으며 그 성인(成因)에 대해 여러 의견이 있으나 현재까지도 예미각력암의 성인에 대해 일치된 의견이 없다.

### 석병산 석회암층
석병산 석회암층(Seokbyeongsan limestone formation, 石屛山 石灰巖層)은 강원특별자치도 강릉시의 석병산(1052.5 m)과 그 주변의 강릉시 옥계면, 정선군 임계면 일대에 분포하는 석회암 지층이다. 막골층에 대비되는 것으로 추정되는 이 지층은 유백색~(청)회색의 석회암을 주로 하고 이회암 또는 돌로마이트와 셰일을 협재한다. 이 지층은 강릉시 옥계면 일대에 발달하는 북북동-남남서 주향의 역단층들에 의해 반복 노출되어 그 분포 범위가 넓다. 하부의 원평층과는 부정합 관계인 것으로 추정되며, 강릉시에서는 상부의 평안 누층군과 부정합으로 접한다.
석병산 석회암층에는 2개의 석회암 동굴이 보고되었다. 강릉시 옥계면 산계리의 옥계 석회암동굴(또는 석화동굴)은 석병산 석회암층 내에 전체적으로 남-북 방향으로 발달하고 총 연장 750 m이다. 이 동굴은 1980년 강원도 지방문화재 제37호로 지정된 후 동굴 출입이 제한되어 있으나 기존의 동굴 훼손 상태가 심각한 편이다. 강릉시 강동면 임곡리의 임곡동굴은 양호한 보존 상태를 유지하고 있으며 현재 동굴 출입이 전면 제한되어 있다.

### 직운산층
직운산층(Jigunsan formation, 織雲山層) 또는 직운산 셰일층은 막골층 위에 정합적으로 놓이는 두께 30~60 m의 셰일 지층이다. 야마나리(Yamanari, 1926)에 의해 최초로 명명된 이 지층에서는 보존 상태가 좋은 무척추동물의 화석이 많이 산출되는 것으로 유명하다. 고바야시(1934)가 직운산층에서 보고한 화석, 직운산층에서 알려진 코노돈트 Eoplacognathus suecicus-Eoplacognathus jigunsanensis 생층서대의 화석군 그리고 삼엽충 돌레로바실리쿠스(Dolerobasilicus) 화석대에 의해 직운산층의 지질시대는 오르도비스기 달리위리안절(Darriwilian 또는 Llanvirnian)로 정해졌다.

### 두위봉층
두위봉층(Duwibong formation, 斗圍峯層) 또는 두위봉 석회암층은 태백층군의 최상부 지층으로 두위봉에서 그 이름이 유래되었다. 두위봉층은 주로 석회암과 석회질셰일로 구성되며 지층의 두께는 50~75 m이다. 고바야시(1934, 1966)는 이 층에서 완족동물 3종, 이매패류 9종, 복족류 17종, 두족류 11종, 삼엽충 2종, 그리고 해면, 태선동물, 해백합 줄기 등의 화석을 보고하고, 두위봉층의 지질시대를 카라독절(Caradocian)로 생각했다. 그러나 이하영 외(1986, 1990)는 코노돈트 연구로 두위봉층 내에서 Plectodina onychodonta와 Aurilobodus serratus 생층서대를 설정하고, 이들을 오르도비스기 달리위리안절(Darriwilian) 상부에 대비하였다.

### 석개재
석개재(石開岾)는 경상북도 봉화군 석포면 석포리와 강원특별자치도 삼척시 가곡면 풍곡리의 경계에 위치한 고개이다. 석개재의 임도 및 지방도 제910호선 도로 단면에는 조선 누층군의 기저인 면산층에서 최상위 두위봉층까지, 두께 1,100 m 조선 누층군 태백층군의 모든 지층들이 연속적으로 드러나 있다. 임도 구간에는 고원생대 기반암에서 막골층 중부까지, 도로 구간에는 막골층에서 두위봉층까지 드러나 있으나 현재 일부 노두는 낙석 방지를 위해 피복되어 관찰할 수 없다. 노두가 최근 드러났고 지층의 변형이 거의 없어 각 지층의 암상은 물론 대부분의 지층 경계도 관찰 가능하다. 한 개 누층군(supergroup)의 지층이 모두 드러난 곳은 국내에서 석개재가 거의 유일한 만큼 지질학적 중요성을 가지며 국내외에서 총 38편의 학술 논문들이 발표되었고 세계적인 학자들이 직접 방문하기도 하였다. 그러나 문화재 지정 논의도 없었고 최근 대한민국 국가지질공원으로 인증된 강원고생대국가지질공원에도 포함되지 않았다.

## 영월층군

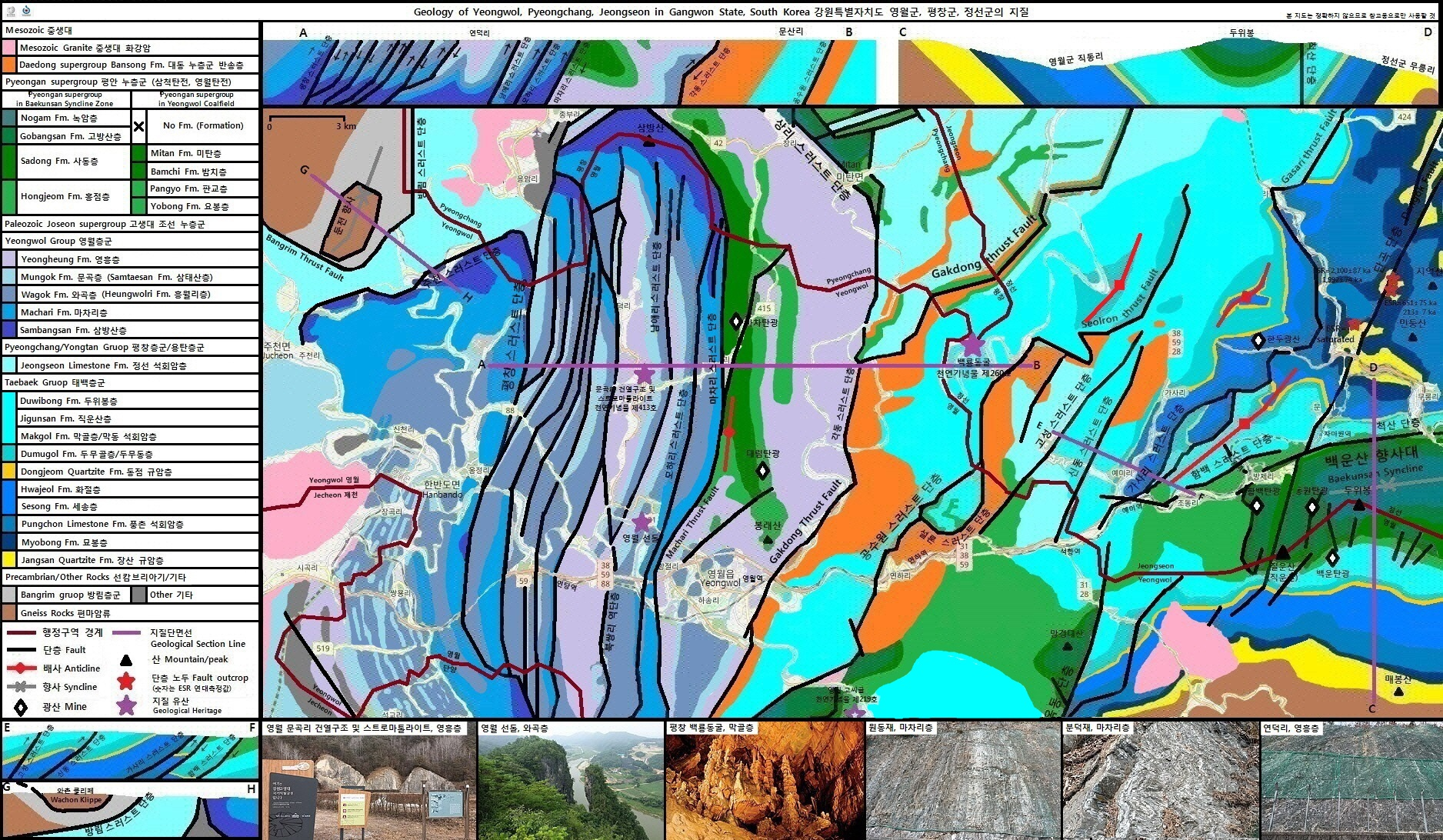
강원특별자치도 영월군의 태백층군, 영월층군 분포 지도와 영월인편상구조대의 지질 구조

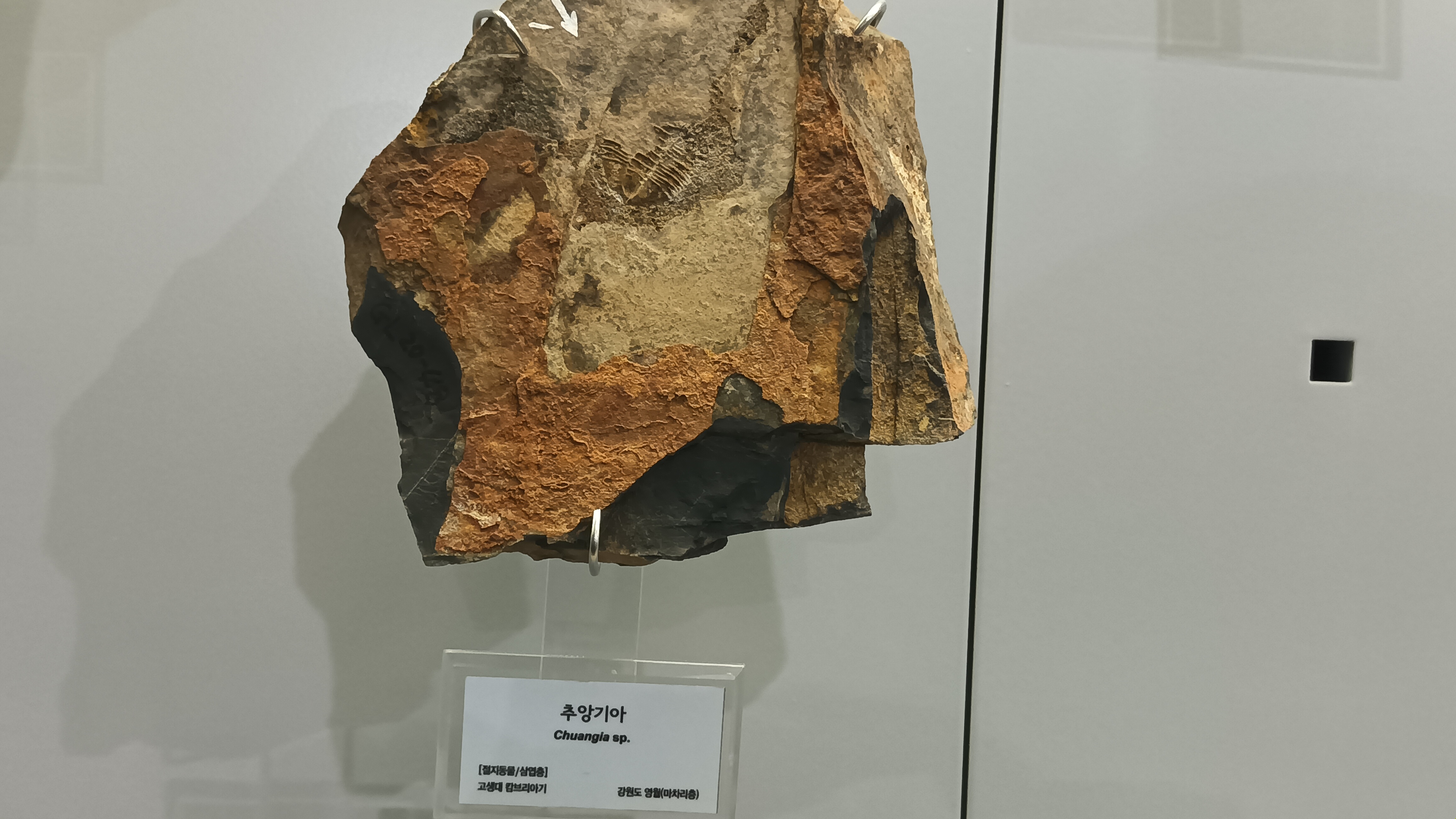
태백고생대자연사박물관에 전시된 조선 누층군 마차리층의 삼엽충 화석 Chuangia sp.

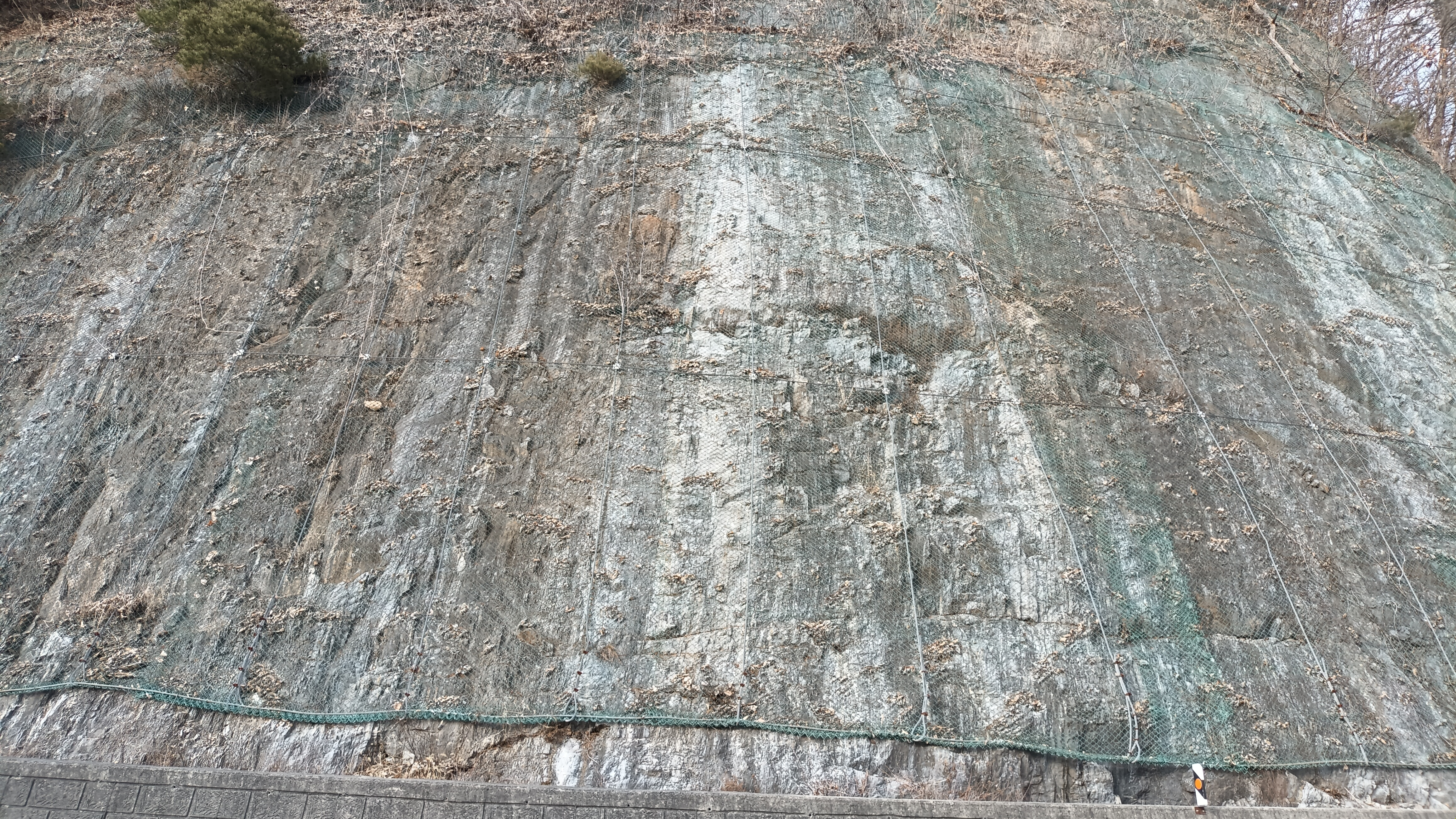
영월군 북면 연덕리의 원동재로 도로변에 드러난 마차리층의 모습이다. 이곳의 마차리층은 거의 수직으로 기울어 있다.

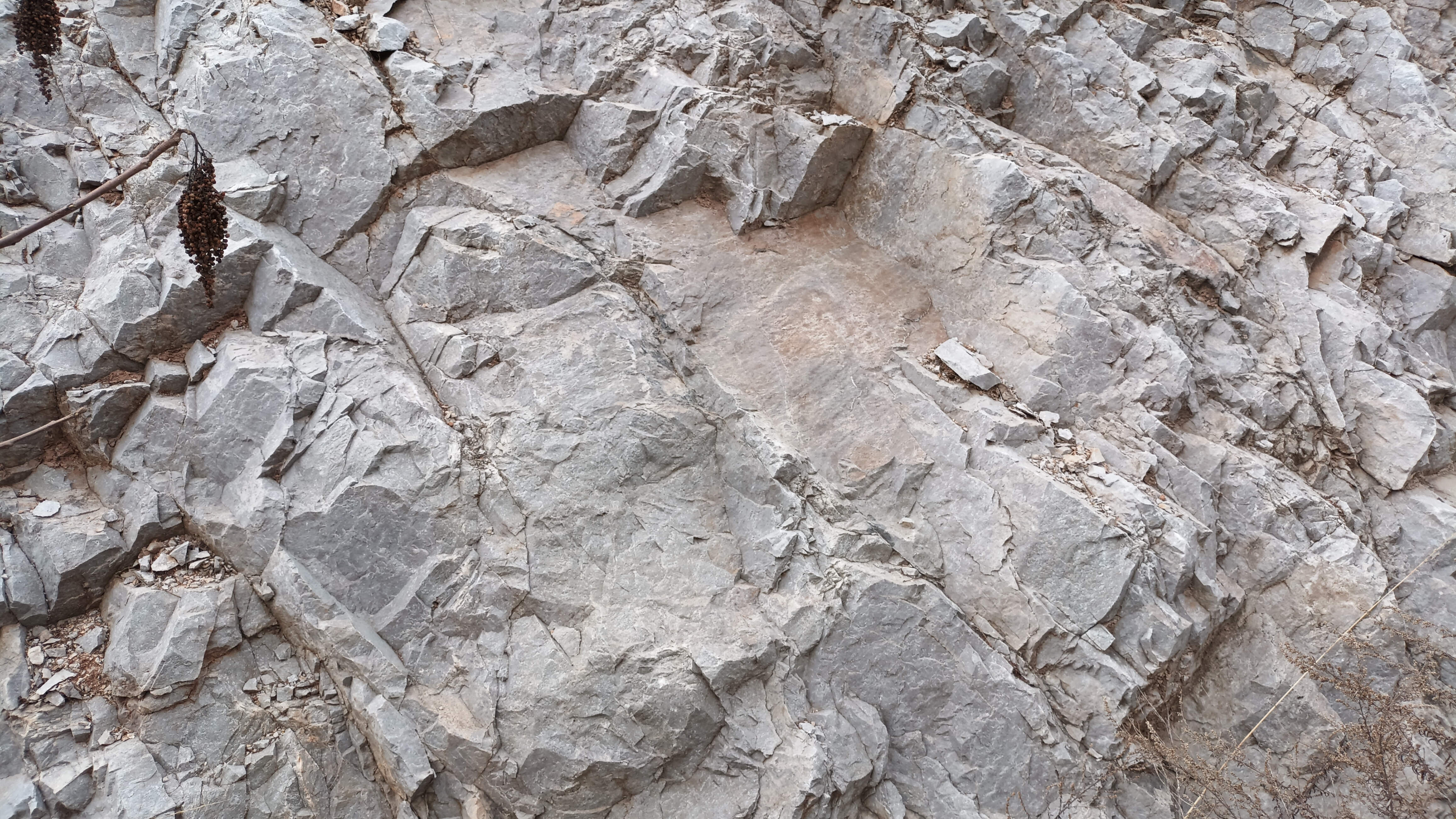
영월군 북면 마차리의 와곡층

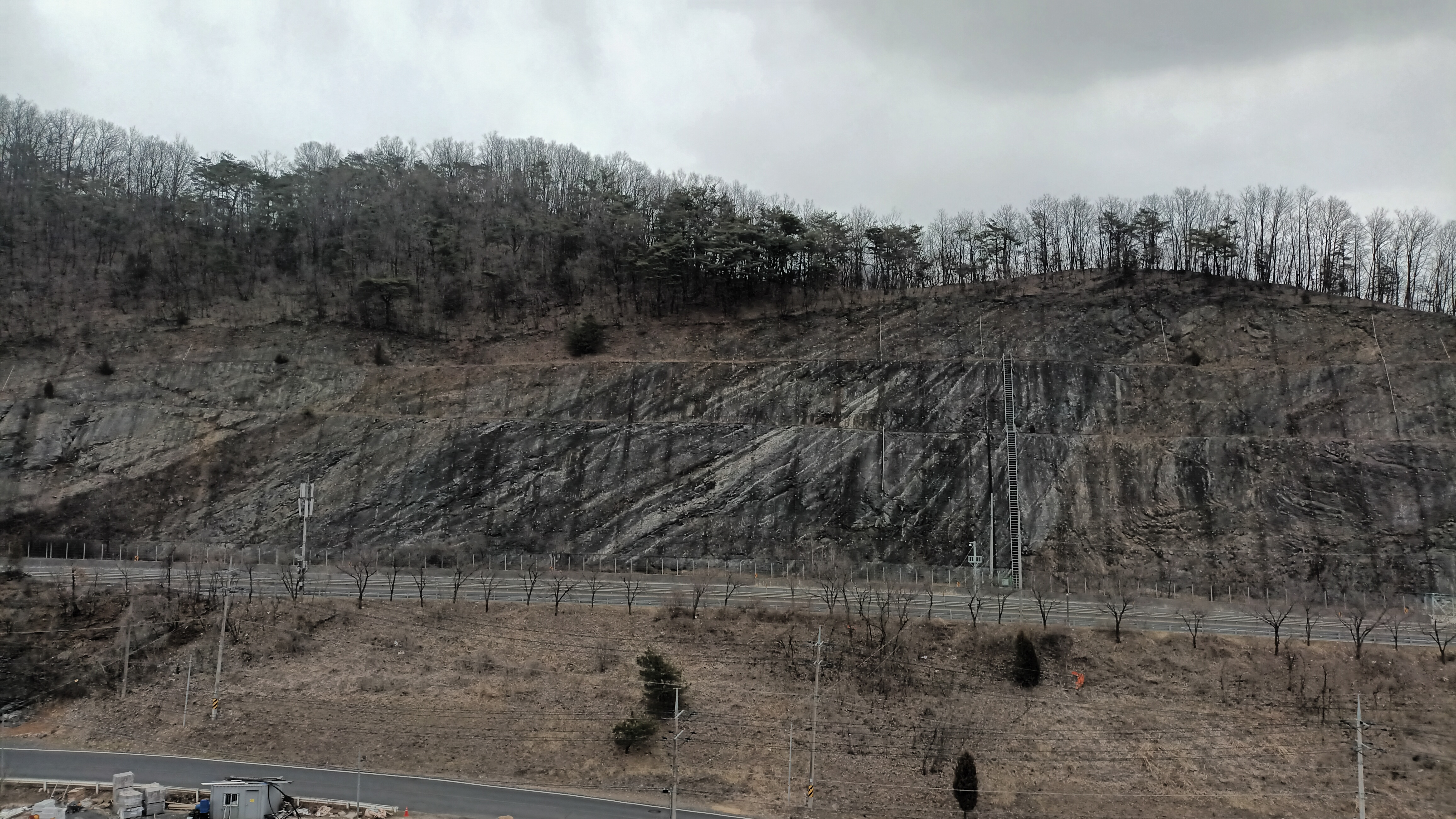
단양군 단양읍 상진리의 조선 누층군 흥월리층에 드러난 대규모 등사습곡(배사)구조와 국도 제5호선

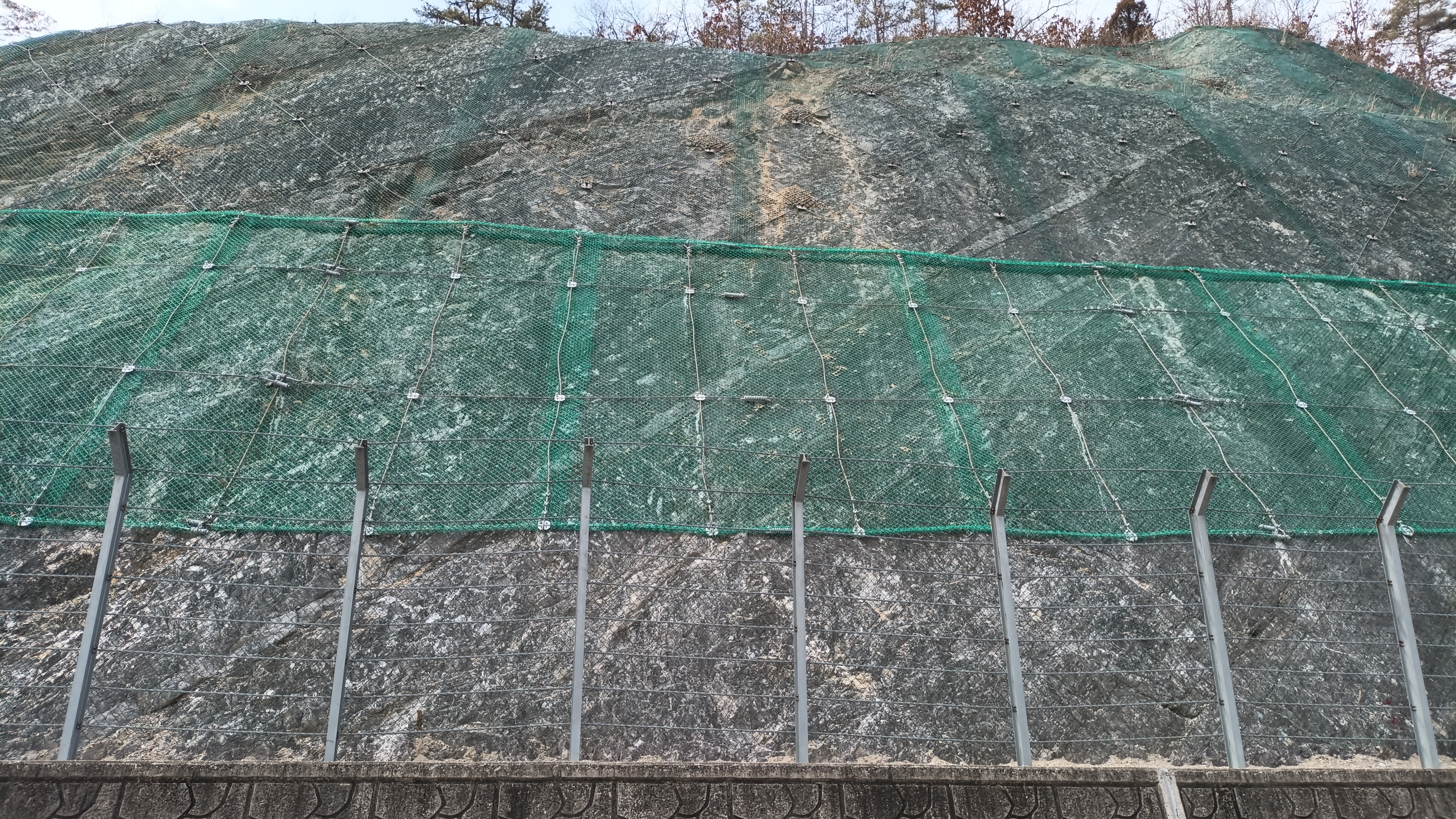
영월군 북면 연덕리 원동재로 도로변의 영흥층

조선 누층군 영월층군(寧越層群, Joseon supergroup Yeongwol group) 또는 영월형 조선 누층군(Yeongwol-Type Joseon supergroup)은 강원특별자치도 영월군 지역에 분포하는 조선 누층군으로, 밑에서부터 삼방산층, 마차리층, 와곡층, 문곡층, 영흥층으로 구성된다. 고바야시(1966)는 영월층군에서 89종의 삼엽충을 보고하였으나 지난 25년간 분류학적 개정 연구를 통해 영월층군에서 산출되는 삼엽충은 총 110종으로 확인되었다. 삼엽충 화석 연구로 영월층군에서는 19개의 생층서대가 설정되었으며 이에 따른 지질시대는 캄브리아기 제3통(Cambrian Series 3)에서 다르윌리안조(Darriwilian)에 걸치는 것으로 해석되었다. 영월층군의 전체 두께는 영월인편상구조대 내 단층과 습곡의 심한 변형을 받아 측정하기 어려우나 최소 1,450 m이다.
영월층군은 과거 하부로부터 삼방산층, 마차리층, 흥월리층, 삼태산층, 영흥층으로 구분되었으나 현재는 하부로부터 삼방산층, 마차리층, 와곡층, 문곡층, 영흥층으로 구분된다. 하부 3개 층은 캄브리아기에, 상부 2개 층은 오르도비스기에 해당하는 것으로 해석된다. 최하부의 삼방산층만이 쇄설성 퇴적물을 포함하며 나머지는 주로 석회암이나 돌로마이트와 같은 탄산염암으로 구성된다. 영월층군은 분포지가 단양군과 제천시로 연장되나 이 지역의 조선 누층군은 구조적으로 매우 심한 변형을 받았고 부분적으로 영월층군의 층서를 적용하기 어려워 이 지역은 독자적인 층서를 가질 것으로 보인다.
영월층군의 주요 분포지인 영월군 북면과 남면 일대에는, 영월인편상구조대라 불리는 남-북 주향의 충상단층들의 집합체가 존재한다. 영월인편상구조대는 서쪽부터 평창, 마차리, 각동, 공수원 단층과 이들 사이에 분포하는 다수의 남-북 방향 충상단층들로 구성된다. 이들 충상단층들을 따라 영월층군의 각 지층들이 여러 차례 반복되어 분포하고 이들 충상단층에 수반된 습곡 구조가 발달한다. 영월층군은 동쪽으로 각동 단층, 북쪽으로는 상리 충상단층에 의해 분포가 규제된다.

### 삼방산층
삼방산층(Sambangsan formation, 三方山層)은 영월층군 최하위 지층으로, 요시무라(1940)에 의해 처음으로 지정되었으며 지층의 이름은 영월군 북면 공기리 북쪽의 삼방산에서 유래되었다. 이 지층은 쇄설성 퇴적암인 실트스톤과 셰일, 사암 등으로 구성되어 있다. 삼방산층의 두께는 400 또는 750 m 이상이나 지층의 최하부가 드러나 있지 않고 단층과 습곡에 의해 지층이 심하게 변형되어 전체 두께에 대해서는 정확한 추정이 어렵다. 삼방산층에서 발견된 여러 삼엽충 및 코노돈트 화석들과 U-Pb 쇄설성 저어콘 연령을 바탕으로 삼방산층의 형성 시기는 고생대 캄브리아기 중기로 정해졌다. 삼방산층의 삼엽충 화석에 근거하여 삼방산층에서는 Metagraulos sampoensis, Megagraulos semicircularis Zone 2개의 생층서대가 설정되었다. 삼방산층은 삼방산 주변 지역 그리고 주천면 주천리에서 평창읍 마지리까지 동북동 방향으로 이어지는 대상(帶狀) 분포지를 가지는데 후자의 삼방산층은 표식지의 삼방산층과 평창 단층에 의해 절단되어 있어 정창희 외(1979)에 의해 독립된 지층 대하리층으로 해석되기도 했으나 이하영 외(1986)는 후자가 삼방산층이 맞다고 확인하였다.

### 마차리층
마차리층(Machari Formation, 磨磋里層)은 마차리층은 삼방산층 위에 정합적으로 놓이고 주로 셰일과 석회암 등으로 구성된 영월층군의 지층이다. 영월군 북면 마차리에서 그 이름이 유래되었고 마차리 충상단층 서쪽에서 마차리를 중심으로 남-북으로 길게 분포하며 영월인편상구조대의 소규모의 충상단층들에 의해 반복적으로 나타나고 영월군 남면 연당리를 지나는 남-북 주향의 충상단층에 의하여 연당역 서쪽에서 다시 노출된다. 마차리층의 두께는 약 400 m로 알려져 있으나 200 m 이하라는 의견도 있다. 마차리층은 저산소 영역의 심해에서 퇴적된 것으로 추정된다. 마차리층에서는 삼엽충과 완족동물 등 무척추 동물 화석 이외에도 코노돈트 화석이 산출되며, 이를 근거로 마차리층의 지질시대가 중기에서 후기 캄브리아기에 해당하는 것으로 해석된다. 삼엽충 화석의 산출에 의해 마차리층에서는 아래와 같은 생층서대가 설정되었다.
| 생층서대 이름              | 산출 화석 | 설정자 (연도)               |
| -------------------------- | --- | --------------------------- |
| Pseudoyuepingia asaphoides | Peratagnostus orientalis, Lisogoragnostus minor, Pseudorhaptagnostus urceus, Pseudagnostus josepha, Pseudagnostus sp., Micragnostus hisakoshii, M. aff. intermedius, Acmarhachis typicalis Agnostoid : Trilobagnostus sp. cf. Trilobagnostus hisakoshii, Pseudagnostus sp. Polymeroid : Proceratopyge gamaesilensis, Pseudoyuepingia asaphoides, Parabolinites sp.                                             |                             |
| Agnostotes orientalis      | Kormagnostus inventus, Micragnostus aff. intermedius, Pseudagnostus josepha, Ivshinagnostus quadratus, Pseudorhaptagnostus tumidus, Nahannagnostus pratti, Agnostotes orientalis, Yongwolagnostus dubius, Yongwolagnostus stenorhachis, Pseudagnostus medius, Pseudagnostus? dividuus, Ammagnostus serus |                             |
| Eochuangia hana            | Agnostoid : Homagnostus obesus, Homagnostus? sulcatus, Micragnostus elongatus, Micragnostus aff. intermedius, Kormagnostus inventus, Pseudagnostus josepha, Pseudagnostus securiger, Ivshinagnostus hunanensis, Ivshinagnostus alatus, Ivshinagnostus quadratus, Pseudorhaptagnostus tumidus, Nahannagnostus pratti Polymeroid : Irvingella megalops, Irvingella convexa, Eochuangia hana, Changshania equalis |                             |
| Eugonocare longifrons      | Innitagnostus sp., Peratagnostus obsoletus, Lisogoragnostus minor, Pseudagnostus josepha, Kormagnostus sp., Erixanium similis, Eugonocare longifrons, Proceratopyge praelonga, Irvingella typa | 이정구, 최덕근 (1995)       |
| Hancrania brevilimbata     | Innitagnostus inexpectans, Peratagnostus obsoletus, Lisogoragnostus minor, Pseudagnostus josepha, Hancrania brevilimbata, Proceratopyge elongata, Stigmatoa coreanica | 이정구, 최덕근 (1995)       |
| Proceratopyge tenuis       | Peratoagnostus obsoletus, Pseudagnostus josepha, Proceratopyge tenuis, Erixanium sp. | 이정구, 최덕근 (1995)       |
| Glyptagnostus reticulatus  | Glyptagnostus reticulatus, Aspidagnotus stictus, Innitagnostus innitens, Peratagnostus obsoletus, Olenus asiaticus, Proceratopyge sp. cf. Proceratopyge tenuis | 이정구, 최덕근 (1994)       |
| Glyptagnostus stolidotus   | Glyptagnostus stolidotus (Öpik, 1961), Pseudagnostus josepha (Hall, 1863) | 이정구, 최덕근 (1994)       |
| Lejopyge armata            | Lejopyge armata, Lisogoragnostus coreanicus, agnostid genus and species indeterminate, ammagnostid genus and species indeterminate, clavagnostid genus and species indeterminate, Cyclolorenzella sp., Eoshengia? sp. | 홍발, 이정구, 최덕근 (2003) |
| Tonkinella                 | Tonkinella, Olenoides, Kootenia, Peronopsis | 고바야시 (1962)             |

### 와곡층
와곡층(Wagok formation, 瓦谷層), 과거의 흥월리층(Heungweolri formation, 興月里層)은 마차리 충상단층의 서편에 드러나 있으며, 마차리층 위에 정합적으로 놓인다. 주로 괴상의 (담)회색 돌로마이트로 구성되어 있다. 고바야시(1961, 1966)는 와곡층에서 산출된 보존이 불량한 완족동물 및 삼엽충 화석을 근거로 와곡층의 지질시대를 최후기 캄브리아기로 제시하였으나, 태백산지구지하자원조사단(1962)은 이를 흥월리층으로 명명하고 이 층의 시대를 전기 오르도비스기로 보았다. 와곡층의 두께는 약 500 m로 알려져 있었으나, 와곡층의 두께가 250 m를 넘지 않을 것이라는 의견도 존재한다. 와곡층은 단양군, 충주시, 제천시에도 분포하며 이들 지역의 와곡층 역시 돌로마이트로 구성된다.

### 문곡층
문곡층(Mungok formation, 文谷層), 과거의 삼태산층(Samtaesan formation, 三台山層)은 와곡층 위에 정합적으로 놓이며, 회색 석회암, (석회질) 돌로마이트, 소량의 셰일과 이회암, 석회암역암 등으로 구성된다. 문곡층의 석회암은 해백합, 삼엽충, 완족류 등의 파편으로 구성되며, 문곡층에서 산출된 코노돈트 화석에 근거하여 지층의 지질시대는 전기 오르도비스기의 트레마도시안(Tremadocian) 시기로 정해졌다. 문곡층은 암질, 퇴적구조 및 조직을 바탕으로 6개 암상으로 구분되고 이에 따라 4개 유형의 퇴적상 조합이 확인되었으며 이를 바탕으로 문곡층은 탄산염대지에 발달된 여울을 포함하는 조간대(Tidal Flat) 퇴적층으로 해석되었다.

### 영흥층
영흥층(Yeongheung Formation, 永興層)은 영월층군의 최상부 지층이며 문곡층 위에 정합으로 놓이고 평안 누층군에 의해 부정합으로 덮힌다. 영흥층은 주로 돌로마이트와 (돌로마이트질) 석회암으로 구성된다. 영흥층에 협재된 회색 석회암은 그 품위가 높아 석회석 자원으로서의 가치가 높으나 그 매장량은 많지 않다. 영흥층의 두께는 약 400 m 또는 750 m 로 추정된다. 영흥층에서 대형 화석은 드물게 산출되며 보존 상태도 불량한 편이지만 영월읍 삼옥리 일대에 분포하는 영흥층에서 중기와 후기 오르도비스기를 지시하는 코노돈트 화석이 산출되었다. 영흥층에는 천연기념물 제413호 영월 문곡리 건열구조 및 스트로마톨라이트가 있다.

## 평창층군

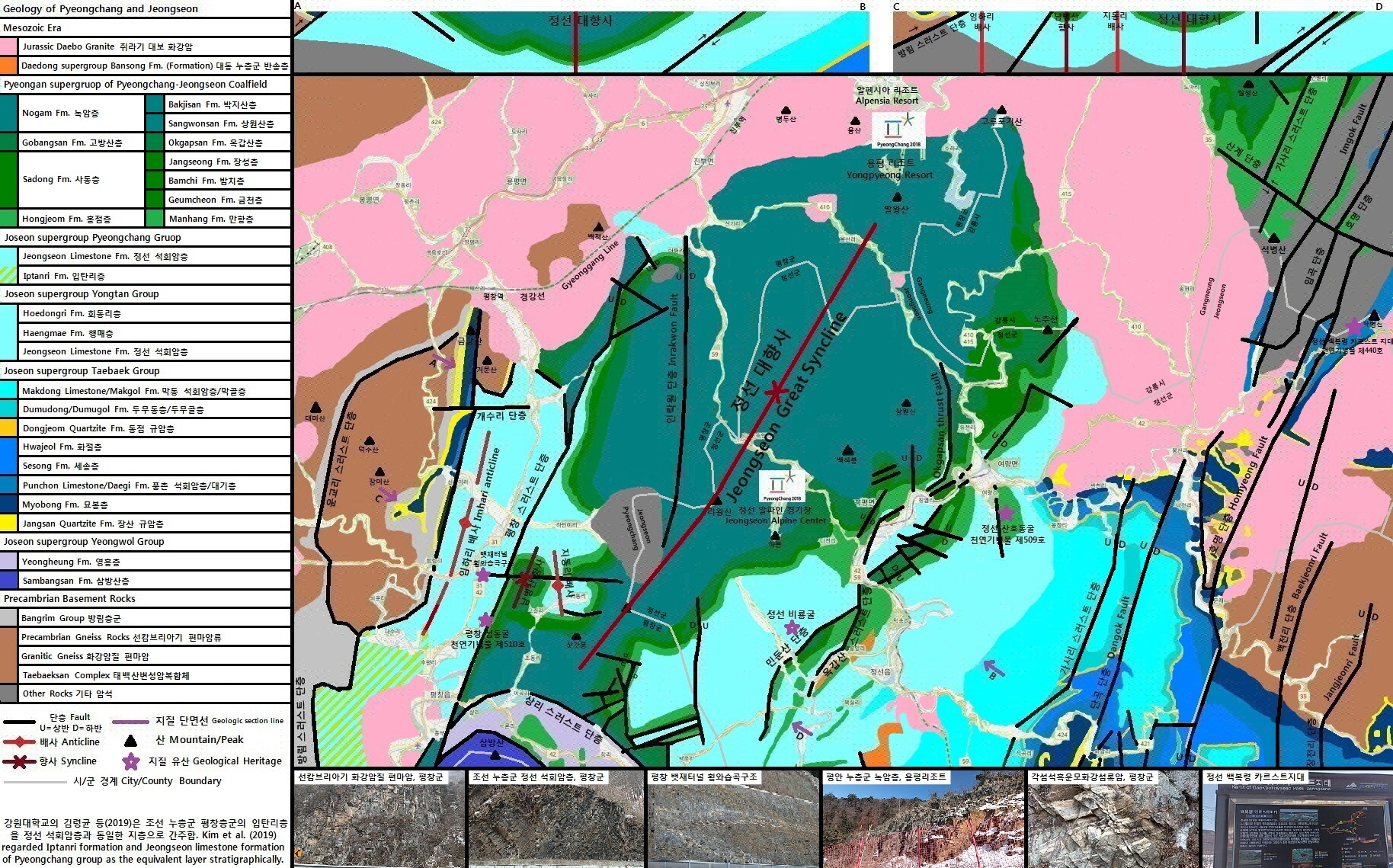
평창군 및 정선군에 분포하는 조선 누층군 태백층군 및 평창층군

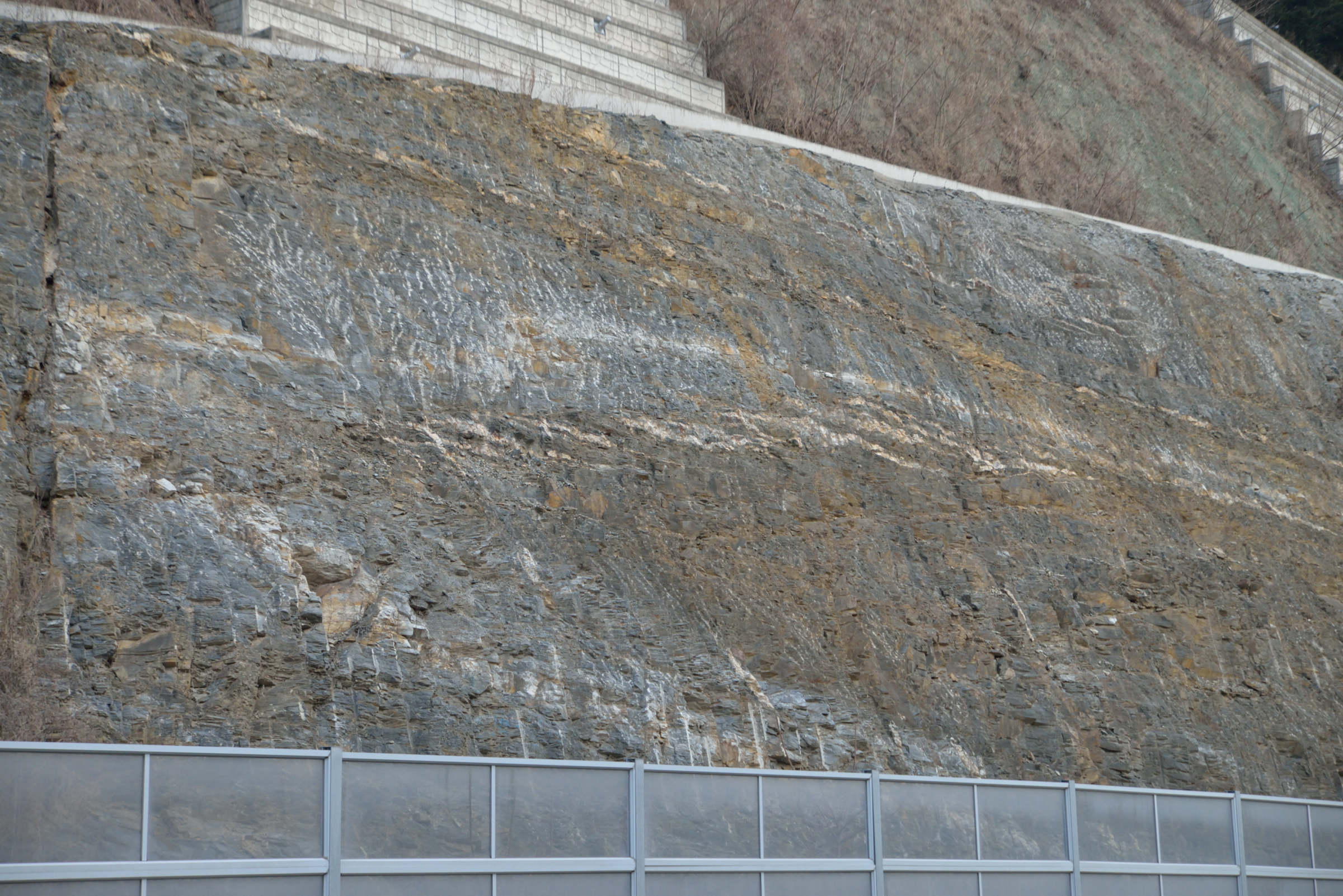
평창군 방림면의 정선 석회암층에 발달한 횡와습곡

조선 누층군 평창층군(Pyeongchang group, 平昌層群) 또는 평창형 조선 누층군(Pyeongchang-type Joseon supergroup)은 강원특별자치도 평창군 일대에 분포하는 조선 누층군이다. 지리적으로 정선군 지역 용탄층군의 서쪽에 위치하며, 정선 석회암층과 입탄리층으로 구성되어 있다. 그러나 정선 석회암층과 입탄리층이 동일 지층이라는 주장도 있다. 평창층군에는 지동리 배사, 남병산 향사, 임하리 배사와 같은 습곡 구조가 발달한다.
평창 지역에 분포하는 조선 누층군을 처음 조사한 후카사와(1943)는 하부 고생대층을 하부로부터 송봉 편암층, 변성 대석회암통, 둔전 천매암층으로 구분하였다. 고바야시(1966)는 송봉 편암층을 태백층군의 장산층과 묘봉층에 그리고 둔전 천매암층을 세송층, 화절층, 동점층, 두무골층에 대비되는 지층으로 생각하였다.
손치무와 정지곤(1971)은 송봉 편암층을 선캄브리아 시대의 방림층군으로 개정하고 그 위에 안미리층군과 평창층군이 부정합으로 놓이는 것으로 제안하였다. 안미리층군을 행화동 규암층과 방학동 편암층으로 구분하고 이들을 각각 태백층군의 장산층과 묘봉층에 대비하였다. 그리고 평창층군은 안미리층군을 경사 부정합으로 덮는다고 간주하여 조선 누층군보다 젊은 지층이라고 주장하였다.
태백산지구지하자원조사단(1962)과 정창희(1979)의 평창-영월 지질도폭에서는 평창 지역의 조선 누층군을 하부로부터 장산 규암층, 묘봉 슬레이트층, 풍촌 석회암층, 대하리층, 입탄리층, 정선 석회암층으로 구분하여 태백층군과 관련 지었다. 이하영 외(1986)는 영월군 주천면 주천리~평창읍 마지리 지역에 분포하는 삼방산층과 그 북쪽에 분포하는 입탄리층 간의 관계를 충상단층으로 해석하였으며 오르도비스기를 지시하는 코노돈트 화석 Scolopodus nogamii Lee를 발견하였다. 이 화석은 영월군의 두무동층과 두위봉층에서 보고된 바 있다.
김령균 외(2019)는 입탄리층과 정선 석회암층을 동일 지층으로 해석하고 이를 근거로 평창층군을 용탄층군과 같은 층군으로 해석하였다. 이들의 주장에 의하면, 정선 석회암층과 입탄리층은 암석학적으로 동일하고 입탄리층은 정선 석회암층이 화강암의 관입에 의해 변질된 것에 불과하며, 입탄리층은 정선 석회암층의 주향 방향에 위치하고 있어 정선층의 상/하부 층이라는 층서적 개념을 적용하기 어렵다. 평창층군과 용탄층군의 차이는 입탄리층의 존재 유무인데 이들의 주장대로 입탄리층과 정선 석회암층이 동일 지층이면 평창층군과 용탄층군 둘을 구분하는 것이 무의미해 평창층군은 용탄층군과 같은 층군으로 간주할 수 있다.

### 입탄리층
입탄리층(Iptanri formation, 入彈里層)은 방림 충상단층 하반부에 해당하는 평창읍 일대에 분포하는 지층으로 주로 백색의 석회암과 돌로마이트가 교호하며 천매암과 편암을 협재한다. 이하영 외(1986)는 삼방산층이 입탄리층과 충상단층으로 접하고 코노돈트 화석 판별을 통해 입탄리층이 초기 내지 중기 오르도비스기에 해당한다고 보고하였다. 그러나 김령균 외(2019)는 입탄리층을 정선 석회암층과 동일 지층으로 간주하여 입탄리층의 존재 자체를 부정하였다.

### 정선 석회암층
정선 석회암층(Jeongseon limestone formtion, 旌善石灰巖層)은 원래 정선군에 광범위하게 분포하는 용탄층군의 석회암 지층으로 평창군 내에서는 방림 충상단층 하반부에 해당하는 평창군 대화면과 방림면 일부 지역에 분포한다. 주로 암회색 석회암으로 구성되며 백색 돌로마이트 지층을 협재한다.

## 용탄층군

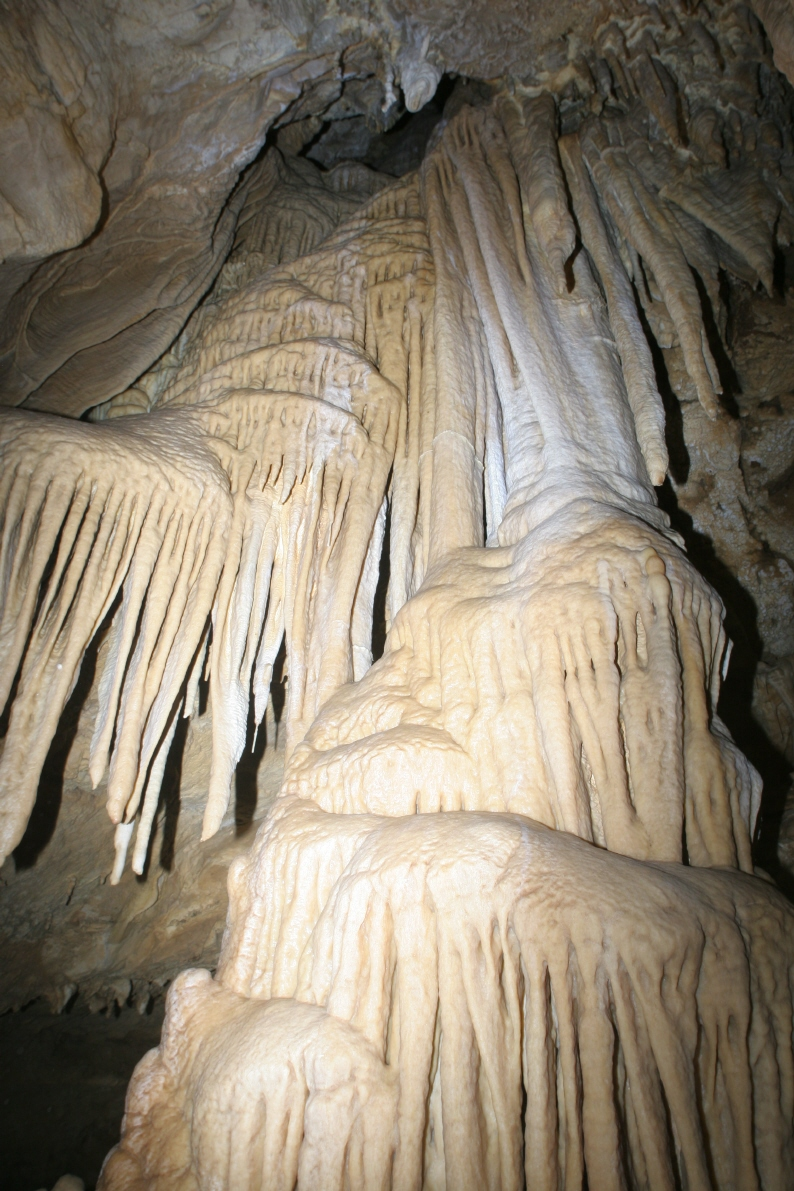
정선 석회암층 중에 발달하는 정선 산호동굴의 모습이다.

조선 누층군 용탄층군(Yongtan group, 龍灘層群) 또는 정선형 조선 누층군(Jeongseon-type Joseon supergroup)은 강원특별자치도 정선군 지역에 분포하는 조선 누층군이다. 정선군 지역의 조선 누층군은 히사코시(Hisakoshi, 1943)에 의해 하부 석회암, 행막층, 상부 석회암으로 처음 구분되었으며 이후 행막층이 행매층으로 상부 석회암이 회동리층으로 개명되었다. 현재는 논란이 있으나 대체로 밑에서부터 정선 규암층, 정선 석회암층, 행매층, 회동리층으로 구분한다. 용탄층군은 코노돈트 화석 연구에 의해 3개 지층에 걸쳐 4개 생층서대가 설정되어 있다.
| 지층 | 지층                      | 생층서대 이름                                     |
| ---- | ------------------------- | ------------------------------------------------- |
|      | 회동리층                  | Tasmanognathus sishuiensis-Erismodus asymmetricus |
|      | 회동리층                  | Aurilobodus serratus                              |
|      | 행매층                    |                                                   |
|      | Eoplacognathus suecicus   |                                                   |
|      | 정선 석회암층             |                                                   |
|      | Erraticodon tangshanensis |                                                   |
|      | -                         |                                                   |

### 정선 석회암층
정선 석회암층(Jeongseon limestone Formation, 旌善 石灰巖層)은 주로 석회암으로 구성되며 대체로 북동 주향과 남서 경사로 정선군 정선읍을 중심으로 그 주변에 넓게 분포하는 지층이다. 정선군 북평면 지역에서는 북동 주향의 충상단층에 의해 정선 석회암층의 일부가 그 상부의 평안 누층군과 2~3회 반복되어 나타난다. 정선 석회암층의 두께는 복잡한 지질구조 때문에 정확한 측정이 어려우나 300 m 이상으로 추정된다.

### 행매층
행매층(Haengmae Formation, 行邁層)은 회동리층과 정선 석회암층 사이에 있는 쇄설성 탄산염암층으로, 이 지층은 그 존재에 대해 논란이 있다. 이진한과 이사규(2012)는 행매층을 단층각력암대로 해석하고 정선 석회암층, 행매층, 회동리층의 층서적 구분이 무의미하다고 주장하였고 우경식과 주성옥(2016)도 행매층이 독립적인 지층이 될 수 없다고 주장하였으나 김남수 외(2020)는 이들의 주장에 반박하였다.

### 회동리층
회동리층(Hoedongri Formation, 檜洞里層)은 강원특별자치도 정선군 정선읍 회동리 일대에 소규모 분포하는 석회암 지층이다. 회동리층은 과거 상부 석회암이라 불렸으나 이하영 외(1979)에 의해 회동리층으로 개명되었다. 회동리층의 두께는 200 m 내외이고 평안 누층군 만항층에 의해 부정합으로 덮인다. 코노돈트 화석에 근거한 회동리층의 지질시대는 과거 실루리아기로 해석되었으나 회동리층 하부와 상부에서 오르도비스기를 지시하는 코노돈트 화석들이 발견되어 현재는 오르도비스기로 간주된다.

## 문경층군

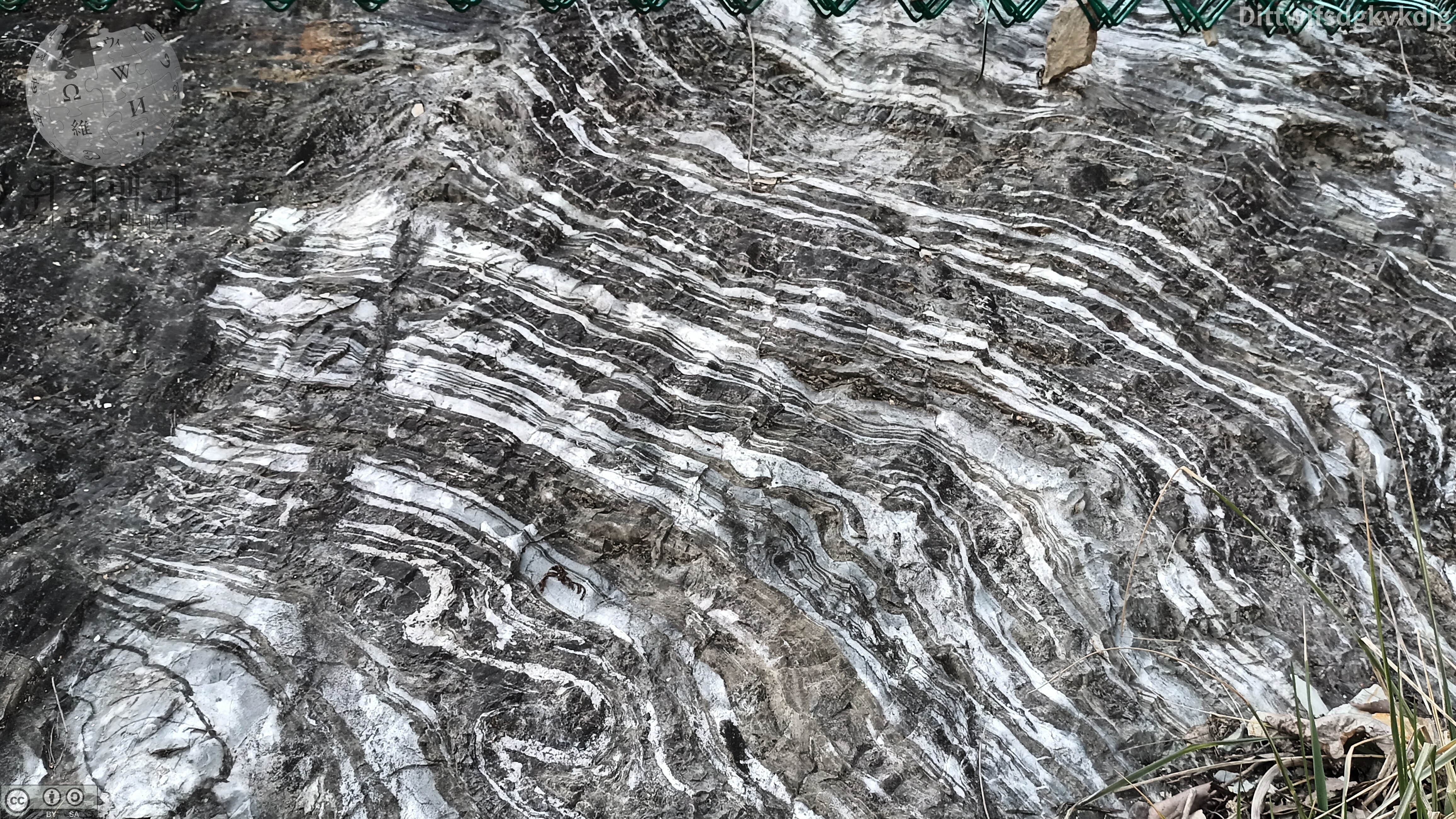
문경시 마성면 모곡리 소야삼거리 도로변에 드러난 문경층군의 노두로 습곡이 발달한다.

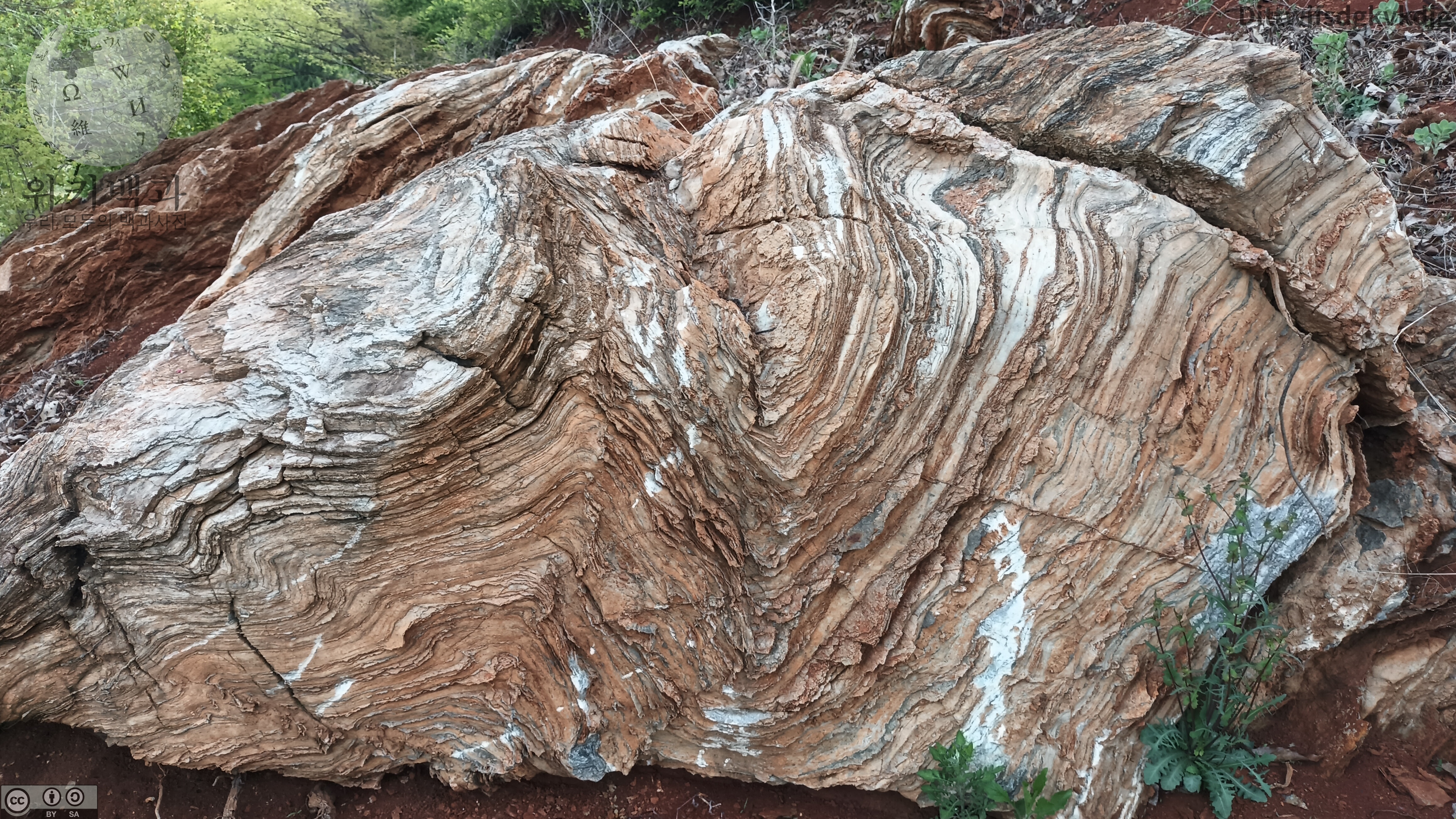
문경 굴봉산 돌리네습지의 조선 누층군에 발달한 습곡 구조

조선 누층군 문경층군(Mungyeong group, 聞慶層群) 또는 문경형 조선 누층군(Mungyeong-type Joseon supergroup)은 경상북도 문경시에 분포하는 조선 누층군이다. 문경층군은 변형을 많이 받았고 지질시대를 명확히 규정할 만한 화석이 별로 없어 현재까지도 문경층군에 대한 층서적 논란이 있다. 과거 문경 및 함창 지질도폭(1967)에서는 문경 지역의 조선 누층군을 부곡리층으로 명명했으나 현재 학계에서는 문경층군을 하부 구랑리층과 상부 석회암층으로 구분한다.

### 구분
아오지 키요히코(靑地淸彥, 1942)는 문경층군을 하부로부터 구량리층, 마성층, 하내리층, 석교리층, 정리층, 도탄리층으로 구분하였다. 문경 지질도폭(1967)에서는 문경 지역에 분포하는 조선 누층군을 대석회암층군 부곡리층(富谷里層)으로 명명하였다. 이 부곡리층은 문경 단층에 의해 대동 누층군을 사이에 두고 문경시 마성면과 호계면 양쪽에 떨어져 분포하는 지층이다. 표식지인 호계면 부곡리의 부곡리층은 주로 백색~회색의 석회암으로 구성되고 사암, 셰일이 협재되며 지층의 두께는 대략 1,000 m이다. 이후 이하영 외(1989, 1993)는 문경탄전 동부의 부곡리층을 암상에 따라 5개 층원으로 구분하고 부곡리층에서 산출된 코노돈트 화석군을 태백층군 막골층, 직운산층, 두위봉층의 화석군에 대비하였다. 오늘날 학계에서는 문경층군을 하부 구랑리층과 상부 석회암층으로 구분한다.
김인혜(2016)는 야외지질 조사로 문경시에서 가은과 호계, 2개의 소분지를 설정하고 각각의 분지에 분포하는 조선 누층군을 가은아층군(Gaeun subgroup, 加恩亞層群)과 호계아층군(Hogye subgroup, 虎溪亞層群)으로 설정하였다. 가은소분지는 문경시 서부 가은읍 일대에 위치하며 전체 두께 1,250 m의 가은아층군은 하부로부터 구랑리층, 마성층, 하내리층, 석교층, 정리층, 도탄층 6개 지층으로 구성된다. 구랑리층은 삼엽충 화석이 풍부하게 산출된다. 호계소분지는 문경시 동부 호계면 일대에 위치하며 전체 두께는 2,100 m의 호계아층군은 하부로부터 가도리층, 선암리층, 우로리층, 유곡층, 별암리층 5개의 지층으로 구성된다. 이중 우로리층의 두께는 800~850 m으로 타 지층에 비해 매우 두꺼운데 그 이유는 각 층준이 구조적 운동(tectonic movement)에 의해 전단되어 각 층준이 상당히 신장(伸張)되었기 때문이다.

### 카르스트 지형

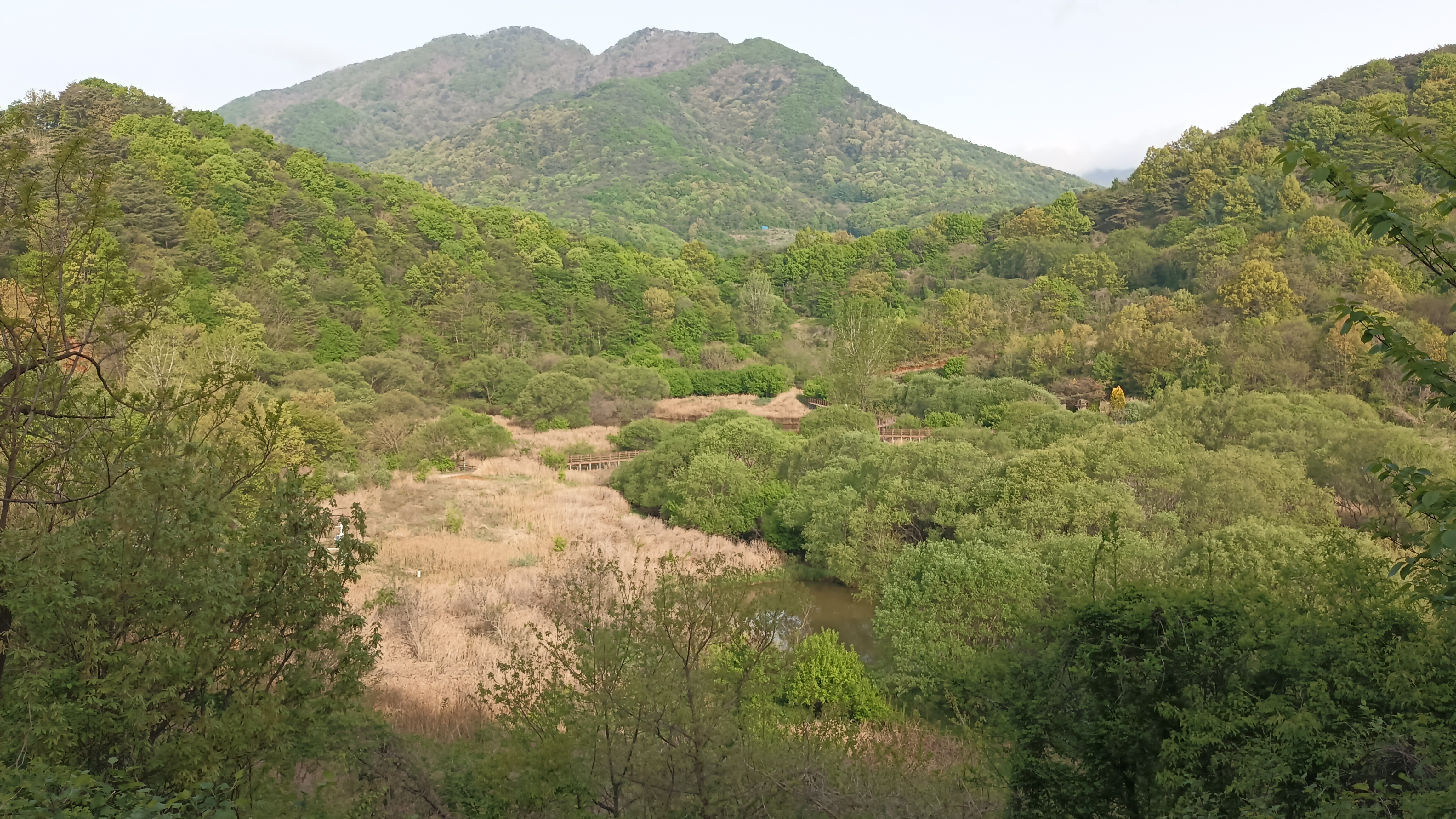
문경 굴봉산 돌리네습지

부곡리층에 의해 호계면 일대에는 석회동굴, 돌리네 등 석회암 지대에서 나타나는 카르스트 지형이 잘 발달하며 문경시 산북면 우곡리 굴봉산 산정부 일원에 발달한 문경 굴봉산 돌리네습지가 대표적이다.

### 화석
화석의 산출에 따라 구랑리층의 지질시대는 캄브리아기 초기이며 태백층군의 면산층과 영월층군의 삼방산층, 태백층군 묘봉층, 대기층과 영월층군 삼방산층에 대비된다. 윤운상 외(2022)는 구랑리층에서 캄브리아기 제4절(Stage 4)을 대표하는 삼엽충 화석 Redlichia nobilis (Walcott, 1905)를 발견하였으며, 그 지질시대는 약 5억 1천만 년 전으로 이는 대한민국에서 발견된 가장 오래된 삼엽충 화석이다.

## 그 외의 분포지역
조선 누층군은 일반적으로 태백산분지와 문경시 지역에 분포하나, 이 분포지에서 한참 벗어난 영남 육괴의 봉화군과 울진군, 경상 분지의 울산광역시에는 고립적으로 분포하는 조선 누층군이 존재한다.

### 성류굴

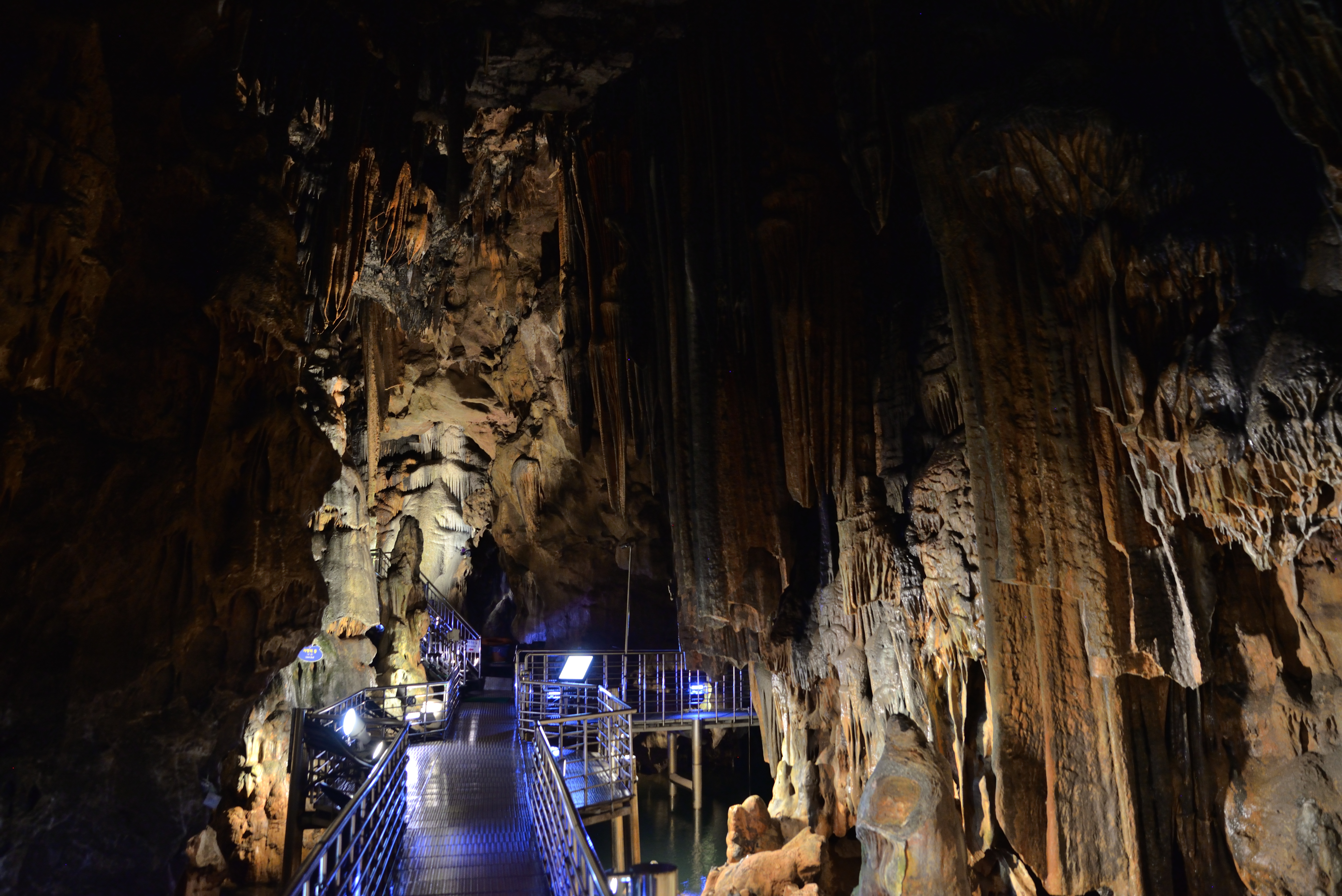
성류굴의 종유석과 석주

울진군 근남면의 성류굴 지역은 울진 지질도폭(1963)에서 선캄브리아기의 변성퇴적암 원남층군 장군 석회암층으로 구성된다고 보고되었으나 김련 외(2010)는 성류굴 주변의 퇴적암을 다시 조사하고 기존에 알려져 있는 바와 다르게 대기층, 화절층, 동점층이 나타난다고 보고하였다. 그리고 동점층 위에 있는 두무골층과 막골층을 뚜렷하게 구분할 수 없어 두 지층을 묶어 '근남층'으로 새로 명명하였으며, 성류굴은 이 근남층 내에 발달하고 있다.

### 봉화군
삼근리 지질도폭(1963)에서는 장산 규암층이 봉화군 재산면 갈산리 지역에 고립적으로 소규모 분포한다고 기재하였다. 봉화군~울진군에 분포하는 원남층군(遠南層群)은 삼근리 지질도폭(1963)에서 선캄브리아기의 지층으로 해석되었고 밑에서부터 원남층, 동수곡층, 장군 석회암층 및 두음리층으로 구분되었으나 황덕환과 리드만(1975)이 봉화군 남부의 장군광산의 장산 규암층과 두음리층, 장군 석회암층, 동수곡층, 재산층을 함백 지역의 조선계 지층 층서에 대비한 이후 연구자들은 (동수곡층과 재산층은 나중에 평안 누층군으로 재분류되었음) 장군 석회암층과 두음리층을 조선 누층군으로 해석하였다. 장군광산 일대에는 밑에서부터 장산 규암층, 두음리층, 장군 석회암층이 역전된 모습으로 분포한다.

### 울산광역시

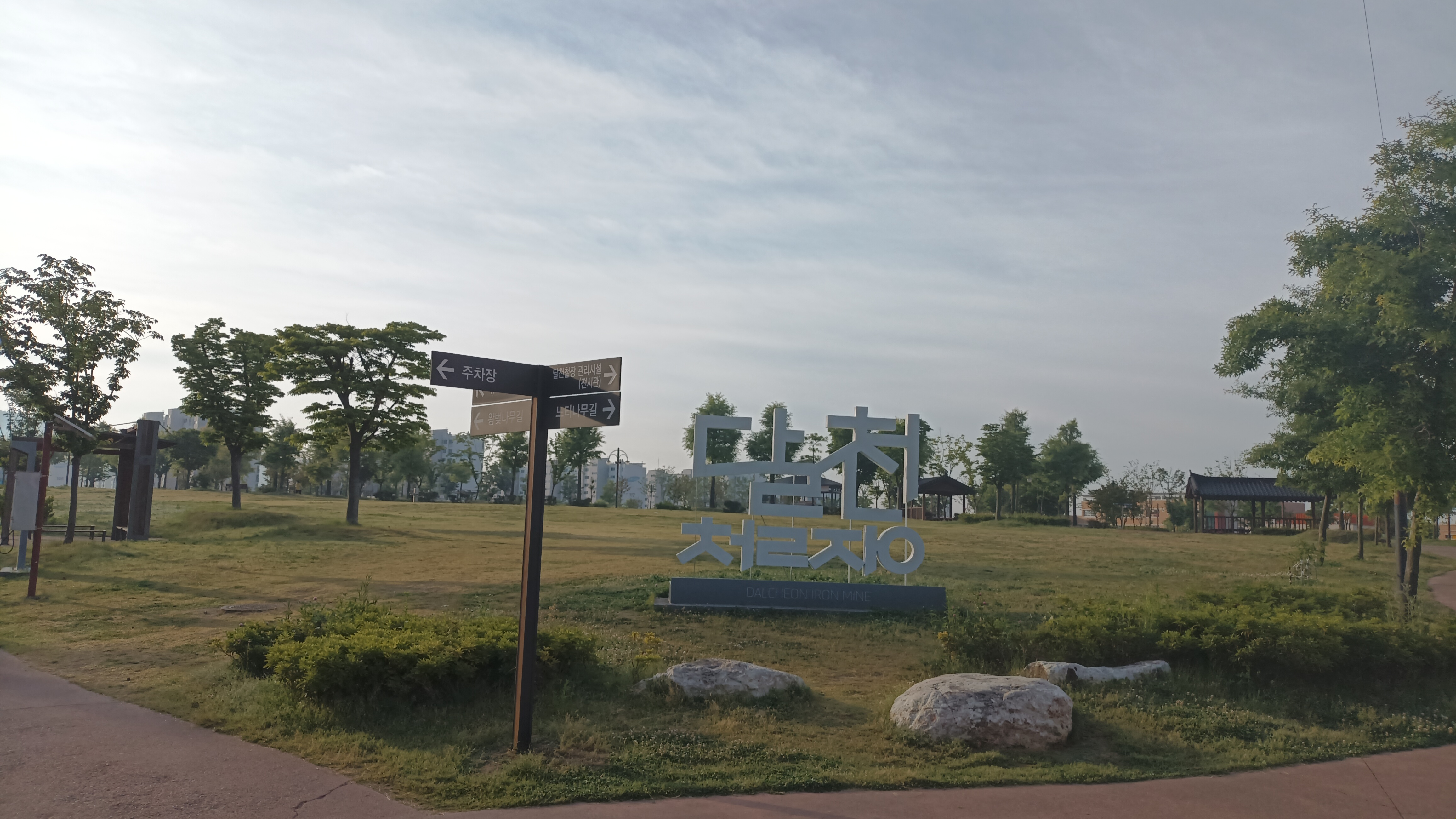
울산광역시 달천철장 유적공원은 정확히 석회암이 분포하는 곳 위에 있다. 그러나 이 공원에서 노두는 관찰되지 않는다.

울산 지질도폭(1968)에 의해, 울산광역시 북구 농소동의 울산철광산 부근에 결정질 석회암이 불과 0.1km2의 면적으로 타원형으로 분포한다는 것이 최초로 보고되었다. 이곳은 울산철산(蔚山鐵山) 또는 달천철장(達川鐵場)으로 알려진 곳이며 광산 일대의 지질은 조선 누층군에 대비된다고 여겨져 온 결정질 석회암 지층과 이를 부정합으로 덮는 경상 누층군 울산층(대구층)의 자색~회녹색 셰일, 응회질사암, 혼펠스 그리고 이들을 관입한 불국사 화강암류의 흑운모 화강암으로 구성된다. 울산철산은 석회암층이 흑운모 화강암의 관입으로 형성된 접촉 교대광상으로 석회암을 교대하여 스카른 및 자철석을 형성하였다. 주 광체는 화강암체의 접촉부에서 동쪽으로 200 m 떨어진 곳에 부존되며 노두에서 약 280 m 지하까지 발달하는 것으로 확인되었다. 울산 지질도폭에서는 이 석회암을 조선계 지층에 속하는 석회암층으로 해석하였으며 최광선 외(1977)는 시추 코어의 회색 세립질 석회암에서 해면(海綿)과 복족류의 화석을 발견하였다. 이후 이 석회암의 형성 원인으로 해성 석회암 기원설과 마그마 기원설, 두 가지 의견이 제시되었으나 현재도 논란 중이다.
김규한 외(1990)는 이 탄산염암이 해성 석회암에서 기원되었으며 청송, 평해 등지에 소규모 분포하는 고생대 조선 누층군의 석회암 일부가 양산 단층의 우수향 주향이동 운동에 의해 약 120 km 남쪽으로 이동하여 현재의 위치에 오게 되었다고 해석하였다. 이 해석이 맞다면 이는 경상 분지의 지구조 해석에 대단히 중요한 의미를 가진다. Choi 외(2003)는 탄산염암 대상의 동위원소 연구로 탄산염암이 카보나타이트가 아닌 해양 탄산염암을 지시하는 것으로 판단하였다. 전진단계(prograde stage)에서는 마그마 기원 열수에 의해 약 350-450°C의 온도에서 철 광화대를 형성하였고 후퇴단계(retrograde stage)에서는 기상수(meteoric water)의 혼합으로 약 340~135℃의 온도에서 Zn-Pb-Ag 결정화가 발생한 것으로 해석하였다. 고상모 외(2006)는 탄산염암이 형성되고 백악기 화강암에 의해 사문암화 과정을 겪고 스카른형 철 광화 작용이 진행된 것으로 해석하였다.
다른 원인으로는 초염기성 마그마가 상승하다가 지각 내 석회질암을 용융시켜 탄산염암질 마그마를 형성하고 현재의 장소에 관입한 것으로 추론하는 의견도 있다. 양경희 외(2001)는 시추를 실시하여 탄산염암체가 지하 깊숙히 약 650 m 까지 연장되는 것을 확인하고 탄산염암체가 퇴적암보다는 관입암일 가능성이 더 높다고 추론하였다. 또한 산소와 탄소의 안정동위원소 값을 근거로 이 탄산염암체가 (조선 누층군의 유기적 퇴적암인) 석회암일 수 없으며 맨틀에서 직접 상승한 것이 아닌 지각 내에서 형성된 2차적 마그마에 의해 형성된 카보나타이트라고 주장하였다. 서지은 외(2019)는 초고철질암체가 경상 누층군의 기반암이며 주변의 화강암에 의해 관입당했고, 탄산염암 내 스카른광체는 가대리 화강암에 의하여 생성된 것으로 해석하였다. 석류석 스카른 칼륨장석의 칼륨-아르곤 연대 측정 결과는 50.3 ± 1.7 Ma이다. 채용운 외(2023)는 천연수소의 잠재적 근원암이 될 수 있는 국내의 초고철질 암체를 연구하고, 울산의 탄산염암체는 듀나이트와 하즈버자이트로 구성되며 암체의 형성 시기와 주변 암석과의 관계가 미상임을 지적하고 야외조사 및 연대측정과 관련된 추가 연구의 필요성을 제시하였다.

## 조선 누층군과 옥천 누층군
옥천 누층군(Okcheon supergroup)은 옥천 습곡대에 발달하는 변성퇴적암 지층으로, 심한 변형 작용을 받아 화석이 거의 없고 구조적 해석이나 방사능 절대연령 측정도 어려워 아직까지도 그 형성 시기와 조선 누층군과의 관계가 명확하게 밝혀지지 않았다. 옥천 누층군의 퇴적 시기에 대해서는 선캄브리아기라는 주장과 캄브리아기 이후라는 두 가지 주장이 대립하고 있다. 충주(1965), 황강리(1965), 제천(1967) 지질도폭에서 옥천 누층군은 시대 미상의 암석으로 분류되었으나, 장기홍(1972)은 충주시의 향산리 돌로마이트질 석회암층에서 고배류(古盃類; Archeocyatha) 화석을 발견하였고 이에 따라 계명산층을 선캄브리아기로, 향산리 돌로마이트층, 대향산 규암층, 문주리층 및 창리층을 조선 누층군에 대비하였으며 이재화 외(1989)는 황강리층에서 오르도비스기에 해당하는 코노돈트 화석을 발견하여 적어도 옥천 누층군의 일부는 고생대에 해당한다는 주장도 제기되었다. 클루젤 외(1991, 1992)는 옥천 누층군과 조선 누층군의 지층들은 동일 시대의 지층으로, 두 누층군의 암상의 차이는 분지의 깊이에 따른 횡적 퇴적상의 변화(lateral equivalent)로 보았다.
그러나 보다 최근에는 옥천 누층군이 조선 누층군 이전의 지층이라는 주장도 나오고 있다. 옥천 누층군 중 계명산층과 문주리층는 적어도 선캄브리아기에 해당하는 U-Pb 연대측정 결과가 나왔으나, 황강리층은 코노돈트 화석과 CHIME 연령(369±10 Ma; 데본기)과 SHRIMP U-Pb 연령(최저 746±32 Ma; 신원생대)이 모두 다른 결과를 보이고 있다. 최덕근 외(2012)는 옥천 누층군이 모두 선캄브리아기에 해당하는 것으로 보았으며, 장기홍(1972)이 발견한 고배류 화석이 사실 고배류 화석이 아니라고 밝혔다. 그리고 충주호 지역에서 옥천 누층군이 단층에 의해 고생대의 조선 누층군 위로 충상되어 있다고 해석했다. 그러나 이상과 같은 여러 연구에도 같은 옥천대 내에 분포하는 조선 누층군과 옥천 누층군이 서로 대비가 되느냐, 더 나아가 옥천 누층군의 지질시대가 선캄브리아기냐 고생대 이후냐 하는 문제는 현재까지도 해결되지 않은 미지의 문제로 남아 있다.
| 지질시대                        | 충주 지질도폭 (1965)                         | 김옥준 (1968)                                         | 손치무 (1970) | 손치무 (1970)                                          | Reedman et al.(1973) | Reedman et al.(1973)                                  | Lee (1974)                               | Chough & Bahk (1992)                            | Lee (1995) | Lee (1995)                                   | 이민성 외 (1998)                             | 임순복 외 (2005, 06, 07)   | 최덕근 외 (2012) | 최덕근 외 (2012)                         |
| ------------------------------- | -------------------------------------------- | ----------------------------------------------------- | ------------- | ------------------------------------------------------ | -------------------- | ----------------------------------------------------- | ---------------------------------------- | ----------------------------------------------- | ---------- | -------------------------------------------- | -------------------------------------------- | -------------------------- | ---------------- | ---------------------------------------- |
| 트라이아스기                    | -                                            | -                                                     | -             | -                                                      | -                    | -                                                     | 황강리층                                 | -                                               | -          | -                                            | -                                            | -                          | -                | -                                        |
| 페름기 석탄기 데본기 실루리아기 | 문주리층 황강리층 명오리층 북노리층 서창리층 | -                                                     | 옥천층군      | 황강리층 운곡리층 서창리층 문주리층 미원층 대향산 규암 | -                    | -                                                     | -                                        | 문주리층 황강리층 한수 석회암 명오리층 북노리층 | -          | -                                            | 문주리층 황강리층 명오리층 북노리층 서창리층 | E 층 비봉층 C 층 B 층 A 층 | -                | -                                        |
| 페름기 석탄기 데본기 실루리아기 | 문주리층 황강리층 명오리층 북노리층 서창리층 | -                                                     | 충주층군      | 대향산층 계명산층                                      | -                    | -                                                     | -                                        | 문주리층 황강리층 한수 석회암 명오리층 북노리층 | -          | -                                            | 문주리층 황강리층 명오리층 북노리층 서창리층 | E 층 비봉층 C 층 B 층 A 층 | -                | -                                        |
| 오르도비스기 캄브리아기         | 조선계 고운리층                              | 조선 누층군                                           | 조선 누층군   | 조선 누층군                                            | 충주층군             | 삼태산층 계명산층 대향산층                            | 문주리층 대향산 규암 향산리 돌로마이트층 | 서창리층 계명산층 향산리 돌로마이트층 대향산층  | 덕평층군   | 명오리층 내사리층 황강리층 구룡산층 화전리층 | 고운리층 조선 누층군                         | F 층 황강리층              | -                | -                                        |
| 오르도비스기 캄브리아기         | 조선계 고운리층                              | 조선 누층군                                           | 조선 누층군   | 조선 누층군                                            | 충주층군             | 삼태산층 계명산층 대향산층                            | 문주리층 대향산 규암 향산리 돌로마이트층 | 서창리층 계명산층 향산리 돌로마이트층 대향산층  | 미원층군   | 운교리층 증평층                              | 고운리층 조선 누층군                         | F 층 황강리층              | -                | -                                        |
| 선캄브리아기                    | -                                            | 군자산층 황강리층 창리층 (서창리층+명오리층) 문주리층 | -             | -                                                      | 옥천층군             | 문주리층 황강리층 명오리층 북노리층 서창리층 고운리층 | 계명산층                                 | -                                               | -          | -                                            | -                                            | MV 층                      | 수안보층군       | 고운리층 명오리층 황강리층 문주리층      |
| 선캄브리아기                    | -                                            | 군자산층 황강리층 창리층 (서창리층+명오리층) 문주리층 | -             | -                                                      | 옥천층군             | 문주리층 황강리층 명오리층 북노리층 서창리층 고운리층 | 계명산층                                 | -                                               | -          | -                                            | -                                            | MV 층                      | 충주층군         | 대향산 규암 향산리 돌로마이트층 계명산층 |

## 지질 구조
고생대 초기에 형성된 조선 누층군은 퇴적된 후 오랜 세월 수많은 지각 변동을 받아오면서 심하게 뒤틀리고 단층에 의해 이리저리 변위되어 왔다. 오늘날, 조선 누층군의 분포는 평안 누층군과 같이 수많은 습곡과 단층들에 의해 지배 받고 있다.

### 부정합
조선 누층군은 상하로 2개의 부정합이 있다. 장산 규암층은 태백산분지 지역에서 선캄브리아기 기반암과 부정합으로 접하고 있으며, 일부 지역에서는 장산 규암층이 없고 묘봉층이 기반암과 부정합으로 접촉한다. 최상부 두위봉층과 영흥층은 각각 평안 누층군 만항층 및 요봉층과 부정합으로 접하고 있다.
김정환 등(2001)은 중국 북동부 베이징 지역 그리고 한반도 태백산분지와 평남분지 지역에 있는, 실루리아기-데본기 대 부정합을 조사하고 오르도비스기-석탄기 경계가 유사하다는 점을 들어 한반도가 고생대에도 북중국 강괴에 속해 있었다고 하였다.

### 백운산 향사대

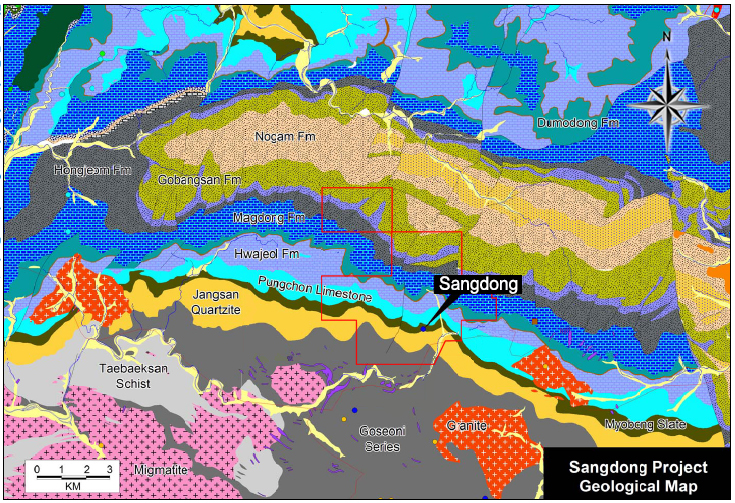
상동광산 주변의 지질도. 태백층군과 평안 누층군이 분포하는 백운산 향사대의 구조가 잘 드러나 있다.

백운산 향사대(Baekunsan Syncline zone)는 태백시에서 영월군 남동부까지, 하이원리조트 남쪽의 백운산(1426.6 m)을 중심으로 대략 서북서-동남동 방향으로 발달하는 대규모의 향사 습곡 구조이다. 이 습곡에 의해 평안 누층군이 가운데에, 조선 누층군 태백층군이 바깥쪽에 대칭적으로 분포하고 있다.

### 정선 대향사

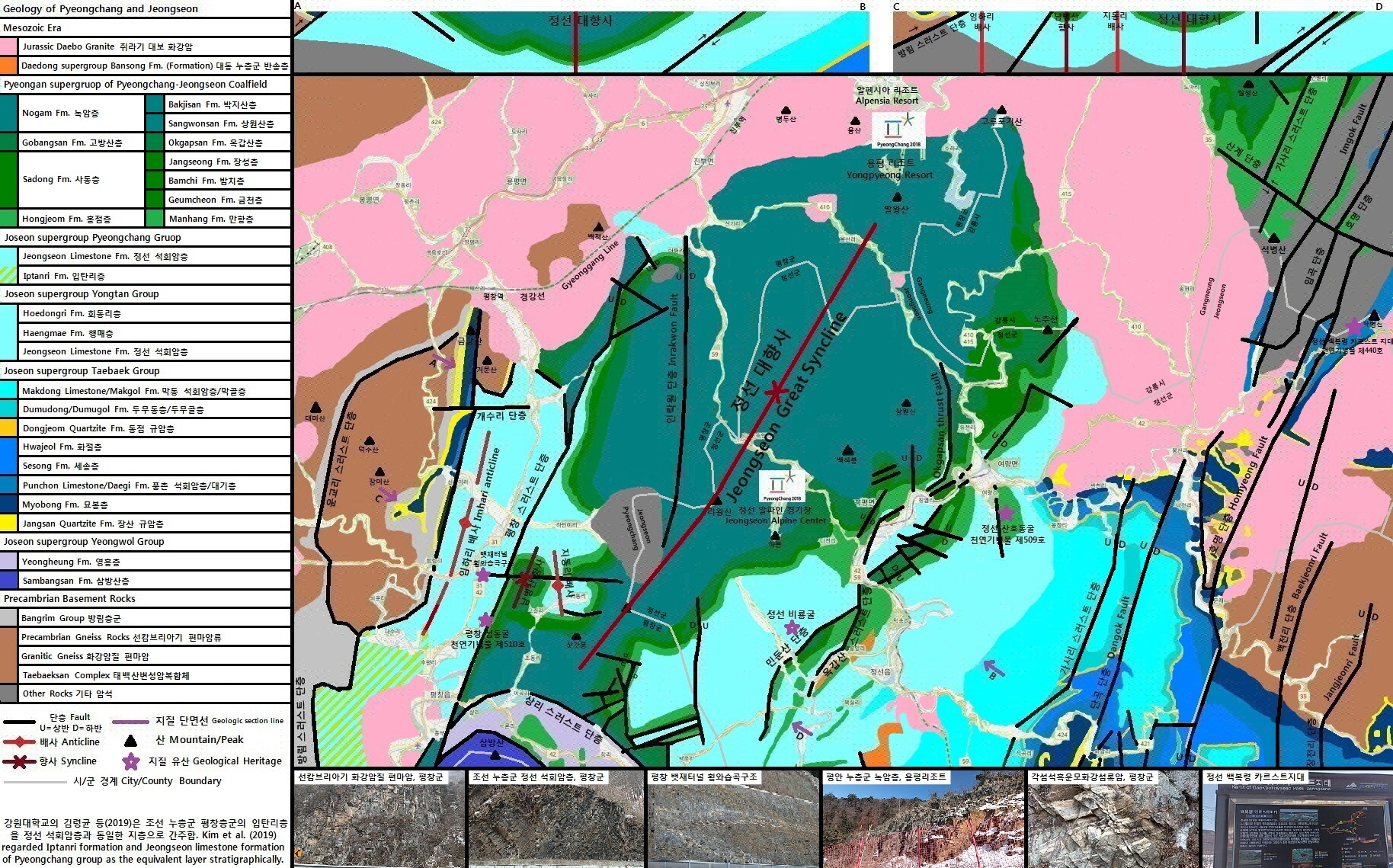
정선 대향사, 지동리 배사, 남병산 향사, 임하리 배사

정선 대향사(Jeongseon great syncline, 旌善大向斜)는 청옥산에서 용평리조트 부근의 고루포기산까지 평창군과 정선군의 경계를 따라 북동-남서 방향으로 발달하는 대규모의 향사 습곡 구조이다. 이 구조에 의해 가운데에는 평안 누층군이 매우 넓게 분포하며 조선 누층군 정선 석회암층이 양쪽에 분포하고 남동쪽으로 갈수록 조선 누층군 용탄층군과 태백층군의 지층이 차례로 나타나다가 정선군 남동쪽의 백운산 향사대로 이어진다.

### 강릉시
강릉시 남부 석병산 북동부 일대에는 임곡 단층 등 북북동 주향의 단층들과 이를 북서 주향으로 절단하는 산계 단층이 발달하여 석병산 석회암층을 절단한다.

### 평창군
평창군에는 정선 대향사 그리고 조선 누층군 평창층군 내에 발달하는 지동리 배사, 남병산 향사, 임하리 배사 4개의 습곡 구조 그리고 이들 습곡을 가로지르는 남병산 단층(南屛山 斷層)과 인락원 단층(仁樂院 斷層)이 발달한다.

### 정선군
정선군에는 활성단층인 것으로 드러난 단곡 단층을 포함해 북북동 내지 북동 주향을 가지는 다수의 단층들이 발달해 조선 누층군을 변위시키고 있다. 단곡 단층(Dangok Fault)은 이희권(1999)에 의하여 명명된 단층으로 영월군 산솔면 직동리 서부의 대전동마을에서 시작해 자미원역과 남면 유평리를 지나 화암면 화암리로 이어진다. 이 단층은 정선군 남면 일대의 장산층과 묘봉층을 가로 지르고 있다. 이 단층은 ESR 연대측정 결과에 의해 약 20만 년 전에 마지막으로 활동한 활성단층으로 확인되었다.
신동읍 예미리-남면 문곡리 일대에는 북동-남서 방향의 충상단층들이 발달하고 있으며 이들에 의해 조선 누층군의 상반 지괴가 북서→남동쪽으로 충상되었다. 이 단층들은 대보 조산운동의 결과물로 해석된다. 이 일대 조선 누층군 지층들에서 발달하고 있는 소규모 습곡 구조나 교차 선구조들은 고생대 말에 있었던 한 차례의 조산 운동을 지시한다. 화암면 일대에는 조선 누층군 하부 장산 규암층, 묘봉층, 풍촌 석회암층, 화절층 등을 변위시키는 북북동 주향의 단층들이 발달한다. 정선군 북평면 남평리 지역에는 북동 30~40°주향에 북서쪽으로 25~45°경사하는 6개의 충상단층들이 발달하며 이들은 인편상 구조(Imbricate)를 형성한다.
무릉담 배사(武陵潭 背斜)는 정선군 남면 무릉리와 문곡리, 유평리 일대에 발달하며 백운산 향사대에 대응하는 배사 습곡 구조이다. 이 습곡에 의해 문곡리 곡저(谷底) 지역에 장산 규암층이 드러나 있다.
이외에 태백산지구지하자원조사 때 이름이 정해진 단층들로 설론 충상단층(雪論 衝上斷層, Seolron Thrust Fault), 호명 단층, 옥갑산 충상단층, 민둔산 단층, 현생 응력장 하에서 운동 가능성이 있는 것으로 분석된 임곡 단층, 김정환 외(1991)에 의해 설정된 함백 충상단층 등이 정선군 내에 발달하며 이들 습곡과 단층에 의해 조선 누층군은 심하게 뒤틀려 정선군 내에서 매우 복잡한 분포를 보인다.

### 삼척시
삼척시에는 오십천 단층과 같은 북북동 주향의 단층들이 발달하고 있다. 백전리 단층(栢田里 斷層)은 영월군 상동읍 구래리에서 시작해 백운산(1426.6 m)과 정선군 화암면 백전리, 삼척시 하장면 둔전리, 추동리를 지나 중봉리로 이어지는 연장 약 36 km의 북북동 주향의 단층으로 선캄브리아기 태백산층군과 조선 누층군, 백운산 향사대의 평안 누층군을 가로지른다. 장전리 단층(長田里 斷層)은 정선군 사북읍 사북리 북동부에서 시작해 삼척시 하장면 장전리를 지나 중봉리 동부로 이어지는 연장 22 km의 북북동 주향 단층이다.

### 태백시
태백시에는 다수의 소규모 단층이 발달해 조선 누층군과 평안 누층군의 분포가 매우 복잡하다. 함백산 단층은 화전동에서 함백산 동쪽과 소도동, 금천동을 지나 봉화군 석포면 대현리까지 이어지는 북서 10~20°주향의 단층이다. 함백산 단층 동부, 금천동 지역의 조선 누층군 내에 발달한 단층들은 북동 50~80°및 북서 60°의 주향에 45도 이상의 급한 경사를 보이며 단층파쇄대의 폭도 8~40 cm로 규모가 다양하다. 철암 단층은 철암동 철암역에서 봉화군 석포면 대현리까지 북동-남서 방향으로 발달하며 평안 누층군 이하 모든 지층을 수평으로 변위시키고 있다. 수평 변위량은 장산층 기준 2 km이다. 원동 단층은 태백시 원동에 북동 40~50°주향에 북서 20°경사로 발달하는 충상단층이다.

### 영월인편상구조대

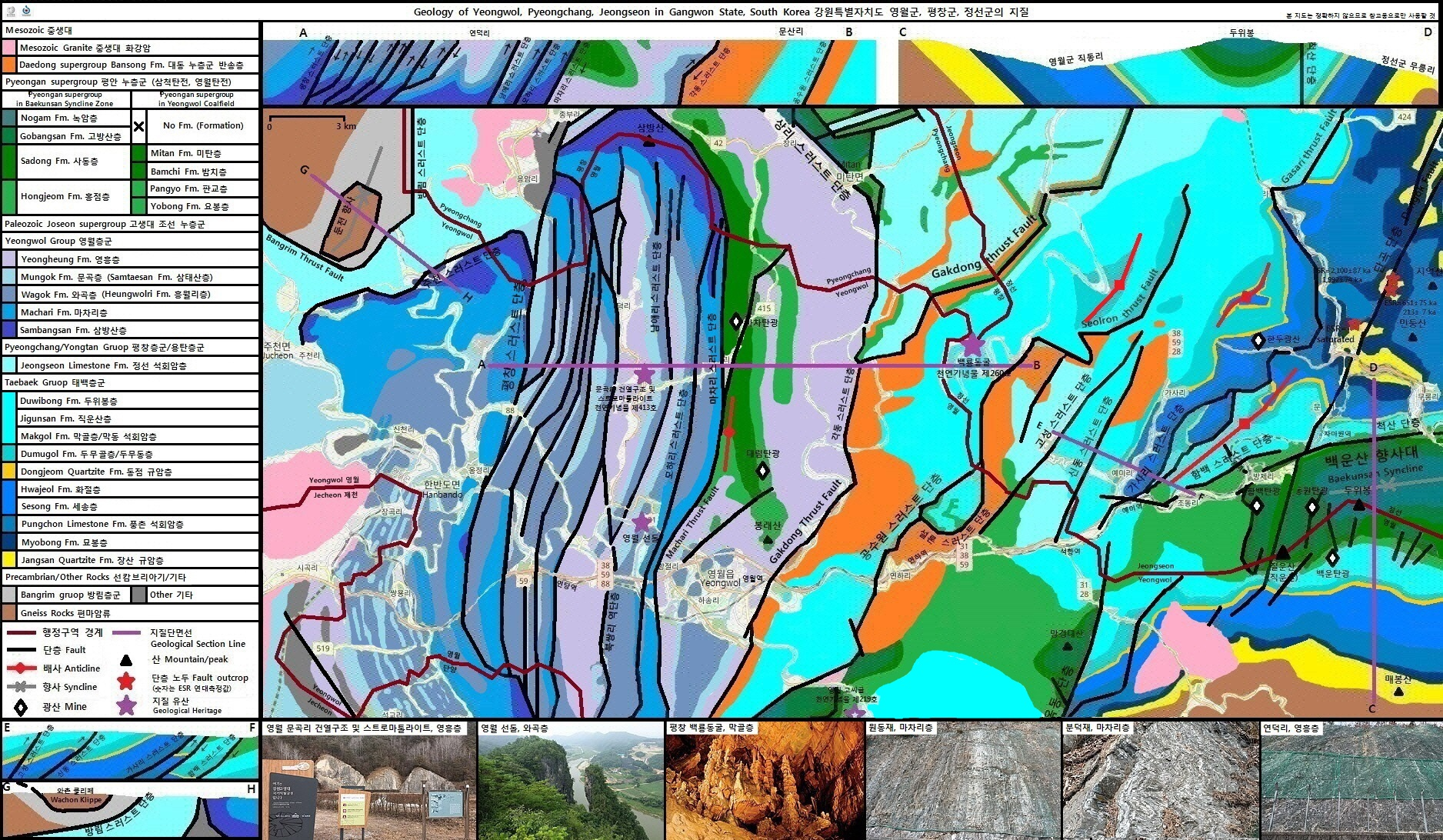
영월인편상구조대

영월인편상구조대(寧越鱗片狀構造帶, Yeongwol Imbricate Structure Zone) 또는 영월 스러스트 시스템(Yeongwol Thrust System)은 영월군 북면 지역에 있는 일련의 충상단층의 집합체들이며, 조선 누층군 영월층군의 분포를 규제하는 중요한 지질 구조이다. 영월인편상구조대에는 남-북 방향의 주향을 가지고 대개 서쪽으로 기울어 있는 다수의 충상단층들이 발달하며 일련의 충상단층들에 의해 영월층군의 지층들이 반복되어 나타난다.

### 단양군
단양 고수동굴 주변에는 서쪽에서부터 고개 단층, 고수리 단층, 사평리 단층이라고 명명된 3개의 역단층이 발달한다. 이 단층들에 의해 조선 누층군 상부와 평안 누층군의 지층들이 충상되어 막골층과 평안 누층군 하부 지층들이 2회 반복 노출된다. 이들 3개의 단층들은 각동 단층과 주향이 거의 일치하며 각동 단층 남동쪽에서 평행하게 달리다가 단양군 북부에서 각동 단층에 합류한다. 막골층은 원래 하위의 지층들과 함께 고수동굴에서 동쪽으로 약 2 km 들어간 금곡리에 분포하나 고수리 역단층에 의해 변위되어 고수동굴을 포함한 막골층은 평안 누층군 함백산층에 대하여 상대적으로 수백 m 상승하여 단양읍 고수리에 다시 노출된다. 단양 고수동굴은 낙차 1,500 m의 고수리 단층의 상반에 있는 막골층 내에 발달한다.

### 문경시
문경시에는 조선 누층군 부곡리층이 중생대 쥐라기의 대동 누층군 단산층 위로 충상된 문경 단층, 조선 누층군 부곡리층의 상부 석회암층이 대동 누층군 단산층과 접하는 가은 단층, 부곡리층과 대가산 편마암이 접하는 막곡 단층 등이 있다.

## 지하자원

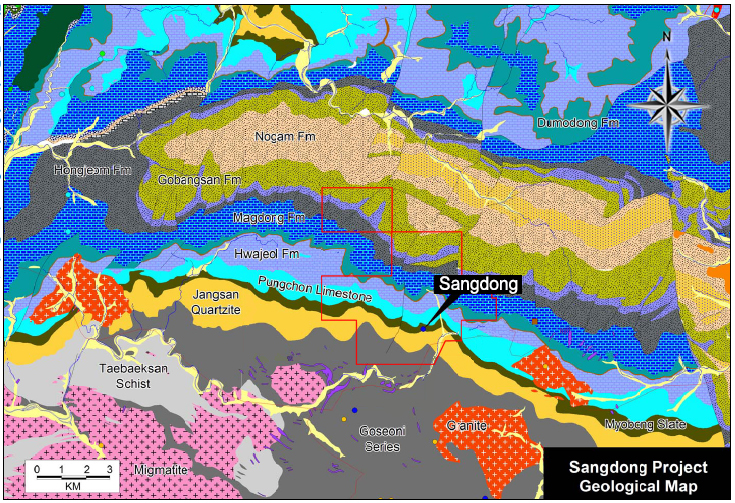
영월군의 상동광산 지질도

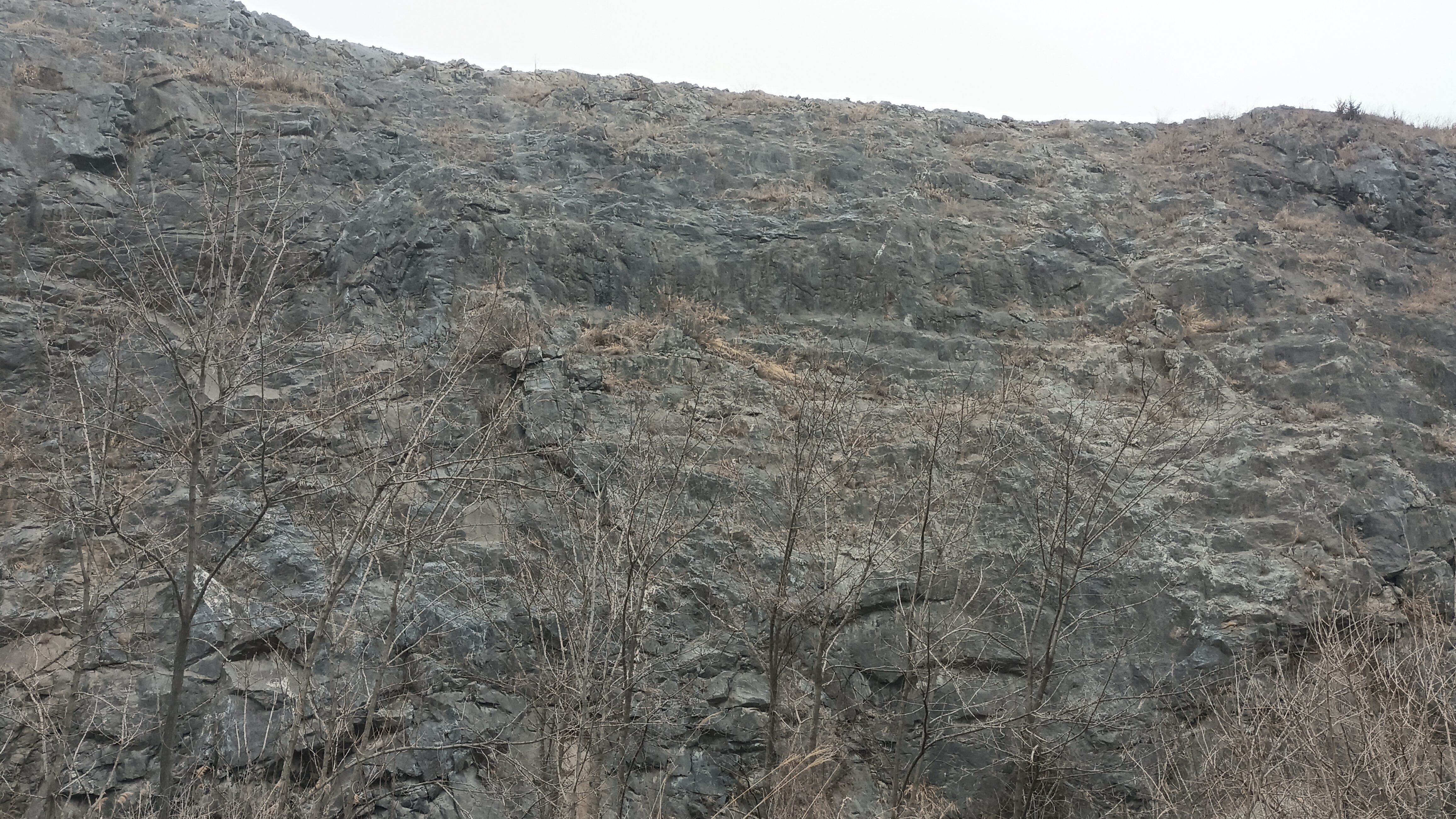
단양군 가곡면 여천리 석회석 채석장 부근의 삼태산층 석회암

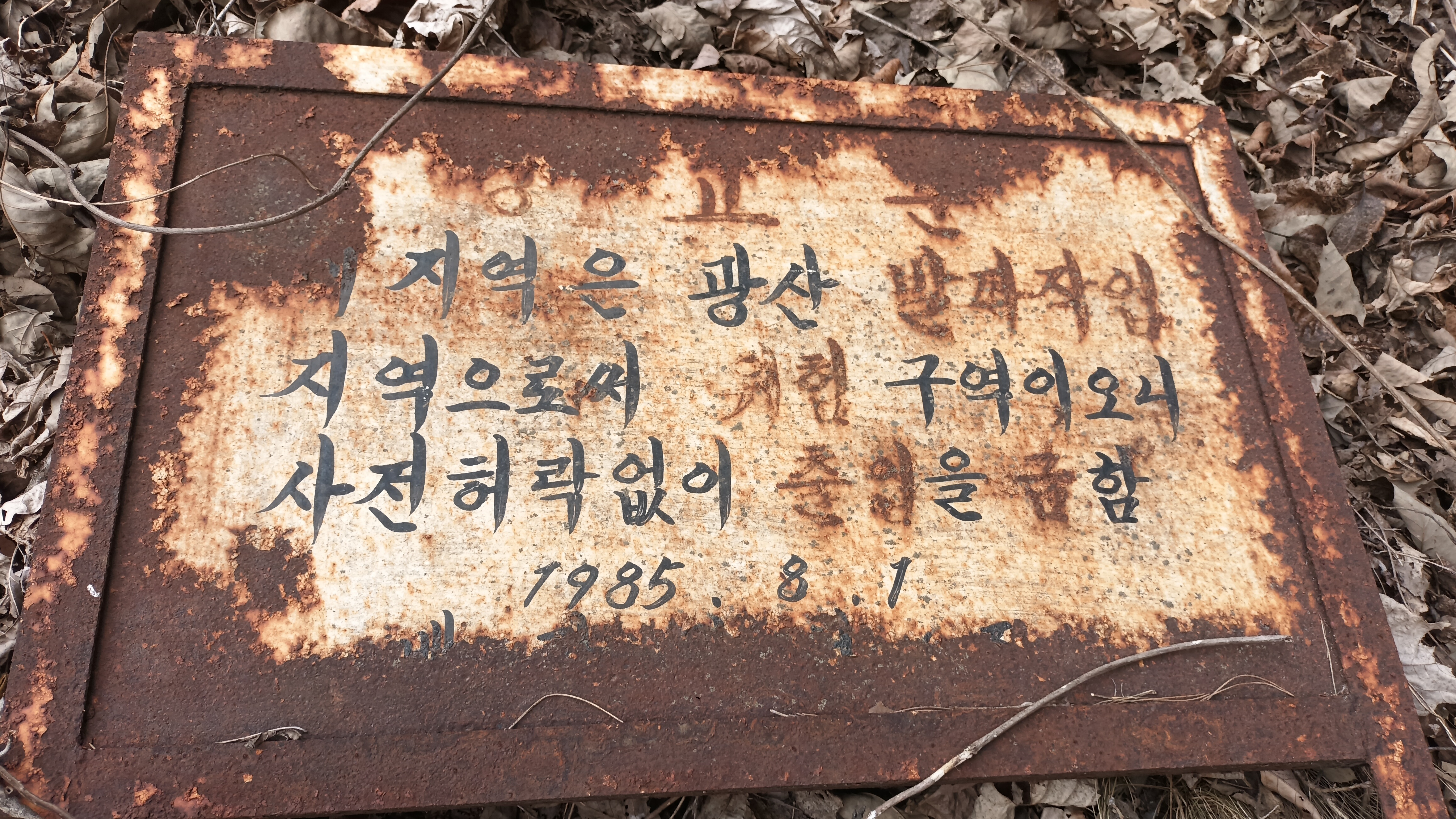
단양군 적성면 애곡리의 버려진 광산 발파작업 안내 표지판

태백산 분지는 대한민국의 주요 스카른 광상들이 밀집된 지역으로 화성암 관입과 관련하여 조선 누층군 내에 아연, 납, 텅스텐, 철, 구리, 몰리브데넘, 금, 은 등의 금속광상이 분포하여 이를 태백산 광화대라 부른다. 태백산 광화대의 금-은 광상들은 주로 조선 누층군을 모암(母巖)으로 한다. 대표적으로 영월군의 상동광산, 정선군의 신예미광상과 동남광상, 거도광상, 삼척시의 원동광상, 태백시의 가곡광상과 제1, 2연화광산 등이 있다. 태백산 분지의 천부 마그마-열수 시스템은 고태평양판의 섭입과 관련된 불국사 조산운동과 연계되어 있는 것으로 알려져 있다.

### 상동광산
상동광산(上東鑛山)은 강원특별자치도 영월군 상동읍에 위치한 세계 최대 규모의 텅스텐 광산으로 광화대는 조선 누층군 묘봉층 하부와 상부, 풍촌 석회암층, 세송층 하부 4개 구간에 발달한다. 상동광산의 텅스텐 광화대는 묘봉층 내의 몇 개의 판상으로 분포한다. 심부 화강암의 관입 당시, 묘봉층 내 석회암과 풍촌 석회암층의 경계부에 위치하는 석회암이 열수에 의하여 스카른 광상을 형성한 것으로 해석된다. 상동광산의 광화작용을 야기한 화성암은 광체로부터 700~900 m 하부에 위치하는 상동 화강암이며 일반적인 화강암체와 비교하여 텅스텐과 몰리브데넘이 부화(富化)되어 있다. 상동광산의 주요 광물은 회중석, 철-망가니즈중석, 휘수연석이며 부산물로 은, 금, 비스무트 광물이 산출된다.

### 정선군
정선군 내 조선 누층군과 관련된 지하자원으로는 막골층 내의 스카른 자철광상인 신예미 철광상, 묘봉층~화절층 내 철, 휘수연, 연-아연, 은, 망가니즈 스카른형 금속광상인 동남 철-몰리브데넘광상, 풍촌 석회암층의 탄산염암 층준을 교대한 열수 광상인 백전 금광상, 묘봉층과 풍촌 석회암층이 화강암 접촉부에서 변성(스카른화)된 동원 금광상, 막골층 내의 낙동 비소-비스무트광상, 풍촌 석회암층의 석회암 층준을 교대한 열수 광상인 왕제 안티모니광상, 장산 규암층에 발달한 공영 금-은광산 등이 있다.

### 삼척시
삼척시 내 조선 누층군과 관련된 지하자원으로는 백악기 석영반암과 막골층의 접촉부에 있는 접촉교대형 스카른 다중금속광상인 원동광상, 묘봉층과 풍촌 석회암층의 석회암을 교대하여 형성된 전형적인 스카른 광상인 제2연화광산, 풍촌 석회암층 내에 발달한 열수 광상인 삼조 금광산, 동점 규암층과 두무골층에 발달한 둔전 금-은-안티모니광상, 화절층과 풍촌 석회암층에 발달한 추동 금, 은광산 등이 있다.

### 제천시
제천시 내 조선 누층군과 관련된 지하자원으로는 쥐라기의 제천 화강암체와 조선 누층군 및 갑산층 내 석회암층과의 접촉부를 따라 발달하는 스카른 회중석 접촉교대광상인 동명 중석-휘수연광상, 조선 누층군의 석회암과 화강암 사이의 스카른 및 열수 광상인 우석광상, 조선 누층군 석회암을 교대한 당두 연-아연 광상 영월층군 삼태산층에 발달하고 현재 몰리브데넘을 개발하고 있는 NMC 몰랜드 광산 (구 금성 휘수연-중석광산) 등이 있다.

### 단양군
단양군 매포읍 매포리와 가곡면 여천리 일대에는 조선 누층군 삼태산층의 석회석 자원을 채굴하는 대규모 채석장이 있으며 현재도 운영되고 있다. 이외에 흥월리층과 삼태산층에 관입한 석영반암맥과 단층 파쇄대를 따라 산출되는 어상천 망가니즈광상, 조선 누층군 석회암 내에 발달하며 현재는 폐광된 우일 형석광산과 구미 형석광산 등이 있다.

## 관련 문학 작품

### 달이 내린 산기슭
《달이 내린 산기슭》은 2012년 4월 발행된 조선 누층군 흥월리층을 주제로 한 웹툰이다. 대한민국의 지질학자 손장원 교수가 연재한 이 만화는 젊은 지질학자 '오원경'이 강원도의 한 산길도로에서 만난, 흥월리층 지층을 모에화한 정령 '월리'와 함께 떠나는 여정을 그렸다. 웹툰에 등장하는 가상의 지질학자 '오원경'은 전국을 돌며 화석을 채집하여 판매하고, 화석안내서를 집필하기도 하는 인물로 충청북도 단양군을 둘러보던 중 오원경은 우연히 2001년 지질 조사 때 '사라진'(정확히는 지층명이 무효화된) 흥월리층의 정령을 만난다. 살아갈 곳을 잃은 흥월리층의 정령은 오원경과 함께 세상을 둘러보며 다른 안식처를 찾기 위한 여행길을 떠나게 되는 내용이다. 이 작품에는 주인공인 흥월리층을 포함해 장산 규암층, 세송층, 화절층, 동점층, 막골층 등 조선 누층군의 여러 지층들이 등장하며 석개재 단면과 상동광산도 언급된다.

## 같이 보기
- 한국의 지질
  - 삼척시의 지질
  - 태백시의 지질
  - 영월군의 지질
  - 평창군의 지질
  - 정선군의 지질
  - 강릉시의 지질
  - 문경시의 지질
  - 울진군의 지질
  - 봉화군의 지질
- 평안 누층군
- 옥천 누층군
- 경상 누층군
- 고생대 캄브리아기, 오르도비스기

### 내용주
1. 1 2  이병주 (2020년 3월). “땅_지반을 알게 하는 지질학(Geology) 남한은 어떤 암석으로 구성되어 있나 Ⅰ (서울, 경기도, 강원도, 충청도 지역)”. 《한국지반공학회》: 17-25.
2. 1 2  최선규; 최부갑; 안용환; 김태형 (2009년). “스카른 잠두 광체 예측을 위한 아연-연 광상 성인의 재검토 (Re-evaluation of Genetic Environments of Zinc-lead Deposits to Predict Hidden Skarn Orebody”. 《대한자원환경지질학회》 42 (4): 301-314.
3. ↑  Veevers, J. J. (2004년 12월). “Gondwanaland from 650–500 Ma assembly through 320 Ma merger in Pangea to 185–100 Ma breakup: supercontinental tectonics via stratigraphy and radiometric dating”. 《Earth-Science Reviews》 68 (1-2): 1-132. doi:10.1016/j.earscirev.2004.05.002.
4. ↑  Kwon, Y. K.; Chough, S. K.; Choi, D. K.; Lee, D. J. (2006년 11월). “Sequence stratigraphy of the Taebaek Group (Cambrian–Ordovician), mideast Korea”. 《Sedimentary Geology》 192 (1-2): 19-55. doi:10.1016/j.sedgeo.2006.03.024.
5. ↑  Lee, Yong Il; Choi, T.; Orihashi, Yuji (2016년). “Detrital zircon geochronology and Nd isotope geochemistry of the basal succession of the Taebaeksan Basin, South Korea: implications for the Gondwana linkage of the Sino-Korean (North China) block during the Neoproterozoic - early Cambrian”. 《Palaeogeography, Palaeoclimatology, Palaeoecology》 441: 770-786.
6. ↑  McKenzie, N. Ryan; Hughes, Nigel C.; Myrow, Paul M. (2011년). “Trilobites and zircons link north China with the eastern Himalaya during the Cambrian”. 《Geology》 39 (6): 591-594. doi:10.1130/G31838.1.
7. ↑  김명정 (2021년). “백령도 일대와 옥천변성대에 분포하는 신원생대 층의 지화학 및 지질연대학적 연구 (Geochemical and geochronological study of the Neoproterozoic layers distributed in the Baengnyeongdo area and Okcheon metamorphic belt)”. 부경대학교. 54-109쪽.
8. 1 2 3 4 5 6 7 8 9 10 11 12  권이균; 권유진; 여정민; 이창윤 (2019년). “전기 고생대 태백산분지의 분지 진화 (Basin Evolution of the Taebaeksan Basin during the Early Paleozoic)”. 《대한자원환경지질학회》 52 (5): 427-448. doi:10.9719/EEG.2019.52.5.427. ISSN 2288-7962.
9. 1 2 3 4 5  김령균; 노성한; 주성옥; 조경남; 우경식 (2019년 12월). “조선누층군 평창층군에 대한 층서적 위치의 재조명 (Stratigraphic implications of the Pyeongchang Group (Joseon Supergroup) in Korea)”. 《대한지질학회》 55 (6): 727-734. doi:10.14770/jgsk.2019.55.6.727.
10. ↑  한국지구과학회 (2001). 《지구과학개론》. 서울: 교학연구사.
11. ↑  민경덕; 조광은 (1995년). “중력탐사에 의한 삼척-태백간의 지하지질 및 지질구조 연구”. 《대한자원환경지질학회》 28 (1): 79-88.
12. ↑  이병주; 선우춘 (2004년). “한반도 중부지역의 암석 및 지질구조 특성”. 《한국터널공학회지》 6 (4): 59-76.
13. 1 2 3 4 5 6 7 8 9 10 11 12 13 14 15  장휘민; 유인창 (2021년 8월). “하부 고생대 조선누층군 층서 재고찰 (A review of the stratigraphy of the Lower Paleozoic Joseon Supergroup)”. 《대한지질학회》 57 (4): 495-521. doi:10.14770/jgsk.2021.57.4.495. ISSN 2288-7377.
14. 1 2 3 4 5 6 7 8 9 10 11 12 13  “MGEO 지질정보시스템 1:5만 지질도”. 한국지질자원연구원.
15. ↑  Gottsche, Carl (1884년). “Auffindung Cambrischer Schichten in Korea”. 《Zeitschrift der Deutschen Geologischen Gesellschaft》: 875-876.
16. ↑  Inoue, K. (1907년). “Geology and mineral resources of Korea”. 《Journal of the Geological Society of Japan》 19: 523-583.
17. ↑  “Geology of Neietsu District, Kogendo, Tyosen”. 《Journal of the Geological Society of Japan》: 112-122. 1940년.
18. 1 2 3 4 5 6 7 8  T. Kobayashi (1966년). “The Cambro–Ordovician formations and faunas of South Korea. Part X. stratigraphy of Chosen Group in Korea and South Machuria and its relation to the Cambro–Ordovician formations of other areas. Section. A, The Chosen Group of South Korea”. 《Journal of the Faculty of Science》 16: 1-84.
19. 1 2 3 4  Choi, Duck K.; Chough, Sung Kwun (2005년 6월). “The Cambrian-Ordovician stratigraphy of the Taebaeksan Basin, Korea: a review”. 《Geosciences Journal》 9 (2): 187-214. doi:10.1007/BF02910579.
20. 1 2 3 4 5 6 7  “태백산지구 지하자원 조사보고서”. 한국지질자원연구원. 1962년.
21. 1 2 3 4 5 6 7  최덕근 (1998년 12월). “The Yongwol Group (Cambrian-Ordovician) redefined: a proposal for the stratigraphic nomenclature of the Choson Supergroup”. 《Geosciences Journal》 2 (4): 220-234. doi:10.1007/BF02910166.
22. ↑  강계숙 (1997년). “忠淸北道 丹陽郡 一帶에 分布하는 下部 古生代層의 CONODONT 化石群과 그의 生層序 (충청북도 단양군 일대에 분포하는 하부 고생대층의 코노돈트 화석군과 그의 생층서)”. 공주대학교 대학원.
23. 1 2 3  Choi, Duck K.; Park, Tae-Yoon S. (2017년). “Recent advances of trilobite research in Korea: Taxonomy, biostratigraphy, paleogeography, and ontogeny and phylogeny”. 《Geosciences Journal》 21 (1): 891-911. doi:10.1007/s12303-017-0041-5. ISSN 1598-7477.
24. ↑  홍시환; 최무웅; 이금수; 김병우 (1990년). “천동동굴의 동굴환경에 관한 연구”. 《한국동굴학회》 23 (24): 1-41.
25. 1 2  Sohn, Jang Won; Choi, Duck K. (2007년 12월). “Furongian trilobites from the Asioptychaspis and Quadraticephalus zones of the Hwajeol Formation, Taebaeksan Basin, Korea”. 《Geosciences Journal》 11 (4): 297-314. doi:10.1007/BF02857047.
26. 1 2  Kim, Jeong Yul; Cheong, Chang Hi (1987년 6월). “The Precambrian-Cambrian Boundary in the East of the Dongjeom Fault, Gangweon-do, Korea (江原道 銅店斷層 東部에서의 先캠브리아-캠브리아系의 境界)”. 《대한지질학회》 23 (2): 145-158.
27. ↑  Kim, Jeong Yul (1991년 6월). “Stratigraphy of the Myeonsan Formation in Samchenggun, Kangwondo and Ponghwagun, Kyongsangbukdo (강원도 삼척군 및 경상북도 봉화군에 분포하는 면산층의 층서학적 연구)”. 《대한지질학회》 27 (3): 225-241.
28. 1 2 3 4 5  Choi, Duck K; Chough, Sung Kwun; Kwon, Yi Kyun; Lee, Seung-bae; Woo, Jusun (2004년 6월). “Taebaek Group (Cambrian-Ordovician) in the Seokgaejae section, Taebaeksan Basin: a refined lower Paleozoic stratigraphy in Korea”. 《Geosciences Journal》 8 (2): 125-151. doi:10.1007/BF02910190.
29. ↑  Lee, Yong Il; Ko, Hee Kyeong (1997년 4월). “Illite Crystallinity and Fluid Inclusion Analysis Across a Paleozoic Disconformity in Central Korea”. 《Clays and Clay Minerals》 45 (2): 147-157.
30. ↑  生層序帶(Biozone) : 특정한 화석의 산출에 의해 구분되는 구간
31. ↑  최덕근; 조성권 (2005년 6월). “The Cambrian-Ordovician stratigraphy of the Taebaeksan Basin, Korea: a review”. 《Geosciences Journal》 9 (2): 187-214. doi:10.1007/BF02910579.
32. ↑  Kim, Yongin; Lee, Yong Il (2006년 12월). “Early evolution of the Duwibong Unit of the lower Paleozoic Joseon Supergroup, Korea: A new view”. 《Geosciences Journal》 10 (4). doi:10.1007/BF02910434.
33. ↑  이용일; 최태진; 임현수 (2016년 2월). “Depositional age and petrological characteristics of the Jangsan Formation in the Taebaeksan Basin, Korea-revisited (태백산분지에 분포하는 장산층의 퇴적시기 및 암석 특성 재고찰)”. 《대한지질학회》 52 (1): 67-77. doi:10.14770/jgsk.2016.52.1.67.
34. ↑  조성권; 이동진; 이진한; 조석주; 우주선 (2016년 12월). “Comment on "Depositional age and petrological characteristics of the Jangsan Formation in the Taebaeksan Basin, Korea-revisited" by Lee, Y.I., Choi, T. and Lim, H.S. ("태백산분지에 분포하는 장산층의 퇴적시기 및 암석 특성 재고찰"에 대한 반론)”. 《대한지질학회》 52 (6): 961-967. doi:10.14770/jgsk.2016.52.6.961.
35. ↑  이용일; 최태진; 임현수 (2016년 12월). “Reply to the comment on "Depositional age and petrological characteristics of the Jangsan Formation in the Taebaeksan Basin, Korea-revisited" by Lee, Y.I., Choi, T. and Lim, H.S. ("태백산분지에 분포하는 장산층의 퇴적시기 및 암석 특성 재고찰" 에 대한 반론에 대한 답변)”. 《대한지질학회》 52 (6): 969-973. doi:10.14770/jgsk.2016.52.6.969.
36. 1 2  Woo, Jusun; Chough, Sung Kwun; Shinn, Y. J.; Kwon, Y. K. “The Jangsan and Myeonsan formations (Early Cambrian) of the Taebaek Group, mideast Korea: depositional processes and environments”. 《Geosciences Journal》. doi:10.1007/BF02910331.
37. ↑  Chough, Sung Kwun; Woo, Jusun; Kwon, Yi Kyun; Lee, Hyun Suk (2022년 10월). “The Jangsan Formation refined”. 《Geosciences Journal》 26 (5): 545-554. doi:10.1007/s12303-022-0006-1. ISSN 1598-7477.
38. ↑  김정률 (1991년 6월). “Stratigraphy of the Myeonsan Formation in Samchenggun, Kangwondo and Ponghwagun, Kyongsangbukdo (강원도 삼척군 및 경상북도 봉화군에 분포하는 면산층의 층서학적 연구)”. 《대한지질학회》 27 (3): 22-245.
39. ↑  박찬혁; 유재형; 오민규; 이길재; 이기연 (2022년). “분광분석과 기계학습기법을 활용한 조선누층군 타이타늄 함유 면산층 탐지 (Detection of Titanium bearing Myeonsan Formation in the Joseon Supergroup based on Spectral Analysis and Machine Learning Techniques)”. 《대한자원환경지질학회》 55 (2): 197-207. doi:10.9719/EEG.2022.55.2.197.
40. ↑  박찬혁; 유재형; 오민규; 이길재; 이기연 (2022년). “분광분석과 기계학습기법을 활용한 조선누층군 타이타늄 함유 면산층 탐지 (Detection of Titanium bearing Myeonsan Formation in the Joseon Supergroup based on Spectral Analysis and Machine Learning Techniques)”. 《대한자원환경지질학회》 55 (2): 197-207. doi:10.9719/EEG.2022.55.2.197.
41. ↑  “무려 8,500만 톤! 대규모 티타늄 광맥 발견”. YTN. 2023년 1월 16일.
42. ↑  “'꿈의 소재' 티타늄 대규모 광맥...광산 개발되나?”. YTN. 2023년 1월 16일.
43. ↑  한갑수 (1969년). “연화광산(蓮花鑛山)의 지질광상(地質鑛床) (Geology and Ore Deposits of Yeonhwa Mine)”. 《Journal of the Korean Institute of Mining Geology》 2 (3): 47-57.
44. ↑  정창희 (1969년 3월). “Stratigraphy and Paleontology of the Samcheog Coalfield, Gangweondo, Korea (Ⅰ) (江原道 炭三田陟의 層序 및 古生物)”. 《대한지질학회》 5 (1): 13-55.
45. ↑  이하영; 노동섭; 이병수; 이명석 (1992년 12월). “Small Shelly Fossils and Conodonts from the Myobong and Daegi Formations in Baegunsan Syncline, Yeongwol-Jeongseon Area, Kangwon-Do (강원도 영월-정선지역의 백운산향사대에 분포하는 묘봉층과 대기층에 대한 미화석연구)”. 《한국고생물학회》 8 (2): 140-163.
46. ↑  Kang, Imseong; Choi, Duck K. (2007년 12월). “Middle cambrian trilobites and biostratigraphy of the daegi formation (Taebaek Group) in the Seokgaejae section, Taebaeksan Basin, Korea”. 《Geosciences Journal》 11 (4): 279-296. doi:10.1007/BF02857046.
47. ↑  Park, Tae Yoon; Han, Zuozhen; Bai, Zhiqiang; Choi, Duck K. (2008년 8월). “Two middle Cambrian trilobite genera, Cyclolorenzella Kobayashi, 1960 and Jiulongshania gen. nov., from Korea and China”. 《Alcheringa: An Australasian Journal of Palaeontology》 32 (3): 247-269. doi:10.1080/03115510802096135.
48. ↑  박태윤; 김지훈; 최덕근 (서울대학교) (2009년 12월). “태백시 북부 가덕산에서 발견된 세송층 최하부의 중기 캄브리아기 삼엽충 화석군 (A middle Cambrian trilobite fauna from the lowermost part of the Sesong Formation at Gadeoksan, northern part of Taebaek)”. 《한국고생물학회》 25 (2): 119-128.
49. ↑  손장원; 최덕근 (2005년 12월). “태백층군 세송층과 화절층의 후기 캄브리아기 삼엽충 생층서대 재정립 (Revision of the Upper Cambrian Trilobite Biostratigraphy of the Sesong and Hwajeol Formations, Taebaek Group, Korea)”. 《한국고생물학회》 21 (2): 195-200.
50. ↑  이병수 (1989년 9월). “Conodonts from the Upper Hwajeol Formation (Upper Cambrian-Lowest Ordovician) in Northern District of Taebaeg City, Kangweon-Do, Korea (江原道 太白市 北部地域의 上部 花折層(上部 캄브리아-最下部 오오도비스系)에서 產出된 코노돈트 化石群)”. 《대한지질학회》 25 (3): 322-336.
51. ↑  이병수 (1990년 6월). “Conodont Fauna of the Hwajeol Formation (Upper Cambrian-Lowest Ordovician) in the Sabuk Area, Kangweon-do and Its Implication on Stratigraphy (江原道 舍北地域에 분포하는 花折層(上部 캄브리아-最下部 오르도비스系)의 코노돈트 化石群과 그의 層序的 意義)”. 《대한지질학회》 26 (3): 293-303.
52. ↑  이병수 (1992년 12월). “Additional Conodonts from the Cambrian-Ordovician Boundary Beds in the Paekunsan Syncline (白雲山向斜 캄브리아-오르도비스系 境界部의 코노돈트 追加)”. 《대한지질학회》 28 (6): 590-603.
53. ↑  이병수; 이종덕 (1993년 12월). “白雲山向斜地域 캄브리아-오르도비스系 경계부 설정을 위한 코노돈트 生層序 再硏究 (A Reassessment on Conodont Biostratigraphy of the Cambrian-Ordovician Boundary Sections in the Paekunsan Syncline)”. 《한국고생물학회》 9 (2): 155-165.
54. ↑  Lee, Byung Su; Seo, Kwang Soo (2008년 9월). “Conodonts from the Hwajeol Formation (Upper Cambrian) in the Seokgaejae area, southeast margin of the Taebaeksan Basin”. 《Geosciences Journal》 12 (3): 233-242. doi:10.1007/s12303-008-0024-7.
55. ↑  Lee, Byung Su; Bak, Young Suk (2015년 12월). “Revision of the conodont zonation of the uppermost Hwajeol Formation (Furongian), Taebaeksan Basin, Korea”. 《Geosciences Journal》 19 (4): 621-630. doi:10.1007/s12303-015-0013-6.
56. ↑  박세화 (2021년). “태백층군 원평층의 암층서 및 퇴적역사 분석”. 공주대학교 대학원.
57. ↑  Lee, Seung Bae; Choi, Duck K. (2007년 11월). “Trilobites of the Pseudokoldinioidia Fauna (Uppermost Cambrian) from the Taebaek Group, Taebaeksan Basin, Korea”. 《Journal of Paleontology》 81 (6): 1454-1465.
58. ↑  Kwon, Y.K.; Chough, Sung Kwun; Choi, Duck K.; Lee, D.J. (2006년). “Sequence stratigraphy of the Taebaek Group (Cambrian–Ordovician), mideast Korea”. 《Sedimentary Geology》 192 (1-2): 19-55. doi:10.1016/j.sedgeo.2006.03.024.
59. 1 2  “丹陽 地質圖幅說明書 (단양 지질도폭설명서)”. 한국지질자원연구원. 1967년.
60. ↑  김건호; 최덕근; 이창진 (1991년 12월). “Trilobite Biostratigraphy of the Dumugol Formation (Lower Ordovician) of Dongjeom Area, Korea (동점지역 두무골층(하부 오르도비스계)의 삼엽충 생층서)”. 《한국고생물학회》 7 (2): 106-115.
61. ↑  Lee, Ha Young (1976년 12월). “Conodonts from the Maggol- and the Jeongseon Formation(Ordovician), Kangweon-Do, South Korea (南韓 江原道에 分布된 莫洞石炭岩과 旌善石炭岩(오르도비스紀)으로부터 產出된 코노돈트 化石群)”. 《대한지질학회》 12 (4): 151-181.
62. 1 2 3  이경우; 이하영 (1990년 12월). “Conodont Biostratigraphy of the upper Choseon Supergroup in Jangseong-Dongjeom Area, Gangwon-do (강원도 장성-동점지역에 분포하는 상부 조선누층군의 코노돈트 생층서)”. 《한국고생물학회》 6 (2): 188-210.
63. ↑  이병수; 이종덕; 박영숙 (1997년 6월). “옥동-영춘 지역의 오르도비스기 막골석회암의 코노돈트 생층서 (Ordovician Conodont Biostratigraphy of the Maggol Limestone in the Ogdong- Yeongchun Area)”. 《한국고생물학회》 13 (1): 37-50.
64. 1 2  김유홍 (2011년). “강릉·주문진도폭 지질조사보고서”. 한국지질자원연구원. 1-76쪽.
65. ↑  박영록; 조경남 (강원대학교); 백인성; 김현주 (부경대학교); 임현수; 강희철; 신숭원; 김현정; 하수진; 하상민 (부산대학교); 김종선 (전남대학교); 조형성 (경상대학교) (2019년 12월). 《강원권 지질유산 발굴 및 가치평가 (Assessment of the value and distribution of Geological Heritages in Gangwon Province)》. 국립공원공단, 대한지질학회.
66. ↑  Yun, Cheol Soo (2011년 12월). “Ordovician cephalopods from the Jigunsan Formation, Taebaek-Yeongwol, Korea”. 《한국고생물학회》 27 (2): 149-259.
67. ↑  Kobayashi, T. (1934년). “The Cambro-Ordovician formations  and faunas of south Chosen. Palaeontology, Part 2, Lower  Ordovician faunas”. 《Journal of the Faculty Science》: 521-585.
68. ↑  Choi, Duck K.; Kim, D. H.; Sohn, J. W. (2000년 7월). “Ordovician trilobite faunas and depositional history of the Taebaeksan Basin, Korea: implications for palaeogeography”. 《Alcheringa: An Australasian Journal of Palaeontology》 25 (1): 53-68. doi:10.1080/03115510108619213. As no formal trilobite zonation has been previously suggested for the Darriwilian Chigunsan Formation, the term Dolerobasilicus fauna is employed in this study based on the dominant occurrence of Dolerobasilicus.
69. ↑  이융남; 이하영 (1986년 12월). “Conodont Biostratigraphy of the Jigunsan shale and Duwibong Limestone in the Nokjeon-Sandong area, Yeongwol-gun, Kangwondo, Korea (江原道 寧越郡 碌田-上東間에 分布하는 織雲山세일과 斗圍峰石炭岩의 코노돈트 化石群)”. 《한국고생물학회》 2 (2): 114-136.
70. ↑  이승배 (2017년). “석개재 전기 고생대 퇴적층 단면의 지질유산적 가치와 보전 및 활용방안” (PDF). 《Korean Journal of Cultural Heritage Studie》 50 (3): 126-145.
71. 1 2  김정환; 고희재; 이종대 (1991년). “강원도(江原道) 영월(寧越) - 예미지역(禮美地域)의 지질구조(地質構造) (Geological Structures of Yeongweol - Yemi Area, Kangweon-do, Korea)”. 《대한자원환경지질학회 광산지질》 24 (2): 167-176.
72. ↑  이하영; 유강민; 이종덕 (1986년 3월). “Sedimentological, Stratigraphical and Paleontological Study on the Sambangsan Formation and Its Adjacent Formations in the Yeongweol-Pyeongchang Area, Kangweondo (江原道 寧越-平昌間에 分布하는 三方山層과 이에 隣接한 堆積層의 堆積, 層序 및 古生物學的 硏究)”. 《대한지질학회》 22 (1): 69=86.
73. ↑  김정환; 이종대 (1991년 10월). “Geological Structures of the Yemi Area, Kangweon-do, Korea (江原道 禮美地域의 地質構造)”. 《대한지질학회》 27 (5): 500-514.
74. 1 2 3 4 5  장이랑 (2012년). “영월스러스트시스템의 구조기하학적 형태 해석 연구 (Structural geometry of the Yeongwol thrust system, Taebaeksan zone, Korea)”. 연세대학교 대학원.
75. ↑  최덕근 (2014년). 《한반도 형성사》. 서울대학교출판문화원. 79쪽. ISBN 978-89-521-1626-0.
76. 1 2 3 4 5  권이균 (2012년). “전기고생대 태백산분지 영월층군의 순차층서 연구를 통한 고지리적 추론 (Sequence Stratigraphy of the Yeongweol Group (Cambrian-Ordovician), Taebaeksan Basin, Korea: Paleogeographic Implications)”. 《대한자원환경지질학회》 45 (3): 317-333. doi:10.9719/EEG.2012.45.3.317.
77. ↑  김인석; 정창희; 이하영 (1985년 3월). “Trilobites from the Sambangsan Formation in the eastern side of the Pyeongchang Area, Kangweon-Do, South Korea (남한 강원도 평창 삼방산 지역에 분포하는 삼방산층에서 산출된 삼엽충화석군)”. 《대한지질학회》 21 (1): 45-49.
78. ↑  이병수; 이하영; 정종균; 이성주 (1991년 12월). “Microfossils from the Sambangsan formation in The Yeongwol Area, Kangwondo and its stratigraphic Implication (江原道 寧越地域의 三方山層에서 산출된 微化石과 그의 層序的 意義)”. 《한국고생물학회》 7 (2): 116-137.
79. ↑  최덕근; 이정구; 최석영 (1999년 12월). “Middle Cambrian Trilobites from the Sambangsan formation in Yeongwol Area, Korea (삼방산층에서 산출된 중기 캄브리아기 삼엽충)”. 《한국고생물학회》 15 (2): 134-144.
80. ↑  홍발; 최덕근; 조문섭; 정원석; 이기욱 (2014년 10월). “영월 덕상 단면의 삼방산층 저어콘 연령분포와 캄브리아기 제3세 마차리층 삼엽충이 알려주는 고지리적 정보 (Detrital zircon age spectra of the Sambangsan Formation and Cambrian Epoch 3 trilobites of the Machari Formation from the Deoksang Section, Yeongwol, Korea and their paleogeographic implications)”. 《대한지질학회 2014 추계지질과학연합학술대회》.
81. ↑  최석영; 최덕근 (1997년 9월). “삼방산층에서 산출된 중기 캠브리아기 삼엽충과 그 층서적 의의”. 《대한지질학회 제52차 정기총회 및 학술발표회》: 18-19.
82. ↑  최덕근; 이정구; 최석영 (1999년 12월). “Middle Cambrian Trilobites from the Sambangsan formation in Yeongwol Area, Korea (삼방산층에서 산출된 중기 캄브리아기 삼엽충)”. 《한국고생물학회》 15 (2): 134-144.
83. 1 2 3 4  정창희 (1979년). “平昌·寧越 地質圖幅說明書 (평창·영월 지질도폭설명서)”. 한국지질자원연구원.
84. 1 2 3  이하영; 유강민; 이종덕 (1986년 3월). “Sedimentological, Stratigraphical and Paleontological Study on the Sambangsan Formation and Its Adjacent Formations in the Yeongweol-Pyeongchang Area, Kangweondo (江原道 寧越-平昌間에 分布하는 三方山層과 이에 隣接한 堆積層의 堆積, 層序 및 古生物學的 硏究)”. 《대한지질학회》 22 (1): 69-86.
85. ↑  이정구 (1995년). “Late cambrian trilobites from the Machari formation, Yeongweol, Korea (영월지역 마차리층에서 산출된 후기 캄브리아기 삼엽충의 분류와 생층서)”. 서울대학교 대학원.
86. ↑  “태백산지구 지하자원 조사보고서 : 석회석편”. 대한지질학회. 1962년.
87. ↑  최덕근; 김은영. “Occurrence of Changshania (Trilobita, Cambrian) in the Taebaeksan Basin, Korea and its stratigraphic and paleogeographic significance”. 《Palaeogeography, Palaeoclimatology, Palaeoecology》 242 (3-4): 343-354. doi:10.1016/j.palaeo.2006.07.002.
88. 1 2  “Glyptagnostus and Associated Trilobites from the Machari Formation, Yeongwol, Korea (강원도 영월지역 마차리층에서 산출된 Glyptagnostus 및 수반 삼엽층)”. 《한국고생물학회》 10 (1): 117-136. 1994년 6월.
89. 1 2  이정구; 최덕근 (1995년 6월). “Late Cambrian Trilobites from the Machari formation, Yeongwol-Machari Area, Korea (영월-마차리 지역의 마차리층에서 산출된 후기 캄브리아기 삼엽충)”. 《한국고생물학회》 11 (1): 1-46.
90. 1 2 3  “Trilovites from the Pseudoyuepingia Asaphoides zone (Late Cambrian) of the Machari formation near Gamaesil village, Yeongweol, Korea (영월군 북면 가매실 부근에 분포하는 마차리층의 Pseudoyuepingia asaphoides 대에서 산출된 후기 캄브리아기 삼엽충)”. 《한국고생물학회》 12 (2): 145-167. 1996년 12월.
91. ↑  이정구; 최덕근 (1997년 6월). “Occurrence of Proceratopyge (Trilobita, Late Cambrian) from the Glyptagnostus reticulatus zone of the Machari Formation, Yeongwol, Korea (마차리층의 Glyptagnostus reticulatus대에서 산출된 후기 캄브리아기 삼엽층 Proceratopyge)”. 《한국고생물학회》 13 (1): 86-90.
92. 1 2  Hong, Paul S; Jeong Gu Lee; Choi, Duck K (2003년 9월). “Trilobites from the Lejopyge armata Zone (upper Middle Cambrian) of the Machari Formation, Yongwol Group, Korea”. 《Journal of Paleontology》 77 (5): 895-907.
93. 1 2 3  최덕근; 조성권 (2005년 6월). “The Cambrian-Ordovician stratigraphy of the Taebaeksan Basin, Korea: a review”. 《Geosciences Journal》 9 (2): 187-214. doi:10.1007/BF02910579.
94. ↑  정직한; 최덕근 (2007년 6월). “영월군 북면 갈골 마차리층에서 산출된 후기 캄브리아기 삼엽충 Pseudagnostus josepha (Hall, 1863)의 개체발생과정과 형태학적 분석 (Ontogeny and Morphometric Analysis of the Furongian Trilobite Pseudagnostus josepha (Hall, 1863) from the Machari Formation, Galgol, Yeongwol, Korea”. 《한국고생물학회》 23 (1): 93-103.
95. ↑  홍발 (2014년 8월). “Cambrian Series 3 trilobites from the lower part of the Machari Formation, Deoksang section, Yeongwol, Korea (영월 덕상 단면 마차리층 하부에서 산출된 캄브리아기 제3통 삼엽충)” (PDF).
96. ↑  이하영 (연세대학교) (1975년 9월). “Conodonts from the Upper Cambrian formations, Kangweon-Do, South Korea (南韓, 江原道地域의 上部캠브리아系에서 產出된 코노돈트 化石群)”. 《대한지질학회》 11 (3): 172-185.
97. ↑  “Conodonts from the Machari Formation(Middle ?-Upper Cambrian) in the Yeongweol Area, Kangweon-do, Korea (江原道 寧越地域, 磨磋里層(中?-上部 캄브리아系)의 코노돈트 化石群)”. 《대한지질학회》 27 (8): 394-408. 1991년 8월.
98. 1 2  박수인; 이희권; 이상헌 (2000년). “강원 지역에 분포하는 석회석 자원의 특성과 부존환경: 영월읍 북부 지역의 중기 석탄기 요봉층을 중심으로 (Characteristics and Distribution Pattern of Carbonate Rock Resources in Kangwon Area: The Middle Carboniferous Yobong Formation in the Northern Part of Yeongwoleup, Kangwon, Korea)”. 《한국지구과학회》 21 (5): 583-594.
99. ↑  원문주; 이하영 (1977년 6월). “Age and Biostratigraphy of the Mungog(Samtaesan) Formation by means of the Conodont fauna (Conodont 化石群에 의한 文谷層(三台山層)의 時代와 層序對比)”. 《대한지질학회》 13 (2): 97-107.
100. ↑  백인성; 우경식; 정공수 (1991년 8월). “Stratigraphic, Sedimentologic and Paleontologic Investigation of the Paleozoic Sedimentary Rocks in Yeongweol and Gabsan Areas : Depositional Environments of the Lower Ordovician Mungok Formation in the Vicinity of Yeongweol (강원도 마차리 및 충북 갑산지역에 분포하는 고생대 퇴적암에 관한 층서, 퇴적 및 고생물학적 연구: 영월부근 문곡층(하부 오르도비스기)의 퇴적환경)”. 《대한지질학회》 27 (4): 357-370.
101. 1 2 3 4  장이랑; 정희준 (2019년). “옥천대 북서부 태백산지역 평창-정선일대 지질구조의 기하학적 형태 해석 (Sturctural Geometry of the Pyeongchang-Jeongseon Area of the Northwestern Taebaeksan Zone, Okcheon Belt)”. 《대한자원환경지질학회》 52 (6): 541-554. doi:10.9719/EEG.2019.52.6.541. ISSN 2288-7962.
102. ↑  Hukasawa, T. (1943년). “Geology of Heisyo District, Kogendo, Tyosen”. 《Journal of the Geological Society of Japan》. 29-43쪽.
103. ↑  손치무; 정지곤 (1971년 9월). “Geology of the Northwestern Part of Pyeongchang District, Gangweon-do, Korea (平昌北西部의 地質)”. 《대한지질학회》 7 (3): 143-152.
104. 1 2  이흥기 (2016년). “옥천대 주천-평창 지역 지질구조의 기하학적 형태 및 키네마틱스 연구 (Structural geometry and kinematics of the Jucheon-Pyeongchang area of the Okcheon belt, Korea)”. 연세대학교 대학원.
105. ↑  Hisakoshi, S. (1943) Geology of Seizen (Jeongseon) district, Kogendo, Tyosen. Journal of the Geological Society of Japan, 50, 269–277.
106. ↑  손치무; 정지곤 (1977년). “평창(平昌)-정선일대(旌善一帶)의 지질구조(地質構造) 규명(糾明) (On the Geologic Structure of Pyeongchang-Jeongseon Area)”. 《Journal of the Korean Institute of Mining Geology》 10 (4): 165-175.
107. 1 2  Cheong, C.H.; Lee, H.Y.; Ko, I.S.; Lee, J.D (1979년). “A study on stratigraphy and sedimentological environments of the lower Paleozoic sequences in South Korea (chiefly in Jeongseon area)”. 《Journal of National Academy of Sciences》.
108. 1 2 3  Lee, Byung Su (2018년). “Recognition and significance of the Aurilobodus serratus conodont Zone (Darriwilian) in lower Paleozoic sequence of the Jeongseon–Pyeongchang area, Korea”. 《Geosciences Journal》 22 (5): 683-696. doi:10.1007/s12303-018-0032-1. ISSN 1598-7477.
109. 1 2 3  Lee, Byung Su (2019년 10월). “Upper Ordovician (Sandbian) conodonts from the Hoedongri Formation of western Jeongseon, Korea”. 《Geosciences Journal》 23 (5): 695-705. doi:10.1007/s12303-019-0009-8. ISSN 1598-7477.
110. 1 2  Lee, Byung Su (2020년). “Conodonts from the ‘Lower Limestone’ and Haengmae Formation in western Jeongseon, Korea and their implication for lithostratigraphic correlation”. 《Geosciences Journal》 24 (2): 113-120. doi:10.1007/s12303-019-0034-7. ISSN 1598-7477.
111. 1 2 3  이병수 (2020년 6월). “정선-평창지역 하부 고생대층(정선석회암, 행매층, 회동리층)의 코노돈트 생층서 연구 (Conodont biostratigraphic study of the Lower Paleozoic strata(Jeongseon Ls., Haengmae and Hoedongri Fns.), Jeongseon-Pyeongchang area)”. 전북대학교.
112. ↑  “정선 북서지역의 고생대 탄산염암: 정선석회암, 행매층, 회동리층의 층서적 구분이 가능한가? (Early Paleozoic Carbonate Rocks in the Northwestern Jeongseon Area: Any Stratigraphic Meaning of the Jeongseon, Haengmae and Hoedongri Formations?)”. 2012 추계지질과학연합학술대회 초록집, 대한지질학회, 대한자원환경지질학회, 한국고생물학회, 한국광물학회, 한국암석학회, 한국지구물리·물리탐사학회. 2012년 10월. 89쪽.
113. ↑  우경식; 주성옥 (2016년 10월). “조선누층군 용탄층군 내 행매층의 층서적, 퇴적학적 의미 (Stratigraphic and sedimentological meaning the the Haengmae Formation in Yongtan Group, Joseon Supergroup, Korea)”. 《대한지질학회 2016 추계지질과학연합학술대회》: 99.
114. ↑  김남수; 최성자; 송윤구; 박채원; 최위찬; 이기욱 (2020년). “평창-정선 일대 "행매층"의 분포와 층서적 의의”. 《대한자원환경지질학회》 53 (4): 383-395. doi:10.9719/EEG.2020.53.4.383. ISSN 2288-7962.
115. ↑  이하영 (1980년 6월). “Discovery of Silurian Conodont Fauna from South Korea (韓國의 사일루리안 코노돈트 발견)”. 《대한지질학회》 16 (2): 114-123.
116. 1 2  김인혜 (2016년). “Refined and newly defined lithostratigraphy of the Mungyeong Group (Cambrian-Ordovician), Taebaeksan Basin, Korea (전기 고생대 조선 누층군 문경층군의 암층서적 재분류)”. 공주대학교 대학원.
117. ↑  Aozi, Kiyohiko (1942년 2월). “Geology of Bunkei District in Tyosen with Special Reference to the Stratigraphy of the Tyosen Group”. 《The Journal of the Geological Society of Japan》.
118. ↑  “聞慶 地質圖幅說明書 (문경 지질도폭설명서)”. 한국지질자원연구원. 1967년.
119. ↑  이하영 (1989년 8월). “경상북도 문경탄전에 분포하는 하부고생대의 층서 고생물학적인 연구 (특히 코노돈트 화석군 연구를 중심으로) Stratigraphy and Paleontology of the Lower Paleozoic Sequence in the Munkyeong Coalfield, Kyungsangbukdo；Chiefly with the Study on Conodont Fauna”. 연세대학교.
120. ↑  이하영; 이경진; 이명석 (1993년 12월). “Conodonts from the Lower Paleozoic Strata in Mungyeong Area, Gyeongsangbuk-do, Korea, and their Biostratigraphic and Bioprovincial Implications (경북 문경지역의 하부 고생대 지층에서 산출된 코노돈트 미화석에 대한 생층서 및 생물지리구 고찰)”. 《대한지질학회》 29 (6): 507-523.
121. ↑  김황순; 서종철 (2013년 3월). “문경시 호계면 일대의 카르스트 지형 연구 (Research on Karst Landforms in Hogye, Mungyeong)”. 《한국지형학회》 20 (1): 1-9.
122. ↑  이하영 (1987년 12월). “Discovery of the Early Cambrian Small Shelly Fossils from the Choseon supergroup at the Kurangni Area, Mungyeong-kun, South Korea (慶尙南道 聞慶郡 九郎里地域에 分布하는 朝鮮累層群에서 發見된 初期 캄브리아紀 殼質微化石群)”. 《한국고생물학회》. 93-107쪽.
123. ↑  Oh, Yeongju; Lee, Dong Chan; Lee, Dong Jin; Lee, Jeong Gu (2021년). “Cambrian helcionelloids (univalved molluscs) from the Korean Peninsula: systematic revision and biostratigraphy”. 《Alcheringa: An Australasian Journal of Palaeontology》 45 (2): 127-139. doi:10.1080/03115518.2021.1929479.
124. ↑  이대영; 이하영 (1985년 12월). “An Occurence of the Trilobite Species, Redlichia Nobilis Walcott From the Gurangri Formation in the Mungyeong Area, Gyeongsangbukdo, South Korea (南韓 慶尙北道 聞慶郡 南部地域에 分布하는 九郞里層에서 産出된 Redlichia nobilis (三葉虫化石))”. 《한국고생물학회》 1 (2): 159-165.
125. ↑  이하영; 이경진; 이명석 (1993년 6월). “Revision and addition on the Cambrian Microfauna from the Kurangni area, Mungyeong-gun, Gyeongsangbuk-do, South Korea (경상북도 문경군 구랑리지역에 분포하는 캠브리아기 지층에서 산출된 미화석군에 대한 재고 및 추가”. 《한국고생물학회》 9 (1): 62-76.
126. ↑  이창숙 (2004년). “Small shelly microfossils from the Choseon Supergroup, Mungyeong, Korea (문경형 조선누층군 캄브리아계에서 나타나는 소형패각화석에 대한 연구)”. 경북대학교 대학원.
127. ↑  Yoon, Woon Sang; Lee, Dong Chan; Hong, Paul S.; Lee, Seung Bae; Hong, Jong Sun; Lee, Jeong Gu (2022년). “Redlichia nobilis Walcott, 1905, the oldest trilobite in South Korea: age and morphologic restoration by strain analysis”. 《Geosciences Journal》 26 (3): 305-322. doi:10.1007/s12303-021-0036-0.
128. ↑  윤석규 (1963년). “蔚珍 地質圖幅說明書 (울진 지질도폭설명서)”. 한국지질자원연구원.
129. ↑  김련; 우경식; 김봉현; 박재석; 박헌영; 정혜정; 이종희 (2010년). “성류굴(천연기념물 제155호)의 과학적 중요성 (Scientific Significances of the Seongryu Cave (Natural Monument No. 155)”. 국립문화재연구원. 236-259쪽. doi:10.22755/kjchs.2010.43.1.236.
130. ↑  김옥준 (1963년). “三斤里 地質圖幅說明書 (삼근리 지질도폭설명서)”. 한국지질자원연구원.
131. ↑  황덕환, A. J. Reedman (1975) 삼한 장군 광산 지질 조사 보고서. 한국 지질 광물 연구소, 지질 광물 조사 보고서, 9-30.
132. 1 2  김기영; 김형식; 오창환; 박찬수; 강지훈; 류영복 (1996년). “장군봉 일대 선캠브라아대~고생대 변성퇴적암류의 다변성작용 - 북부 소백산육괴의 중앙부 지역의 지각진화와 환경지질 (Poly-metamorphism of Pre-Cambrian to Paleozoic metasedimentry rocks in Janggunbong area, Korea-Crustal evolution and environmental geology of the central part of the North Sobaegsan Massif, Korea)”. 《한국암석학회》 5 (2): 168-187.
133. ↑  안건상; 정현희; 이현구 (1993년). “장군광산 주변의 변성이질암에서의 누진변성반응 계열 (Prograde Reaction Series in Metapelites around the Janggun Mine)”. 《Journal of the Korean Institute of Mining Geology》 26 (4): 473-487.
134. ↑  강지훈; 김형식; 오세붕 (1997년). “장군봉지역 선캠브리아대-고생대 변성퇴적암류의 지질구조-북부 소백산육괴의 중앙부지역의 지각진화와 환경지질 (Geological Structure of Precambrian to Paleozoic metasedimentary rocks in the Janggunbong area, Korea-Crustal evolution and environmental geology of the central part of the North Sobaegsan massif, Korea)”. 《한국암석학회》 6 (3): 244-259.
135. ↑  박양대 (1968년). “蔚山 地質圖幅說明書 (울산 지질도폭설명서)”. 한국지질자원연구원.
136. ↑  최광선; 박희인; 정봉일 (1977년 9월). “Geolgical and Geophysical Studies on the Geologic Structures and Mineralization in the Ulsan Iron Mine Area (蔚山鐵山附近의 地質構造와 鑛化作用에 關한 地質學 및 地球物理學的 硏究)”. 《대한지질학회》 13 (3): 179-189.
137. ↑  김규한; 박재경; 양종만; 요시다 나오히로 (吉田尙弘) (1990년 10월). “Petrogenesis of the Carbonate and Serpentinite Rocks from the Ulsan Iron Mine (울산철광산의 탄산염암과 사문암의 성인)”. 《대한지질학회》 26 (5): 407-417.
138. ↑  Choi, S.-G.; Kim, S.-T.; Lee, J .G. (2003년). “Stable isotope systematics of Ulsan Fesingle bondW skarn deposit, Korea”. 《Journal of Geochemical Exploration》. 78-79: 601-606. doi:10.1016/S0375-6742(03)00034-7.
139. ↑  고상모; 박충구; 소원주 (2006년). “울산지역 사문암의 형성환경 해석을 위한 예비연구 (Preliminary Study on the Formation Environment of Serpentinite occurring in Ulsan Area)”. 《한국광물학회》 19 (4): 325-336.
140. ↑  양경희; 황진연; 옥수석 (2001년). “울산 광산에 분포하는 탄산염암체의 성인에 관한 연구: 카보내타이트의 가능성 (The genesis of Ulsan carbonate rocks: a possibility of carbonatite)”. 《한국암석학회》 10 (1): 1-12.
141. ↑  양경희; 황진연; 윤성효. “Petrogenesis of the Ulsan carbonate rocks from the south-eastern Kyongsang Basin, South Korea”. 《Island Arc》 12 (411-422). doi:10.1046/j.1440-1738.2003.00406.x.
142. ↑  Seo, Jieun; Choi, Seon–Gyu; Kim, Ji Won; Ryu, In–Chang (2019). “Unique sodic–calcic skarn hosted by ultramafic rocks and albitite at the Ulsan skarn deposit, Gyeongsang Basin, South Korea”. 《Ore Geology Review》 105: 537-550. doi:10.1016/j.oregeorev.2018.12.026.
143. ↑  채용운; 임현수; 주영지 (2023년). “천연수소의 잠재적 근원암인 초고철질(사문암) 암체의 국내 분포와 특징 고찰 (Distribution and characteristics of (serpentinized) ultramafic rocks in South Korea as potential source rocks of natural hydrogen)”. 《대한지질학회》 60 (4): 517-534. doi:10.14770/jgsk.2024.037.
144. ↑  이대성; 장기홍; 이하영 (1972년 12월). “Discovery of Archaeocyatha from Hyangsanri Dolomite Formation of the Ogcheon System and its Significance (沃川系內 香山里돌로마이트層에서의 Archaeocyatha의 發見과 그 意義)”. 《대한지질학회》 8 (4): 191-197.
145. 1 2  이재화; 이하영; 유강민; 이병수 (1989년 3월). “Discovery of Microfossils from Limestone Pebbles of the Hwanggangri Formation and their Stratigraphic Significance (黃江里層의 石灰質礫에서 산출된 微化石과 그의 層序的 意義)”. 《대한지질학회》 25 (1): 1-15.
146. ↑  Cluzel, Dominique; Cadet, Jean-Paul; Lapierre, Henriette (1990년 11월). “Geodynamics of the Ogcheon Belt (South Korea)”. 《Tectonophysics》 183 (1-4): 41-56. doi:10.1016/0040-1951(90)90187-D.
147. ↑  Cluzel, Dominique; Jolivet, Laurent; Jean-Paul, Cadet (1991년). “Early Middle Paleozoic Intraplate Orogeny in the Ogcheon Belt (South Korea): A new insight on the Paleozoic buildup of east Asia”. 《Tectonics》 10 (6): 1130-1151. doi:10.1029/91TC00866.
148. ↑  Cluzel, Dominique (1992년 2월). “Ordovician bimodal magmatism in the Ogcheon belt (South Korea): intracontinental rift-related volcanic activity”. 《Journal of Asian Earth Sciences》 7 (2-3): 195-209. doi:10.1016/0743-9547(92)90054-F.
149. ↑  김유홍; 김정환; 이재욱 (1999년 12월). “Geological Structures of the Choseon and Ogcheon supergroups in the Deogsan-Cheongpung area, Jecheon-gun, Chungchengbuk-do, Korea (충북 제천군 덕산-청풍면 일대의 조선누층군과 옥천누층군의 지질구조)”. 《대한지질학회》 35 (4): 233-252.
150. ↑  박종길; 김성원; 오창환; 김형식 (2003년 12월). “옥천변성대 북서부 계명산층 내 변성화성암류의 지구화학 및 지구연대학적 연구와 그 지구조적 의의 (Geochemical and Geolchronological Studies on Metaigneous Rocks in the Gyemyeongsan Formation, Northwestern Okcheon Metamorphic Belt and their Tectonic Implication)”. 《한국암석학회》 12 (4): 155-169.
151. ↑  조문섭; 김태훈; 김현철 (2004년). “옥천변성대 규장질 변성응회암의 SHRIMP U-Pb 저어콘 연대: 신원생대(약 7.5억년전) 화산활동 (SHRIMP U-Pb Zircon Age of a Felsic Meta-tuff in the Ogcheon Metamorphic Belt, Korea: Neoproterozoic (ca. 750 Ma) Volcanism)”. 《The Journal of the Petrological Society of Korea》 13 (3): 119-125.
152. ↑  Kim, Sung Won; Oh, Chang Whan; Ryu, In Chang; Williams, I. S.; Sajeev, K.; Santosh, M.; Rajesh, V. J. (2006년 11월). “Neoproterozoic Bimodal Volcanism in the Okcheon Belt, South Korea, and Its Comparison with the Nanhua Rift, South China: Implications for Rifting in Rodinia”. 《The Journal of Geology》 114 (6): 717-733. doi:10.1086/507616.
153. ↑  Suzuki, Kazuhiro; Dunkley, Daniel; Adachi, Mamoru; Chwae, Ueechan (2006년 1월). “Discovery of a c.370 Ma granitic gneiss clast from the Hwanggangri pebble-bearing phyllite in the Okcheon metamorphic belt, Korea”. 《Gondwana Research》 9 (1-2): 85-94. doi:10.1016/j.gr.2005.06.004.
154. ↑  Cho, Moonsup; Cheong, Wonseok; Ernst, W.G.; Yi, Keewook; Kim, Jeongmin (2013년 12월). “SHRIMP U-Pb ages of detrital zircons in metasedimentary rocks of the central Ogcheon fold-thrust belt, Korea: Evidence for tectonic assembly of Paleozoic sedimentary protoliths”. 《Journal of Asian Earth Sciences》 63: 234-249. doi:10.1016/j.jseaes.2012.08.020.
155. 1 2  Choi, Duck K.; Woo, Jusun; Park, Tae Yoon (2012년). “The Okcheon Supergroup in the Lake Chungju area, Korea: Neoproterozoic volcanic and glaciogenic sedimentary successions in a rift basin”. 《Geosciences Journal》 16 (3): 229-252. doi:10.1007/s12303-012-0031-6.
156. ↑  김기환 (1965년). “忠州 地質圖幅說明書 (충주 지질도폭설명서)”. 한국지질자원연구원.
157. ↑  김옥준 (1968년). “忠州聞慶間의 沃川系의 層序와 構造 (Stratigraphy and Tectonics of Okcheon System in the Area between Chungju and Munkyeong)”. 《대한자원환경지질학회 자원환경지질》 1 (1): 35-46.
158. ↑  “옥천층군(沃川層群)의 지질시대(地質時代)에 관(關)하여 On the Geological Age of the Ogcheon Group”. 《Journal of the Korean Institute of Mining Geology》 4 (1): 9-15. 1970년.
159. ↑  Reedman, A.J., Fletcher, C.J.N., Dvans, R.B., Workman, D.R., Yoon, K.S., Rhyu, S.H. and Park, J.N. (1973) The geology of the Hwanggangri mining district, Republic of Korea. Anglo-korean Mineral Exploration Group.
160. ↑  Lee, D.S. (1974) "Study for the geologic age determination of Ogcheon Group, Korea" Yonsei Nonchong, v.11, pp. 299~323.
161. ↑  Chough, S.K; Bahk, K.S. (1992년). “Sedimentary Basins in the Korean Peninsula and Adjacent Seas”. Korean Sedimentology Research Group, Special Publication, Hallimwon Publishers: 77-101.
162. ↑  Lee, C.H. (1995) "Geology of Ogcheon Supergroup" pp. 17−130.
163. ↑  이민성; 여정필; 이종익; 좌용주; S. Yoshida; 이한영 (1998년 12월). “Glaciogenic diamictite of Ogcheon System and its geologic age, and paleogeography of Korean Peninsula in Late Paleozoic (옥천계의 빙하기원 다이아믹타이트와 그 지질시대 및 고생대 말의 한반도의 고지리)”. 《대한지질학회》 34 (4): 343-370.
164. ↑  임순복; 전희영; 김유봉; 김복철; 조등룡 (2005년 9월). “Geologic ages, stratigraphy and geological structures of the metasedimentary strata in Bibong~Yeonmu area, NW Okcheon belt, Korea (서북옥천대 비봉~연무지역 변성퇴적암층의 지질시대, 층서 및 지질구조)”. 《대한지질학회》 41 (3): 335-368.
165. ↑  임순복; 전희영; 김유봉; 김복철; 송교영 (2006년 6월). “Stratigraphy and geological ages of the metasedimentary strata in Jinsan∼Boksu area, Chungcheongnam-do, NW Okcheon belt 서북옥천대 진산~복수지역 변성퇴적암층의 층서 및 지질시대)”. 《대한지질학회》 42 (2): 149-174.
166. ↑  임순복; 전희영; 김유봉; 이승렬; 기원서 (2007년 6월). “Geological ages and stratigraphy of the metasedimentary strata in Hoenam∼Miwon area, NW Okcheon belt (서북옥천대 회남~미원지역 변성퇴적암층의 지질시대 및 층서)”. 《대한지질학회》 43 (2): 125-150.
167. ↑  Jeong Hwan Kim; Yong Il Lee; Maosong Li; Zhiquiang Bai (2001년). “Comparison of the Ordovician-Carboniferous Boundary Between Korea and NE China: Implications for Correlation and Tectonic Evolution”. Gondwana Research. doi:10.1016/S1342-937X(05)70653-5.
168. ↑  김정환 (2017년 2월). “우리나라 구조지질학 발전의 발자취: 고찰 (Footprints of structural geology in Korea: Review)” (PDF). 《대한지질학회》 53 (1): 5-33. doi:10.14770/jgsk.2017.53.1.5. ISSN 2288-7377.
169. ↑  도성재 (1993년). “백운산 향사대에 분포하는 동고층에 대한 고지자기 연구 (Paleomagnetism of the Tonggo Formation in the Baekunsan Syncline)”. 《대한자원환경지질학회》 26 (3): 383-393.
170. ↑  전정수; 송교영; 김현철; 김유홍; 최범영; 최위찬; 한종규; 류충렬; 선창국; 전명순; 김근영; 김유봉; 이홍진; 신진수; 이윤수; 기원서; 최성자 (2012년 10월). “활성단층지도 및 지진위험지도 제작 (Active Fault Map and Seismic Harzard Map)”. 한국지질자원연구원.
171. ↑  이희권 (1999년 3월). “강원도 정선군 문곡지역 단곡 단층대의 전자자기공명 절대연령 측정 및 지질구조 연구 (ESR dating and structural analysis of the Dangok fault zone in the Mungok region, Jeongson-gun, Kangwon-do)”. 《대한지질학회》 35 (1): 85-98.
172. ↑  서경환; 손길상; 박찬근 (2002년). “정선군 남면 지역에 분포하는 고품위 석회석의 부존 특성”. 《한국광물학회·대한자원환경지질학회·대한광업진흥공사 2002 추계 공동 심포지움》.
173. ↑  윤태호 (2018년). “강원도 정선군 화암면 일대에 분포하는 하부 고생대층의 지질구조, 변형사 및 3차원적 모델링 분석”.
174. ↑  임순복 (1981년 6월). “Geological Structure of the Nampyeong Area, Jeongseon Coalfield (旌善炭田 南坪地域의 地質構造)”. 《대한지질학회》 17 (2): 165-168.
175. ↑  김정환; 최원학 (1990년 4월). “Geological Structures of Jeungsan-Sabuk Area, Samcheog Coalfield, Korea (三陟炭田 甑山一舍北地域의 地質構造)”. 《대한지질학회》 26 (2): 154-164.
176. ↑  나현우; 장찬동; 장천중 (2013년 9월). “현생 응력하에서 단층 마찰계수에 따른 임곡단층의 거동 가능성 해석 (Friction-dependent slip Behavior of Imgok Fault under the Present-day Stress Field)”. 《대한지질공학회》 23 (3): 217-225. doi:10.9720/kseg.2013.3.217.
177. ↑  서효준 (1993년). “旌善圖幅 廣域地化學圖 調査硏究 (정선도폭 광역지화학도 조사연구)”. 한국지질자원연구원.
178. ↑  김정환; 김태호 (1985년 9월). “Structural Analysis of Hambaeg-san Area, Samcheog Coalfield, S. Korea (三陟炭田 咸白山一帶의 地質構造 硏究)”. 《대한지질학회》 21 (3): 157-171.
179. ↑  유인창 (1999년 1월). “태백산분지 (백운산 향사대) 장성지역에 분포하는 하부페름기 장성층의 고지온 (Paleotemperatire of the Lower Permian Jangseong Formation, jangseong Area, Taebaegsan Basin (Baegunsan Synclin))”. 《대한자원환경지질학회》 32 (3): 293-306.
180. ↑  이재호 (2011년). “강원도 태백산지역 원동광산 시추탐사연구 (The Results of Drilling in Weondong Mine Area, the Taebaegsan Mineralized District, Republic of Korea)”. 《대한자원환경지질학회 자원환경지질》 44 (4): 313-320. doi:10.9719/EEG.2011.44.4.313.
181. ↑  Kobayashi, T. (1953년). “Geology of South Korea with special reference to the limestone plateau of Kogendo”. 《Journal of the Faculty of Science》 8: 145-293.
182. ↑  장이랑 (2012년). “영월 스러스트 시스템의 구조기하학적 형태 해석 연구 (Structural geometry of the Yeongwol thrust system, Taebaeksan zone, Korea)”. 연세대학교 대학원.
183. ↑  “국내 육상 CO2 지중저장 파일럿 저장소 선정 연구”. 한국지질자원연구원. 2014년 7월. doi:10.23000/TRKO201400028274.
184. ↑  김정환; 고희재 (1992년 1월). “Structural Analysis of the Danyang Area, Danyang Coalfield, Korea (단양 지역의 지질 구조)”. 《대한자원환경지질학회》 25 (1): 61-72.
185. ↑  정창희 (1993년). “고수동굴의 지질에 관한 연구”. 《한국동굴학회》. 63-76쪽.
186. ↑  황정; 박희인 (1996년). “태백산광화대 북부 낙천, 은치, 중봉 금-은광상의 안정동위원소 연구 (Stable Isotope of the Nakcheon, Eunchi and Jungbong Gold-Silver Deposits in the Northern Taebagsan Mining District)”. 《대한자원환경지질학회》 29 (2): 159-170. 태백산광화대의 금-은 광상들은 주로 조선누층군이 모암이나, 연구지역 광상의 모암은 주로 선캄브리아 변성퇴적암류와 중봉산화강암이다.
187. ↑  홍만섭; 김영주; 윤선 (1970년). “상동광산(上東鑛山) 인접광구(隣接鑛區) 지질광상(地質鑛床) 조사보고(調査報告)”. 《Journal of the Korean Institute of Mining Geology》 3 (1): 35-47.
188. ↑  Moon, K.J. (1983) The genesis of the Sangdong tungsten deposit, the Republic of Korea (Ph.D. thesis, University of Tasmania, 153p).
189. ↑  문건주 (1987년 12월). “Significance of the Occurrences of the Sangdong Granite and Scheelite-bearing Quartz Veins in the precambrian Schist (上東鑛山의 花崗岩과 太白山統內 含灰重石 石英脈의 存在意義)”. 《대한지질학회》 23 (4): 306-316.
190. ↑  Yang, Dong Yoon; Utsugi, Yukihiro; Mariko, Tadashi (1993년). “Fluid Inclusion Study on Magnesian Fe Skarn-type Deposit of the Shinyemi Mine, Republic of Korea”. 《Shigen-Chishitsu》 43 (237): 11-22. doi:10.11456/shigenchishitsu1992.43.11.
191. ↑  오일환 (2021년). “동남 Fe−Mo 광상의 관계화성암 및 생성환경 연구 (A study on the genesis and associated igneous rocks of the Dongnam Fe−Mo deposit, Republic of Korea)”. 과학기술연합대학원대학교.
192. ↑  박희인; 이찬희 (1992년 12월). “Mineral Chemistry and Invisible Gold of Oscillatory Zoned Pyrite from the Baegjeon Gold Deposits (栢田金鑛床에서 產出되는 累帶組織을 갖는 黃鐵石의 鑛物化學과 "Invisible Gold")”. 《대한지질학회》 28 (6): 627-636.
193. 1 2  이찬희; 박희인 (1993년). “둔전(屯田) 및 백전광상(栢田鑛床)에서 산출(産出)되는 에렉트럼의 산출상태(産出狀態)와 조성변화(組成變化) (Mode of Occurrence and Compositional Variation of Electrum from the Dunjeon and Baegjeon Gold Deposits)”. 《한국광물학회》 6 (2): 94-104.
194. ↑  이찬희; 박희인 (1996년). “탄산염암 층준교대형 백전광상의 천열수 금-은 광화작용과 생성환경 (Epithermal Gold-Silver Mineralization and Depositional Environment of Carbonate-hosted Replacement Type Baegjeon Deposits, Korea)”. 《대한자원환경지질학회》 29 (2): 105-117.
195. ↑  박희인; 박영록 (1990년). “동원광산의 금-은 광화작용 (Gold and Silver Mineralization in the Dongweon Mine)”. 《Journal of the Korean Institute of Mining Geology》 23 (2): 183-199.
196. ↑  이선진; 최상훈 (2021년). “동원 함 금-은 열수 맥상광상의 생성환경 (Genetic Environments of Dongwon Au-Ag-bearing Hydrothermal Vein Deposit)”. 《대한자원환경지질학회》 54 (6): 753-765. doi:10.9719/EEG.2021.54.6.753.
197. ↑  신동복 (2006년). “낙동 비소-비스무스 광상의 Pb-Ag-Bi-S계 광물의 산출양상과 화학조성 Occurrence and Mineral Chemistry of Pb-Ag-Bi-S System Minerals in the Nakdong As-Bi Deposits, South Korea)”. 《대한자원환경지질학회》 39 (6): 643-651.
198. ↑  이찬희 (1993년). “태백산 광화대 북부, 둔전-백전 지역 금, 은, 안티모니 광상의 지질, 광물, 유체유포물 및 안정동위원소 연구”. 서울대학교 대학원, 이학박사 학위논문. 422쪽.
199. 1 2 3 4  염증준; 안주성; 조용찬; 정영욱; 임길재; 지상우; 오참뜻; 김경수; 이춘오; 송영석; 한영수; 이재호; 오현주; 신성천; 이진수; 서영주 (2014년). “희유원소 광역 지구화학도 작성 (Regional Geochemical Mapping for Rare elements)”. 한국지질자원연구원.
200. ↑  황덕환; 이재영 (1998년). “태백산광화대내의 원동 다금속광상의 성인 (Ore Genesis of the Wondong Polymetallic Mineral Deposits in the Taebaegsan Metallogenic Province)”. 《대한자원환경지질학회》 31 (5): 375-388.
201. ↑  이평구; 강민주; 최상훈 (2011년). “제2연화광산 직내골 광미장 침출수에 오염된 하천수계의 시.공간적 수질변화 및 중금속 제거효율 (Temporal and Spatial Variation and Removal Efficiency of Heavy Metals in the Stream Water Affected by Leachate from the Jiknaegol Tailings Impoundment of the Yeonhwa II Mine)”. 《지하수토양환경》 16 (1): 19-31. doi:10.7857/JSGE.2011.16.1.019.
202. ↑  이찬희; 박희인 (1994년 8월). “Gold Mineralization and Depositional Environment of the Samjo Deposits, Korea (삼조광상의 금광화작용과 생성환경)”. 《대한지질학회》 30 (4): 395-409.
203. ↑  양권승; 김봉주; 최낙철; 박천영 (2013년). “티오요소를 이용한 삼조광업 정광으로부터 은 용출 최적화 (The Optimization of Silver Leaching from the Samjo Mine Concentrate by Thiourea)”. 《한국광물학회》 26 (1): 1-8. doi:10.9727/jmsk.2013.26.1.1.
204. ↑  박희인; 이찬희 (1991년). “둔전금광산 북광상에서 산출되는 다상포유물내의 고상 (Solid Phases in Polyphase Inclusions from North Ore Deposits, Dunjeon Gold Mine)”. 《Journal of the Korean Institute of Mining Geology》 24 (1): 1-8.
205. ↑  박희인; 우영균; 이찬희 (1987년). “둔전금광산(屯田金鑛山) 남광상(南鑛床)의 광석(鑛石)과 유체포유물(流體包有物) (Ores and Fluid Inclusions from South Ore Deposits of the Dunjeon Gold Mine)”. 《Journal of the Korean Institute of Mining Geology》 20 (2): 107-118.
206. ↑  “폐금속광산 폐기물내 중금속 오염도와 수은의 이동도 평가 (Assessment of Mercury Mobility and Heavy Metal Contamination in Abandoned Metal Mine Wastes)”. 세명대학교 대학원. 2006년 2월.
207. ↑  오민수; 박기화 (1983년). “동명광산(東明鑛山)의 스카른형(型) 회중석(灰重石) 광상(鑛床)의 성인(成因) On the Genesis of Skarn-type Scheelite Deposits at the Dongmyoung mine”. 《대한자원환경지질학회 광산지질》 16 (1): 37-49. ISSN 2288-7962.
208. ↑  임헌경; 신동복; 정준영; 이문택 (2018년). “우석광상 다금속 광화작용의 시공간적 특성변화 (Spatio-Temporal Variation of Polymetallic Mineralization in the Wooseok Deposit)”. 《대한자원환경지질학회》 51 (6): 493-507. doi:10.9719/EEG.2018.51.6.493.
209. ↑  임온누리; 유재형; 고상모; 허철호 (2013년). “Mineralogy and Chemical Compositions of Dangdu Pb-Zn Deposit (당두 연-아연 광상의 산출광물과 화학조성)”. 《대한자원환경지질학회》 46 (2): 123-140. doi:10.9719/EEG.2013.46.2.123. ISSN 2288-7962.
210. ↑  최선규; 박정우; 서지은; 김창성; 신종기; 김남혁; 유인걸; 이지윤; 안용환 (2007년). “금성 몰리브데늄광상의 잠두 반암형 광체에 대한 부존가능성과 성인적 환경 (Hidden Porphyry-Related Ore Potential of the Geumseong Mo Deposit and Its Genetic Environment)”. 《대한자원환경지질학회》 40 (1): 1-14.
211. ↑  김수진; 김성훈 (1982년). “어상주광산(魚上川鑛山)의 망간광석(鑛石)에 대(對)한 광물학적(鑛物學的) 및 성인적연구(成因的硏究) Mineralogy and Genesis of Manganese Ores from the Eosangcheon Mine, Korea”. 《Journal of the Korean Institute of Mining Geology》 15 (4): 205-219.
212. ↑  이재영; 황덕환 (1984년). “어상천망간광산 모암의 지구화학 (Geochemistry of the Country Rock of Eosangcheon Manganese Deposit)”. 《Journal of the Korean Institute of Mining Geology》 17 (1): 17-34.
213. ↑  김수영 (1990년). “稀有金屬鑛物資源調査硏究 : 茂朱 및 丹陽地域, Nb-Ta-Be-Li 페그마타이트에 對한 鑛床 및 試錐探査 硏究”. 한국지질자원연구원.
214. ↑  손장원; 김동희; 최덕근 (2001년 6월). “단양군 어상천면 삼태산 부근 캄브리아-오르도비스계의 층서 (Stratigraphy of the Cambro-Ordovician Strata in the Mt Samtae area, Danyang, Korea)”. 《한국고생물학회》 17 (1): 23-34.
215. ↑  “"서울대 박사공부도 만화가가 되기위한 여정이었죠"”. 동아일보. 2013년 10월 10일.
216. ↑  “달이 내린 산기슭”. 교보문고. 2012년 4월.

### 참고 문헌
- 최덕근 (2014년). 《한반도 형성사》. 서울: 서울대학교출판문화원. ISBN 978-89-521-1626-0.